# Réseau de bus Cap'bus
Cap’bus est un réseau de transport en commun d’autobus desservant les 20 communes de la communauté d’agglomération Hérault Méditerranée à l’aide d’un réseau de 5 lignes régulières, 5 lignes en TAD et 3 navettes régulières vers les plages en été.
Créé en 2003 et délégué à la société Keolis Val d’Hérault (filiale du groupe Keolis) pour sept ans, son exploitation est assurée depuis le 1er mars 2010 par la société CarPostal Agde (appartenant au groupe CarPostal France). Le contrat est renouvelé à partir du 1er mars 2018 pour une durée de sept ans, mais son exploitation retombe à nouveau dans les mains de Keolis (et sa filiale Keolis Agde) à la suite de son rachat du groupe CarPostal France. Keolis Agde est renouvelé pour une durée de 6ans et demi par Hérault Méditerranée.

## Histoire

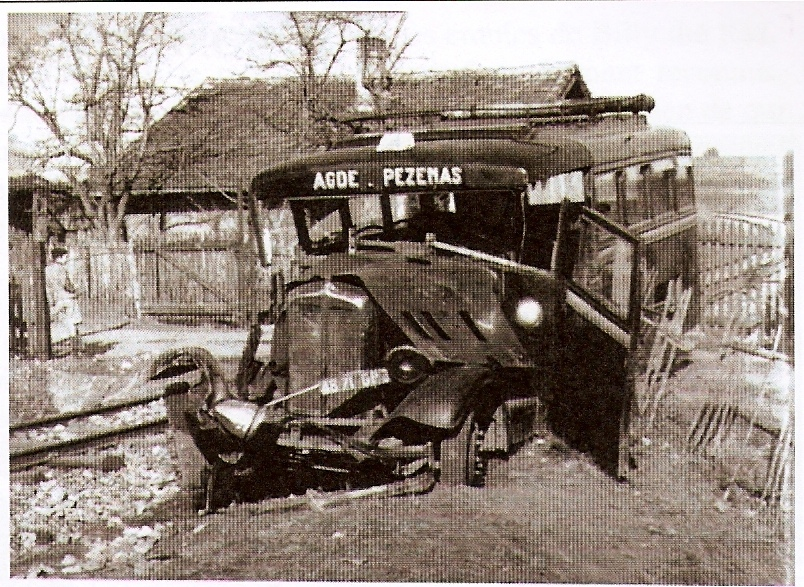
Un bus, accidenté, assurant la liaison entre Agde et Pézenas au XX.

### L'état du réseau avant 2003
Au XXe siècle, on remarque l’existence de bus assurant la liaison entre Agde et Pézenas. Toutefois, il n’existe que très peu d’informations sur ce réseau. L’une des rares photos existantes montre un véhicule accidenté le long d’une voie ferrée avec l’indication Agde-Pézenas écrit en blanc au-dessus du pare-brise avant.

### La création du réseau et les premières années

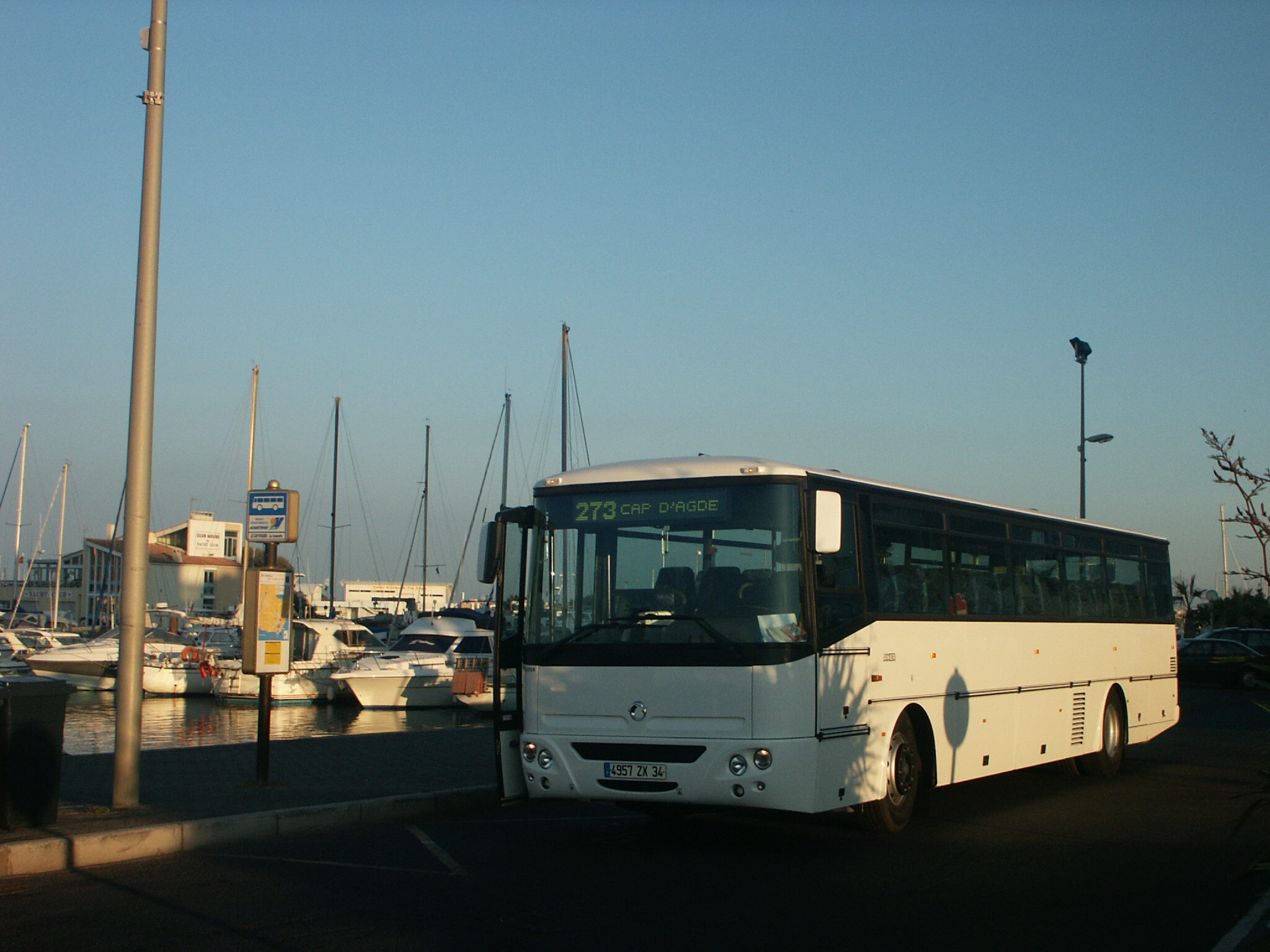
Un car au Cap d’Agde, sur la ligne no 273, quelques mois après la création du réseau.

Le 17 décembre 2002, la communauté d’agglomération Hérault Méditerranée, regroupant 19 communes — Adissan, Agde, Aumes, Bessan, Castelnau-de-Guers, Caux, Cazouls-d’Hérault, Florensac, Lézignan-la-Cèbe, Montagnac, Nézignan-l’Évêque, Nizas, Pézenas, Pinet, Pomérols, Portiragnes, Saint-Pons-de-Mauchiens, Saint-Thibéry, Tourbes et Vias — est créée. Par ses statuts, elle devient l’autorité organisatrice des transports (AOT) sur son territoire au 1er janvier 2003 et se dote d’un réseau de bus, dont elle confie l’exploitation au groupe Keolis — fondé deux ans auparavant par la fusion de deux sociétés : Cariane et VIA-GTI —, au travers de la société Keolis Val d’Hérault qui est déjà délégataire du réseau départemental Hérault Transport.

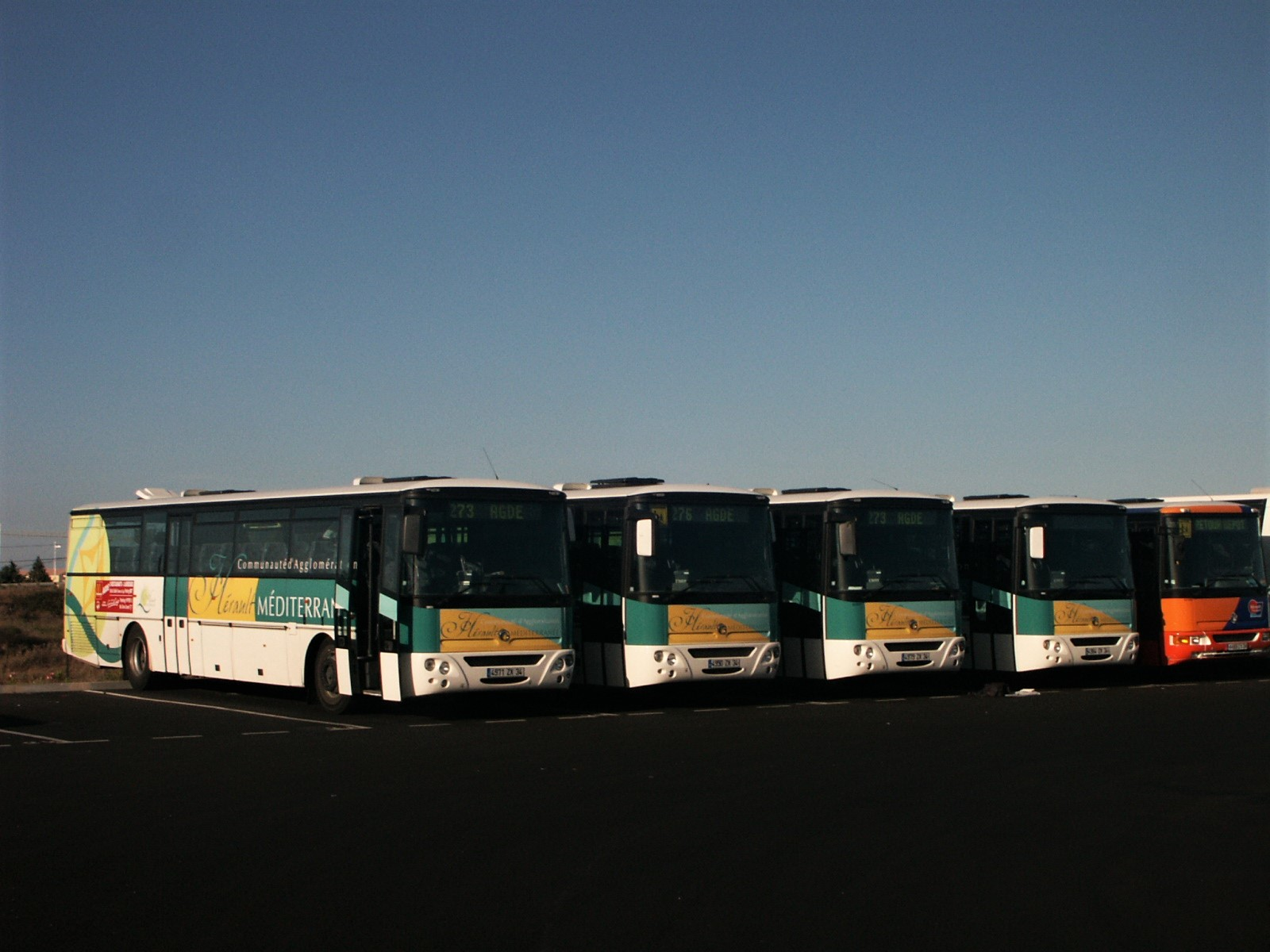
Plusieurs cars au dépôt, arborant les couleurs de la communauté d’agglomération.

Celle-ci se dote de onze cars, principalement des Irisbus Axer mis en circulation l’année précédente, qui arborent d’abord une livrée blanche puis les couleurs de la communauté d’agglomération. Le réseau mis en place se compose alors de quatre lignes (272, 273/275, 276 et 313) organisées en étoile autour d’un pôle central, la gare d’Agde. Les lignes 272 et 273/275 circulent en boucle entre la gare et les quartiers d’Agde, la première vers Le Grau d’Agde et la seconde vers Le Cap d’Agde. La ligne 276 relie la gare d’Agde à la gare routière de Pézenas et la ligne 313, qui est la seule à ne pas passer par Agde, relie Pézenas à Saint-Pons-de-Mauchiens.

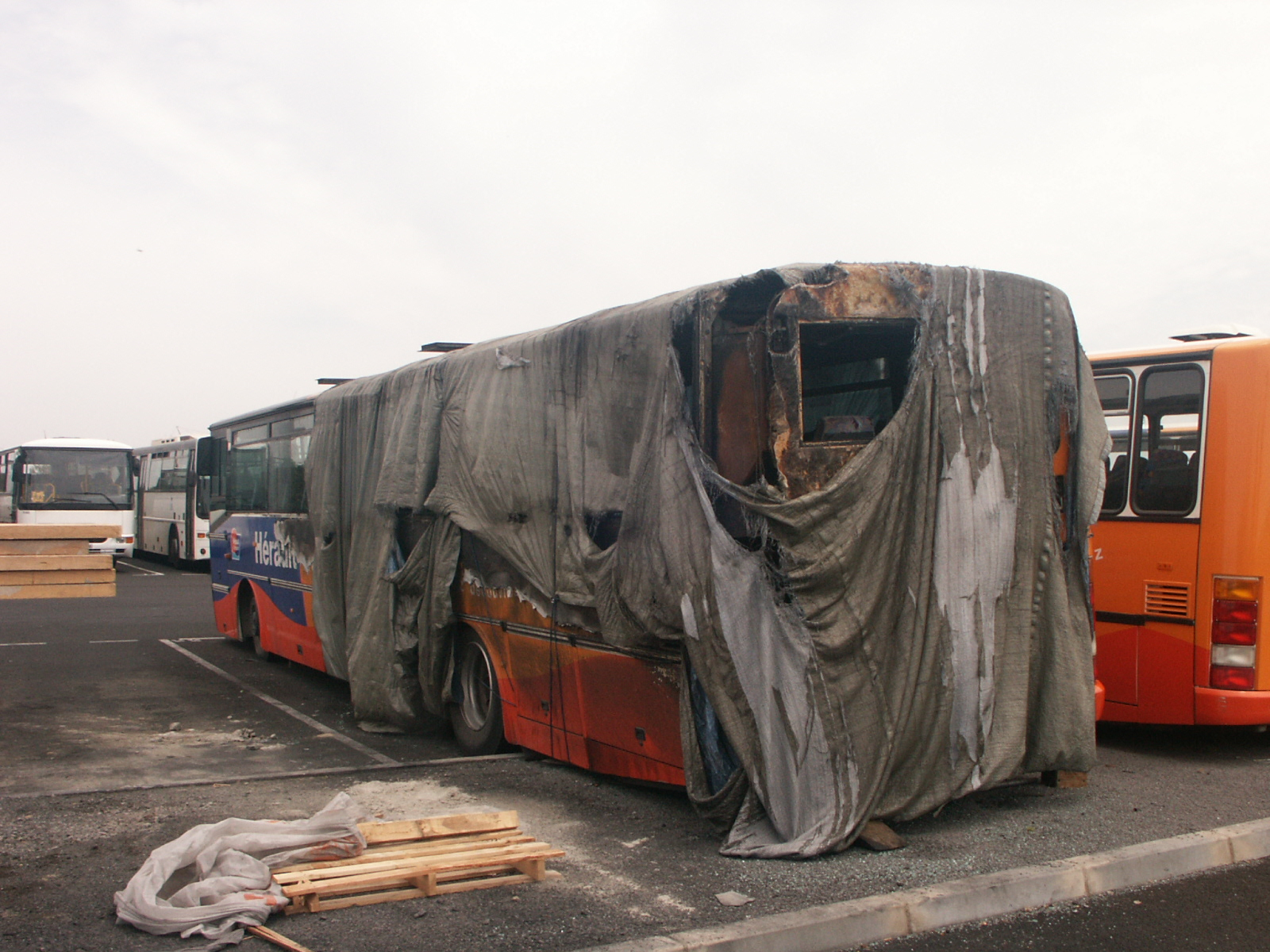
L’Irisbus Axer n°023058 au dépôt quelques mois après l’incendie de février 2006.

Le 21 février 2006, vers 3 heures du matin, un incendie dont l’origine reste indéterminée se déclare dans le dépôt de Keolis Val d’Hérault situé à Agde. Neuf cars sont partiellement endommagés ou détruits par les flammes, qui sont maîtrisées dans les heures suivantes par les pompiers dépêchés sur le site. Les dégâts, estimés à plus de 1 300 000 €, touchent également la station de lavage à proximité de laquelle était stationnée les véhicules détruits. L’un des véhicules exploités sur le réseau, l’Irisbus Axer no 023058, est entièrement brûlé sur son arrière gauche. Il est vendu à la casse cette même année.

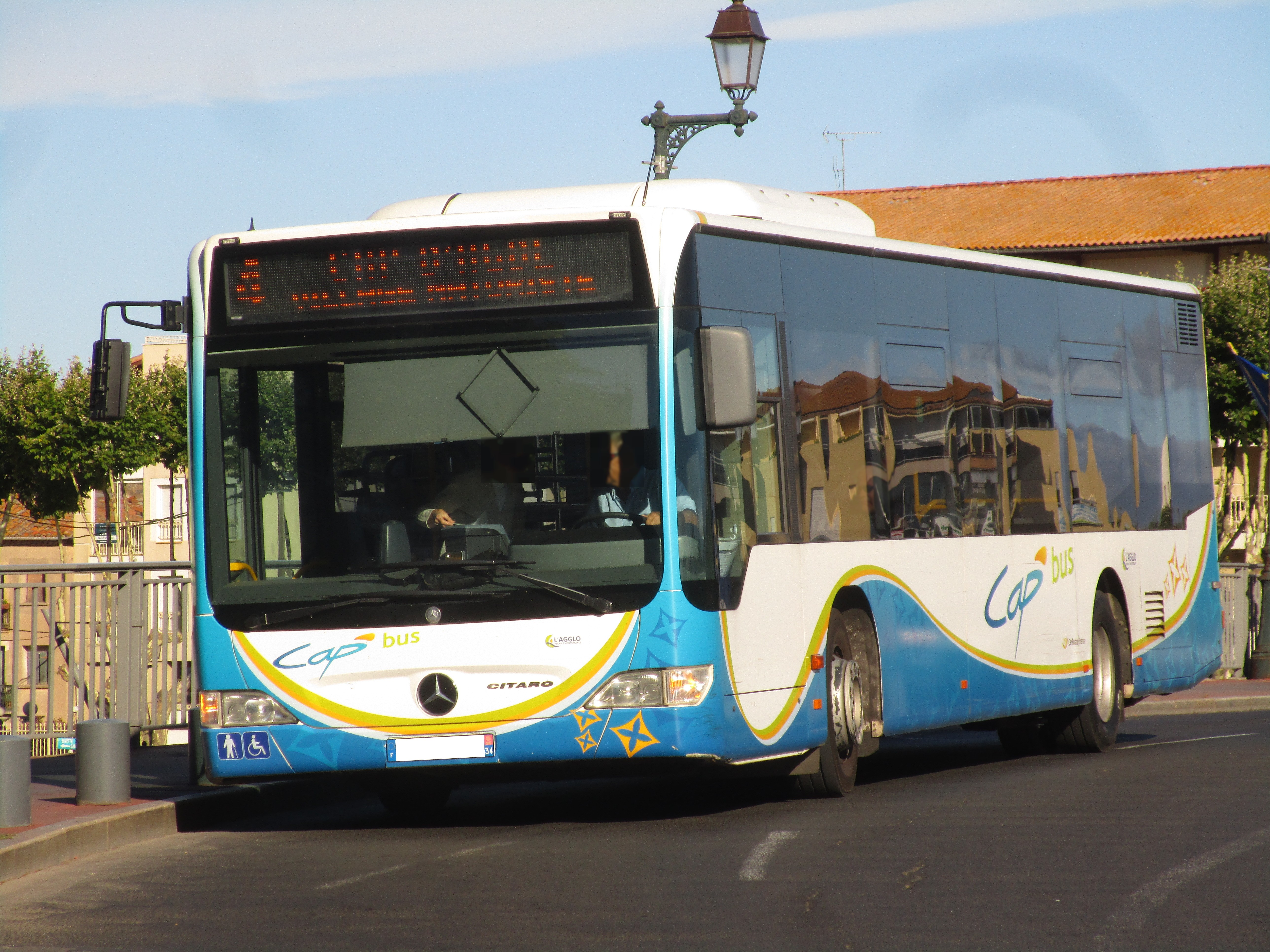
Un bus arborant la livrée appliquée sur les véhicules du réseau dès 2010.

### 2010: Un nouveau délégataire pour un nouveau réseau
En 2009, la délégation de service public liant le groupe Keolis à la communauté d’agglomération arrivant dans sa dernière année, un appel d’offres est lancé. En mai 2009, le contrat d’une durée de sept ans est attribué à un nouveau groupe, CarPostal France. Celui-ci s’engage rapidement à conserver la majorité des salariés du délégataire précédent, après une grève de ces derniers en juin 2009 à la suite de la perte du contrat par leur employeur.
Le mois suivant, CarPostal ouvre une agence commerciale dans le centre-ville d’Agde et le parc est entièrement renouvelé, avec l’acquisition de 14 véhicules neufs sur les 17 dédiés au réseau. L’identité visuelle du réseau est également revue, avec la création d’un logo, la mise en place d’une nouvelle livrée et le changement de nom, le service de transport en commun de la communauté d’agglomération prenant le nom de Cap’bus. Hérault Méditerranée présente une nouvelle grille tarifaire destinée à augmenter la fréquentation du réseau, divisant par deux le prix du ticket et, à la suite de la mise en application du nouveau schéma des transports publics, CarPostal Agde se voit confier, à partir du 1er mars 2010, un réseau entièrement révisé, doté de cinq pôles d’échanges et composé de 10 lignes (dont quatre en transport à la demande), auquel s’ajoutent trois navettes vers les plages pendant la saison estivale.
À l’été 2013, le réseau est partiellement restructuré, principalement par l’extension de plusieurs lignes et la création de nouveaux arrêts de bus. En 2015 puis 2018, de nouvelles restructurations du réseau voient monter à 6 le nombre d’aller/retour quotidien proposé sur le service de transport à la demande, la création d’un nouvel itinéraire pour la ligne 1, l’augmentation de l’amplitude horaire et du nombre de départs quotidiens sur l’ensemble des lignes, ainsi que la mise en ligne d’une nouvelle version du site internet du réseau.
En 2019, le réseau repasse sous la main du groupe Keolis, qui rachète les activités de CarPostal France. L'exploitant prend alors le nouveau nom courant 2020 et devient Keolis Agde. Ce rachat n'aura aucun impact sur le réseau jusqu'à présent.
En Avril 2024, la communauté d’agglomération fait voter un nouveau système de transport nocturne estival, nommé Cap'Night, qui entre en service le 7 juillet 2025. Celui-ci est composé de 3 Navettes, la première étant une ligne circulaire au départ de l'Île des Loisirs du Cap d'Agde en desservant les communes du Grau d'Agde et d'Agde, la deuxième reliant l'Île des Loisirs à la Plage de Portiragnes, et la troisième reliant l'Île des Loisirs à Pézenas.

## Le réseau

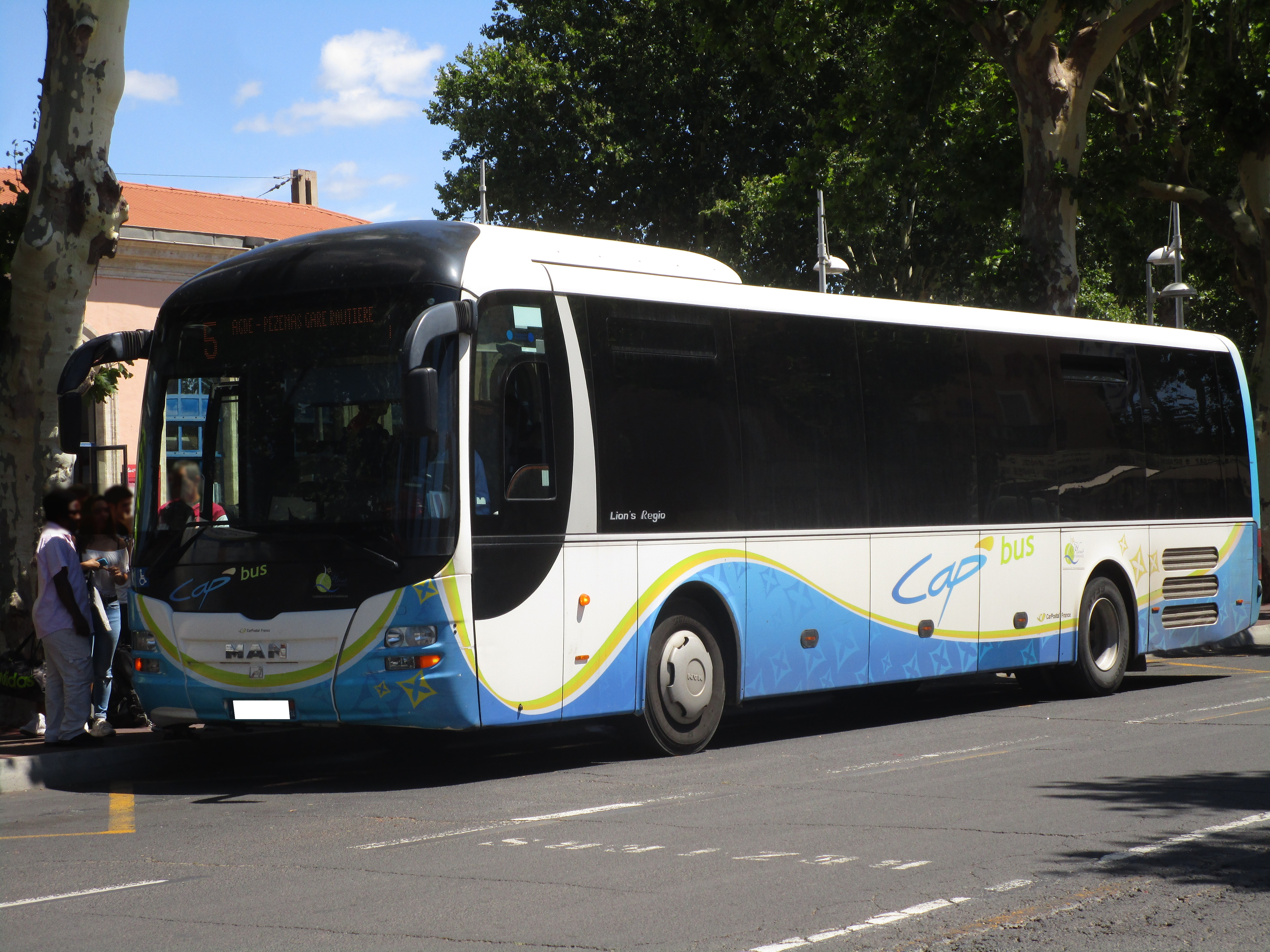
Un car du réseau Cap’Bus à Agde, sur la ligne no 5 pour Pézenas, en 6 2017.

### Territoire desservi
En 2025, le réseau Cap’Bus dessert les communes suivantes :
- Adissan ;
- Agde ;
- Aumes ;
- Bessan ;
- Caux ;
- Castelnau-de-Guers ;
- Cazouls-d’Hérault ;
- Florensac ;
- Lézignan-la-Cèbe ;
- Montagnac ;
- Nézignan-l’Évêque ;
- Nizas ;
- Pézenas ;
- Pinet ;
- Pomérols ;
- Portiragnes ;
- Saint-Thibéry ;
- Saint-Pons-de-Mauchiens ;
- Tourbes ;
- Vias.

### Les lignes

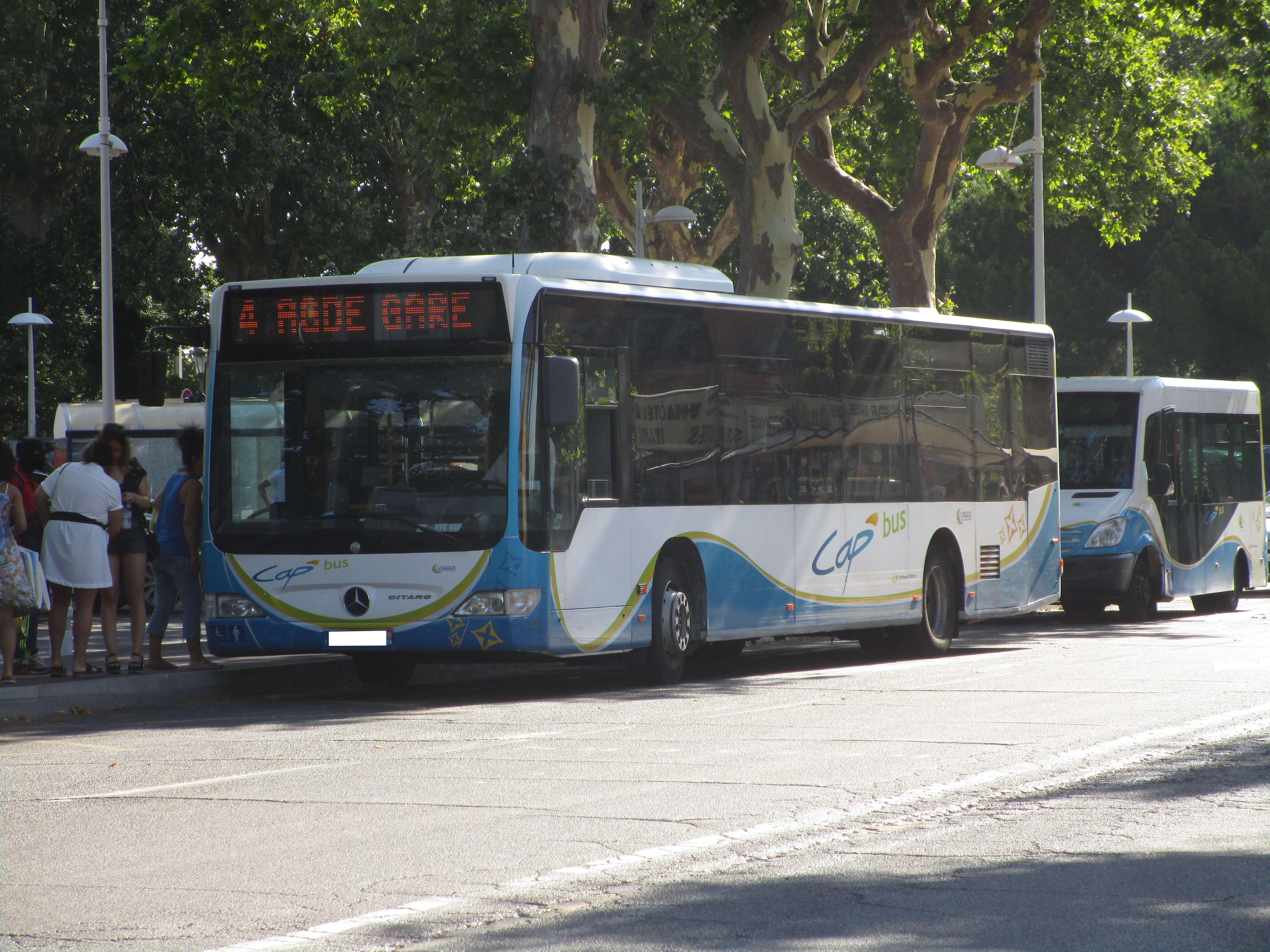
Plusieurs véhicules devant la gare d’Agde, pôle central du réseau, en 6 2017.

Le réseau est organisé en étoile autour de la gare d’Agde et se compose de,:
- 5 lignes régulières (numérotées de 2 à 7) ;
- 2 lignes estivales (numérotées 6 et 11) ;
- 3 lignes estivales nocturnes (numérotées de Cap'Night 1 à 3) ;
- 4 lignes de transport à la demande (lettrées de A à E).

#### Lignes régulières
Ces lignes relient la gare d'Agde aux différentes communes de l'agglomération Hérault Méditerranée, tous les jours de la semaine, y compris les jours fériés.
| Ligne | Caractéristiques | Caractéristiques                                                                    | Caractéristiques                                                                    | Caractéristiques                                                                    | Caractéristiques                                                                    | Caractéristiques                                                                    | Caractéristiques                                                                    | Caractéristiques                                                                    | Caractéristiques                                                                    |
| 2     | Agde – Gare SNCF ⥋ Grau d'Agde | Agde – Gare SNCF ⥋ Grau d'Agde                                                      | Agde – Gare SNCF ⥋ Grau d'Agde                                                      | Agde – Gare SNCF ⥋ Grau d'Agde                                                      | Agde – Gare SNCF ⥋ Grau d'Agde                                                      | Agde – Gare SNCF ⥋ Grau d'Agde                                                      | Agde – Gare SNCF ⥋ Grau d'Agde                                                      | Agde – Gare SNCF ⥋ Grau d'Agde                                                      | Agde – Gare SNCF ⥋ Grau d'Agde                                                      |
| ----- | --- | ----------------------------------------------------------------------------------- | ----------------------------------------------------------------------------------- | ----------------------------------------------------------------------------------- | ----------------------------------------------------------------------------------- | ----------------------------------------------------------------------------------- | ----------------------------------------------------------------------------------- | ----------------------------------------------------------------------------------- | ----------------------------------------------------------------------------------- |
| 2     | Ouverture / Fermeture 1er mars 2010 / — | Longueur —                                                                          | Durée 35 min                                                                        | Nb. d’arrêts 22                                                                     | Matériel Midibus Autobus standards                                                  | Jours de fonctionnement L, Ma, Me, J, V, S, D                                       | Jour / Soir / Nuit / Fêtes O / N / N / O                                            | Voy. / an —                                                                         | Exploitant Keolis Agde                                                              |
| 2     | Desserte : - Communes et lieux desservis : Agde, Grau d'Agde - Gares desservies : Agde |                                                                                     |                                                                                     |                                                                                     |                                                                                     |                                                                                     |                                                                                     |                                                                                     |                                                                                     |
| 2     | Autre : - Amplitude horaire et fréquence : - Période estivale, du Lundi au Dimanche et jours fériés : La ligne fonctionne de 7h05 à 19h35, avec un passage toutes les 60 minutes.                                                                                    |                                                                                     |                                                                                     |                                                                                     |                                                                                     |                                                                                     |                                                                                     |                                                                                     |                                                                                     |
| 2     | Dernière actualisation : 27 juillet 2025 |                                                                                     |                                                                                     |                                                                                     |                                                                                     |                                                                                     |                                                                                     |                                                                                     |                                                                                     |
| 3     | Agde – Gare SNCF ⥋ Cap d'Agde – Vieux Port | Agde – Gare SNCF ⥋ Cap d'Agde – Vieux Port                                          | Agde – Gare SNCF ⥋ Cap d'Agde – Vieux Port                                          | Agde – Gare SNCF ⥋ Cap d'Agde – Vieux Port                                          | Agde – Gare SNCF ⥋ Cap d'Agde – Vieux Port                                          | Agde – Gare SNCF ⥋ Cap d'Agde – Vieux Port                                          | Agde – Gare SNCF ⥋ Cap d'Agde – Vieux Port                                          | Agde – Gare SNCF ⥋ Cap d'Agde – Vieux Port                                          | Agde – Gare SNCF ⥋ Cap d'Agde – Vieux Port                                          |
| 3     | Ouverture / Fermeture 1er mars 2010 / — | Longueur —                                                                          | Durée 50 min                                                                        | Nb. d’arrêts 27                                                                     | Matériel Midibus Autobus standards Autocars                                         | Jours de fonctionnement L, Ma, Me, J, V, S, D                                       | Jour / Soir / Nuit / Fêtes O / O / N / O                                            | Voy. / an —                                                                         | Exploitant Keolis Agde                                                              |
| 3     | Desserte : - Communes et lieux desservis : Agde, Grau d'Agde, Cap d'Agde - Gares desservies : Agde |                                                                                     |                                                                                     |                                                                                     |                                                                                     |                                                                                     |                                                                                     |                                                                                     |                                                                                     |
| 3     | Autre : - Amplitude horaire et fréquence : - Période estivale, du Lundi au Dimanche et jours fériés : La ligne fonctionne de 6h30 à 1h15, avec un passage toutes les 40-60 minutes.                                                                                  |                                                                                     |                                                                                     |                                                                                     |                                                                                     |                                                                                     |                                                                                     |                                                                                     |                                                                                     |
| 3     | Dernière actualisation : 27 juillet 2025 |                                                                                     |                                                                                     |                                                                                     |                                                                                     |                                                                                     |                                                                                     |                                                                                     |                                                                                     |
| 4     | Agde – Gare SNCF ⥋ Cap d'Agde – Cap Est-Village Naruriste | Agde – Gare SNCF ⥋ Cap d'Agde – Cap Est-Village Naruriste                           | Agde – Gare SNCF ⥋ Cap d'Agde – Cap Est-Village Naruriste                           | Agde – Gare SNCF ⥋ Cap d'Agde – Cap Est-Village Naruriste                           | Agde – Gare SNCF ⥋ Cap d'Agde – Cap Est-Village Naruriste                           | Agde – Gare SNCF ⥋ Cap d'Agde – Cap Est-Village Naruriste                           | Agde – Gare SNCF ⥋ Cap d'Agde – Cap Est-Village Naruriste                           | Agde – Gare SNCF ⥋ Cap d'Agde – Cap Est-Village Naruriste                           | Agde – Gare SNCF ⥋ Cap d'Agde – Cap Est-Village Naruriste                           |
| 4     | Ouverture / Fermeture 1er mars 2010 / — | Longueur —                                                                          | Durée 35 min                                                                        | Nb. d’arrêts 21                                                                     | Matériel Midibus Autobus standards                                                  | Jours de fonctionnement L, Ma, Me, J, V, S, D                                       | Jour / Soir / Nuit / Fêtes O / N / N / O                                            | Voy. / an —                                                                         | Exploitant Keolis Agde                                                              |
| 4     | Desserte : - Communes et lieux desservis : Agde, Grau d'Agde, Cap d'Agde - Gares desservies : Agde |                                                                                     |                                                                                     |                                                                                     |                                                                                     |                                                                                     |                                                                                     |                                                                                     |                                                                                     |
| 4     | Autre : - Amplitude horaire et fréquence : - Période estivale, du Lundi au Dimanche et jours fériés : La ligne fonctionne de 7h05 à 21h00, avec un passage toutes les 60 minutes.                                                                                    |                                                                                     |                                                                                     |                                                                                     |                                                                                     |                                                                                     |                                                                                     |                                                                                     |                                                                                     |
| 4     | Dernière actualisation : 27 juillet 2025 |                                                                                     |                                                                                     |                                                                                     |                                                                                     |                                                                                     |                                                                                     |                                                                                     |                                                                                     |
| 5     | Agde – Gare SNCF ⥋ Pézenas – Molière via Bessan, Saint-Thibéry et Nézignan-l'Évêque | Agde – Gare SNCF ⥋ Pézenas – Molière via Bessan, Saint-Thibéry et Nézignan-l'Évêque | Agde – Gare SNCF ⥋ Pézenas – Molière via Bessan, Saint-Thibéry et Nézignan-l'Évêque | Agde – Gare SNCF ⥋ Pézenas – Molière via Bessan, Saint-Thibéry et Nézignan-l'Évêque | Agde – Gare SNCF ⥋ Pézenas – Molière via Bessan, Saint-Thibéry et Nézignan-l'Évêque | Agde – Gare SNCF ⥋ Pézenas – Molière via Bessan, Saint-Thibéry et Nézignan-l'Évêque | Agde – Gare SNCF ⥋ Pézenas – Molière via Bessan, Saint-Thibéry et Nézignan-l'Évêque | Agde – Gare SNCF ⥋ Pézenas – Molière via Bessan, Saint-Thibéry et Nézignan-l'Évêque | Agde – Gare SNCF ⥋ Pézenas – Molière via Bessan, Saint-Thibéry et Nézignan-l'Évêque |
| 5     | Ouverture / Fermeture 1er mars 2010 / — | Longueur —                                                                          | Durée 35 min                                                                        | Nb. d’arrêts 12                                                                     | Matériel Autocars                                                                   | Jours de fonctionnement L, Ma, Me, J, V, S, D                                       | Jour / Soir / Nuit / Fêtes O / N / N / O                                            | Voy. / an —                                                                         | Exploitant Keolis Méditerranée                                                      |
| 5     | Desserte : - Communes et lieux desservis : Agde, Bessan, Saint-Thibéry, Nézignan-l'Évêque, Pézenas - Gares desservies : Agde |                                                                                     |                                                                                     |                                                                                     |                                                                                     |                                                                                     |                                                                                     |                                                                                     |                                                                                     |
| 5     | Autre : - Amplitude horaire et fréquence : - Période estivale, du Lundi au Samedi : La ligne fonctionne de 6h45 à 20h15, à raison de 7 allers-retours par jours. - Les Dimanche et jours fériés : La ligne fonctionne de 7h40 à 21h05, à raison de 4 allers-retours. |                                                                                     |                                                                                     |                                                                                     |                                                                                     |                                                                                     |                                                                                     |                                                                                     |                                                                                     |
| 5     | Dernière actualisation : 27 juillet 2025 |                                                                                     |                                                                                     |                                                                                     |                                                                                     |                                                                                     |                                                                                     |                                                                                     |                                                                                     |
| 7     | Agde – Gare SNCF ⥋ Pézenas – Molière via Florensac, Pinet et Castelnau-de-Guers | Agde – Gare SNCF ⥋ Pézenas – Molière via Florensac, Pinet et Castelnau-de-Guers     | Agde – Gare SNCF ⥋ Pézenas – Molière via Florensac, Pinet et Castelnau-de-Guers     | Agde – Gare SNCF ⥋ Pézenas – Molière via Florensac, Pinet et Castelnau-de-Guers     | Agde – Gare SNCF ⥋ Pézenas – Molière via Florensac, Pinet et Castelnau-de-Guers     | Agde – Gare SNCF ⥋ Pézenas – Molière via Florensac, Pinet et Castelnau-de-Guers     | Agde – Gare SNCF ⥋ Pézenas – Molière via Florensac, Pinet et Castelnau-de-Guers     | Agde – Gare SNCF ⥋ Pézenas – Molière via Florensac, Pinet et Castelnau-de-Guers     | Agde – Gare SNCF ⥋ Pézenas – Molière via Florensac, Pinet et Castelnau-de-Guers     |
| 7     | Ouverture / Fermeture 7 juillet 2021 / — | Longueur —                                                                          | Durée 60 min                                                                        | Nb. d’arrêts 18                                                                     | Matériel Autobus standards Autocars                                                 | Jours de fonctionnement L, Ma, Me, J, V, S, D                                       | Jour / Soir / Nuit / Fêtes O / O / N / O                                            | Voy. / an —                                                                         | Exploitant Keolis Agde                                                              |
| 7     | Desserte : - Communes et lieux desservis : Agde, Florensac, Pomérols, Pinet, Castelnau-de-Guers, Pézenas - Gares desservies : Agde |                                                                                     |                                                                                     |                                                                                     |                                                                                     |                                                                                     |                                                                                     |                                                                                     |                                                                                     |
| 7     | Autre : - Amplitude horaire et fréquence : - Période estivale, du Lundi au Samedi : La ligne fonctionne de 8h15 à 21h25, à raison de 7 allers-retours par jours. - Les Dimanche et jours fériés : La ligne fonctionne de 9h40 à 19h45, à raison de 3 allers-retours. |                                                                                     |                                                                                     |                                                                                     |                                                                                     |                                                                                     |                                                                                     |                                                                                     |                                                                                     |
| 7     | Dernière actualisation : 27 juillet 2025 |                                                                                     |                                                                                     |                                                                                     |                                                                                     |                                                                                     |                                                                                     |                                                                                     |                                                                                     |

#### Lignes estivales
Ces lignes fonctionnent uniquement en Juillet et Août, et permettent de rejoindre les plages et sites touristiques de l'agglomération.
| Ligne | Caractéristiques | Caractéristiques                                     | Caractéristiques                                     | Caractéristiques                                     | Caractéristiques                                     | Caractéristiques                                     | Caractéristiques                                     | Caractéristiques                                     | Caractéristiques                                     |
| 6     | Agde – Gare SNCF ⥋ Vias – Les Rosses | Agde – Gare SNCF ⥋ Vias – Les Rosses                 | Agde – Gare SNCF ⥋ Vias – Les Rosses                 | Agde – Gare SNCF ⥋ Vias – Les Rosses                 | Agde – Gare SNCF ⥋ Vias – Les Rosses                 | Agde – Gare SNCF ⥋ Vias – Les Rosses                 | Agde – Gare SNCF ⥋ Vias – Les Rosses                 | Agde – Gare SNCF ⥋ Vias – Les Rosses                 | Agde – Gare SNCF ⥋ Vias – Les Rosses                 |
| ----- | --- | ---------------------------------------------------- | ---------------------------------------------------- | ---------------------------------------------------- | ---------------------------------------------------- | ---------------------------------------------------- | ---------------------------------------------------- | ---------------------------------------------------- | ---------------------------------------------------- |
| 6     | Ouverture / Fermeture 7 juillet 2021 / — | Longueur —                                           | Durée 20 min                                         | Nb. d’arrêts 8                                       | Matériel Midibus                                     | Jours de fonctionnement L, Ma, Me, J, V, S, D        | Jour / Soir / Nuit / Fêtes O / N / N / O             | Voy. / an —                                          | Exploitant Keolis Agde                               |
| 6     | Desserte : - Communes et lieux desservis : Agde, Vias - Gares desservies : Agde |                                                      |                                                      |                                                      |                                                      |                                                      |                                                      |                                                      |                                                      |
| 6     | Autre : - Amplitude horaire et fréquence : - Du Lundi au Dimanche et jours fériés : La ligne fonctionne de 7h40 à 20h25, avec un passage toutes les 60 minutes. |                                                      |                                                      |                                                      |                                                      |                                                      |                                                      |                                                      |                                                      |
| 6     | Dernière actualisation : 27 juillet 2025 |                                                      |                                                      |                                                      |                                                      |                                                      |                                                      |                                                      |                                                      |
| 11    | Grau d'Agde ⥋ Cap d'Agde – Cap Est-Village Naturiste | Grau d'Agde ⥋ Cap d'Agde – Cap Est-Village Naturiste | Grau d'Agde ⥋ Cap d'Agde – Cap Est-Village Naturiste | Grau d'Agde ⥋ Cap d'Agde – Cap Est-Village Naturiste | Grau d'Agde ⥋ Cap d'Agde – Cap Est-Village Naturiste | Grau d'Agde ⥋ Cap d'Agde – Cap Est-Village Naturiste | Grau d'Agde ⥋ Cap d'Agde – Cap Est-Village Naturiste | Grau d'Agde ⥋ Cap d'Agde – Cap Est-Village Naturiste | Grau d'Agde ⥋ Cap d'Agde – Cap Est-Village Naturiste |
| 11    | Ouverture / Fermeture 7 juillet 2018 / — | Longueur —                                           | Durée 40-50 min                                      | Nb. d’arrêts 28                                      | Matériel Midibus                                     | Jours de fonctionnement L, Ma, Me, J, V, S, D        | Jour / Soir / Nuit / Fêtes O / O / N / O             | Voy. / an —                                          | Exploitant Keolis Agde                               |
| 11    | Desserte : - Communes et lieux desservis : Grau d'Agde, Cap d'Agde - Gares desservies : Aucune |                                                      |                                                      |                                                      |                                                      |                                                      |                                                      |                                                      |                                                      |
| 11    | Autre : - Amplitude horaire et fréquence : - Du Lundi au Dimanche et jours fériés : La ligne fonctionne de 9h15 à 1h05, avec un passage toutes les 60 minutes. - Particularités : - Les arrêts Îles des Loisirs, Richelieu et La Criée ne sont plus desservis à partir de 19h00. |                                                      |                                                      |                                                      |                                                      |                                                      |                                                      |                                                      |                                                      |
| 11    | Dernière actualisation : 27 juillet 2025 |                                                      |                                                      |                                                      |                                                      |                                                      |                                                      |                                                      |                                                      |

#### Lignes estivales nocturnes
Ces lignes, nommées "Cap'Night", fonctionnent uniquement en Juillet et Août, et permettent de repartir de l'Île des Loisirs du Cap d'Agde la nuit.
| Ligne | Caractéristiques | Caractéristiques                                                   | Caractéristiques                                                   | Caractéristiques                                                   | Caractéristiques                                                   | Caractéristiques                                                   | Caractéristiques                                                   | Caractéristiques                                                   | Caractéristiques                                                   |
| 1     | Cap'Night 1 | Cap'Night 1                                                        | Cap'Night 1                                                        | Cap'Night 1                                                        | Cap'Night 1                                                        | Cap'Night 1                                                        | Cap'Night 1                                                        | Cap'Night 1                                                        | Cap'Night 1                                                        |
| 1     | Cap d'Agde – Île des Loisirs ⥋ via Grau d'Agde, Agde et Vieux Port | Cap d'Agde – Île des Loisirs ⥋ via Grau d'Agde, Agde et Vieux Port | Cap d'Agde – Île des Loisirs ⥋ via Grau d'Agde, Agde et Vieux Port | Cap d'Agde – Île des Loisirs ⥋ via Grau d'Agde, Agde et Vieux Port | Cap d'Agde – Île des Loisirs ⥋ via Grau d'Agde, Agde et Vieux Port | Cap d'Agde – Île des Loisirs ⥋ via Grau d'Agde, Agde et Vieux Port | Cap d'Agde – Île des Loisirs ⥋ via Grau d'Agde, Agde et Vieux Port | Cap d'Agde – Île des Loisirs ⥋ via Grau d'Agde, Agde et Vieux Port | Cap d'Agde – Île des Loisirs ⥋ via Grau d'Agde, Agde et Vieux Port |
| ----- | --- | ------------------------------------------------------------------ | ------------------------------------------------------------------ | ------------------------------------------------------------------ | ------------------------------------------------------------------ | ------------------------------------------------------------------ | ------------------------------------------------------------------ | ------------------------------------------------------------------ | ------------------------------------------------------------------ |
| 1     | Ouverture / Fermeture 7 juillet 2025 / — | Longueur —                                                         | Durée 55-65 min                                                    | Nb. d’arrêts 43                                                    | Matériel Autobus standards                                         | Jours de fonctionnement L, Ma, Me, J, V, S, D                      | Jour / Soir / Nuit / Fêtes N / N / O / N                           | Voy. / an —                                                        | Exploitant Keolis Agde                                             |
| 1     | Desserte : - Communes et lieux desservis : Cap d'Agde, Grau d'Agde, Agde - Gares desservies : Agde |                                                                    |                                                                    |                                                                    |                                                                    |                                                                    |                                                                    |                                                                    |                                                                    |
| 1     | Autre : - Amplitude horaire et fréquence : - Du Lundi au Dimanche : La ligne fonctionne de 1h00 à 7h05, avec un passage toutes les 60 minutes. - Particularités : - Les arrêts Commissariat, Promenade, Gare SNCF et Jean Jaurès ne sont desservis que par la dernière course. |                                                                    |                                                                    |                                                                    |                                                                    |                                                                    |                                                                    |                                                                    |                                                                    |
| 1     | Dernière actualisation : 27 juillet 2025 |                                                                    |                                                                    |                                                                    |                                                                    |                                                                    |                                                                    |                                                                    |                                                                    |
| 2     | Cap'Night 2 | Cap'Night 2                                                        | Cap'Night 2                                                        | Cap'Night 2                                                        | Cap'Night 2                                                        | Cap'Night 2                                                        | Cap'Night 2                                                        | Cap'Night 2                                                        | Cap'Night 2                                                        |
| 2     | Cap d'Agde – Île des Loisirs ⥋ Portiragnes – Entrée de Portiragnes Plage |                                                                    |                                                                    |                                                                    |                                                                    |                                                                    |                                                                    |                                                                    |                                                                    |
| 2     | Ouverture / Fermeture 7 juillet 2025 / — | Longueur —                                                         | Durée 50 min                                                       | Nb. d’arrêts 12                                                    | Matériel Autobus standards                                         | Jours de fonctionnement Me, J, V                                   | Jour / Soir / Nuit / Fêtes N / O / O / N                           | Voy. / an —                                                        | Exploitant Keolis Agde                                             |
| 2     | Desserte : - Communes et lieux desservis : Cap d'Agde, Vias, Portiragnes - Gares desservies : Aucune |                                                                    |                                                                    |                                                                    |                                                                    |                                                                    |                                                                    |                                                                    |                                                                    |
| 2     | Autre : - Amplitude horaire et fréquence : - Les nuits du Mercredi au Jeudi, et du Jeudi au Vendredi : La ligne fonctionne de 22h00 à 6h55, à raison de 1 départ depuis Portiragnes, et de 2 départs depuis Cap d'Agde.                                                        |                                                                    |                                                                    |                                                                    |                                                                    |                                                                    |                                                                    |                                                                    |                                                                    |
| 2     | Dernière actualisation : 27 juillet 2025 |                                                                    |                                                                    |                                                                    |                                                                    |                                                                    |                                                                    |                                                                    |                                                                    |
| 3     | Cap'Night 3 | Cap'Night 3                                                        | Cap'Night 3                                                        | Cap'Night 3                                                        | Cap'Night 3                                                        | Cap'Night 3                                                        | Cap'Night 3                                                        | Cap'Night 3                                                        | Cap'Night 3                                                        |
| 3     | Cap d'Agde – Île des Loisirs ⥋ Pézenas – Molière |                                                                    |                                                                    |                                                                    |                                                                    |                                                                    |                                                                    |                                                                    |                                                                    |
| 3     | Ouverture / Fermeture 7 juillet 2025 / — | Longueur —                                                         | Durée 80 min                                                       | Nb. d’arrêts 18                                                    | Matériel Autobus standards                                         | Jours de fonctionnement V, S, D                                    | Jour / Soir / Nuit / Fêtes N / N / O / N                           | Voy. / an —                                                        | Exploitant Keolis Agde                                             |
| 3     | Desserte : - Communes et lieux desservis : Cap d'Agde, Bessan, Saint-Thibéry, Florensac, Pomérols, Pinet, Castelnau-de-Guers, Pézenas - Gares desservies : Aucune |                                                                    |                                                                    |                                                                    |                                                                    |                                                                    |                                                                    |                                                                    |                                                                    |
| 3     | Autre : - Amplitude horaire et fréquence : - Les nuits du Vendredi au Samedi, et du Samedi au Dimanche : La ligne fonctionne de 4h15 à 7h40, à raison de 2 départs depuis Cap d'Agde.                                                                                          |                                                                    |                                                                    |                                                                    |                                                                    |                                                                    |                                                                    |                                                                    |                                                                    |
| 3     | Dernière actualisation : 27 juillet 2025 |                                                                    |                                                                    |                                                                    |                                                                    |                                                                    |                                                                    |                                                                    |                                                                    |

#### Transport à la Demande

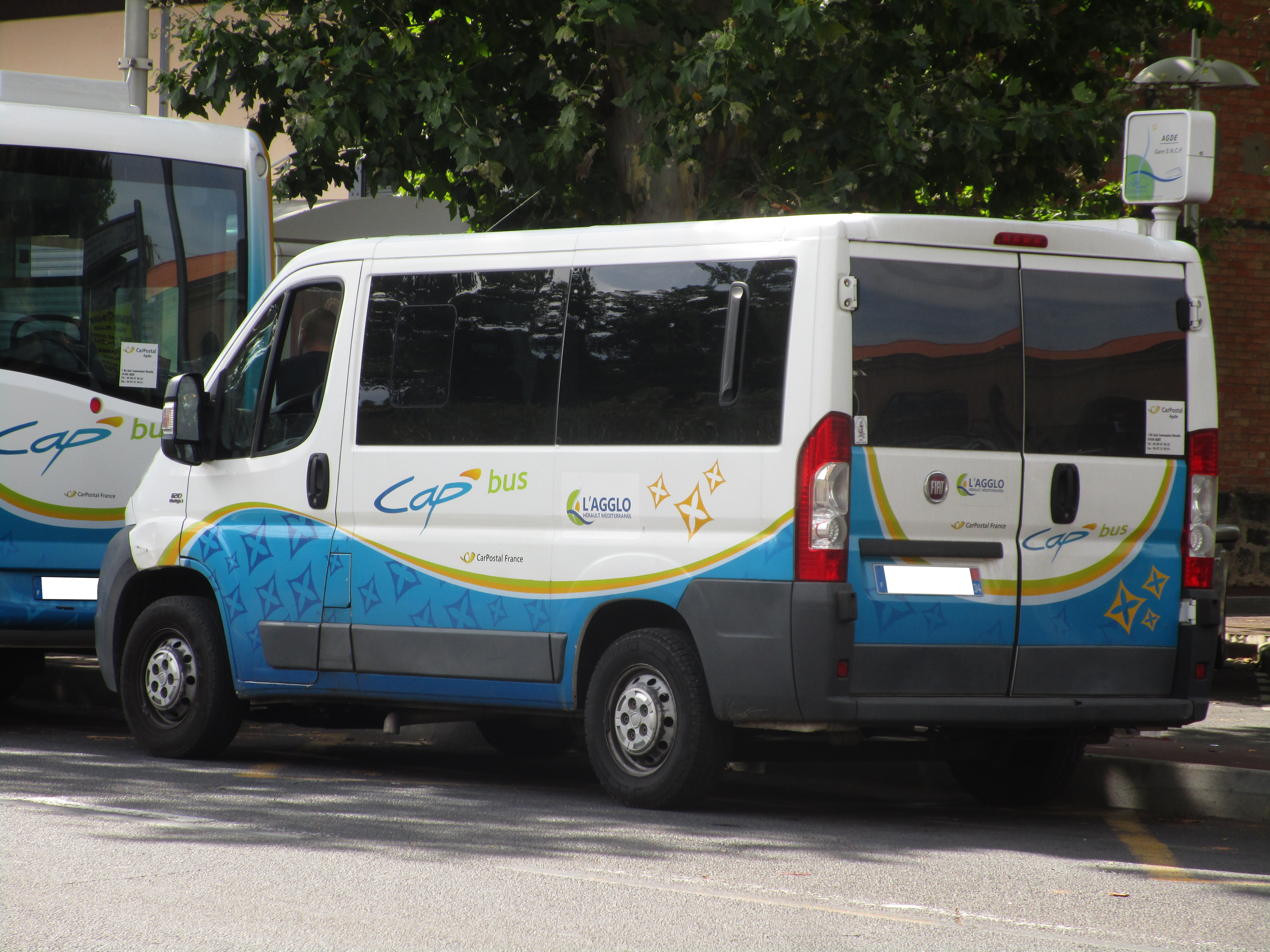
Un véhicule sur le service de Transport à la Demande à Agde en 6 2017.

En raison de leur faible fréquentation, plusieurs lignes sont assurées uniquement en Transport à la demande (TAD). Douze départs (six dans chaque sens) sont proposés quotidiennement.
Afin d’utiliser ce service, il est nécessaire de réserver en appelant la centrale de réservation. Les bus récupèrent et déposent l’usager aux arrêts qu’il a indiqué au moment de sa réservation. Les tracés de toutes les lignes en TAD rencontrent au moins un arrêt desservi par une ligne régulière, permettant de se rendre dans le centre-ville d’Agde.
La tarification est identique à celle en vigueur sur le reste du réseau.
| Ligne | Caractéristiques | Caractéristiques                                             | Caractéristiques                                             | Caractéristiques                                             | Caractéristiques                                             | Caractéristiques                                             | Caractéristiques                                             | Caractéristiques                                             | Caractéristiques                                             |
| A     | TAD A | TAD A                                                        | TAD A                                                        | TAD A                                                        | TAD A                                                        | TAD A                                                        | TAD A                                                        | TAD A                                                        | TAD A                                                        |
| A     | Portiragnes – Sablons / Bicentenaire ⥋ Grau d'Agde – Baluffe | Portiragnes – Sablons / Bicentenaire ⥋ Grau d'Agde – Baluffe | Portiragnes – Sablons / Bicentenaire ⥋ Grau d'Agde – Baluffe | Portiragnes – Sablons / Bicentenaire ⥋ Grau d'Agde – Baluffe | Portiragnes – Sablons / Bicentenaire ⥋ Grau d'Agde – Baluffe | Portiragnes – Sablons / Bicentenaire ⥋ Grau d'Agde – Baluffe | Portiragnes – Sablons / Bicentenaire ⥋ Grau d'Agde – Baluffe | Portiragnes – Sablons / Bicentenaire ⥋ Grau d'Agde – Baluffe | Portiragnes – Sablons / Bicentenaire ⥋ Grau d'Agde – Baluffe |
| ----- | --- | ------------------------------------------------------------ | ------------------------------------------------------------ | ------------------------------------------------------------ | ------------------------------------------------------------ | ------------------------------------------------------------ | ------------------------------------------------------------ | ------------------------------------------------------------ | ------------------------------------------------------------ |
| A     | Ouverture / Fermeture 1er mars 2018 / — | Longueur —                                                   | Durée 50-55 min                                              | Nb. d’arrêts 20                                              | Matériel Minibus                                             | Jours de fonctionnement L, Ma, Me, J, V, S, D                | Jour / Soir / Nuit / Fêtes O / O / N / O                     | Voy. / an —                                                  | Exploitant Keolis Agde                                       |
| A     | Desserte : - Communes et lieux desservis : Portiragnes, Vias, La Tamarissière, Agde, Grau d'Agde - Gares desservies : Agde                                         |                                                              |                                                              |                                                              |                                                              |                                                              |                                                              |                                                              |                                                              |
| A     | Autre : - Amplitude horaire et fréquence : - Du Lundi au Dimanche et jours fériés : La ligne fonctionne de 7h50 à 21h50, à raison de 6-7 allers-retours par jours. |                                                              |                                                              |                                                              |                                                              |                                                              |                                                              |                                                              |                                                              |
| A     | Dernière actualisation : 27 juillet 2025 |                                                              |                                                              |                                                              |                                                              |                                                              |                                                              |                                                              |                                                              |
| C     | TAD C | TAD C                                                        | TAD C                                                        | TAD C                                                        | TAD C                                                        | TAD C                                                        | TAD C                                                        | TAD C                                                        | TAD C                                                        |
| C     | Saint-Pons-de-Mauchiens – Le Parc ⥋ Pézenas – Molière |                                                              |                                                              |                                                              |                                                              |                                                              |                                                              |                                                              |                                                              |
| C     | Ouverture / Fermeture 1er mars 2018 / — | Longueur —                                                   | Durée 20 min                                                 | Nb. d’arrêts 15                                              | Matériel Minibus                                             | Jours de fonctionnement L, Ma, Me, J, V, S, D                | Jour / Soir / Nuit / Fêtes O / N / N / O                     | Voy. / an —                                                  | Exploitant Keolis Agde                                       |
| C     | Desserte : - Communes et lieux desservis : Saint-Pons-de-Mauchiens, Montagnac, Aumes, Pézenas - Gares desservies : Aucune                                          |                                                              |                                                              |                                                              |                                                              |                                                              |                                                              |                                                              |                                                              |
| C     | Autre : - Amplitude horaire et fréquence : - Du Lundi au Dimanche et jours fériés : La ligne fonctionne de 9h25 à 18h05, à raison de 5 allers-retours par jours.   |                                                              |                                                              |                                                              |                                                              |                                                              |                                                              |                                                              |                                                              |
| C     | Dernière actualisation : 27 juillet 2025 |                                                              |                                                              |                                                              |                                                              |                                                              |                                                              |                                                              |                                                              |
| D     | TAD D | TAD D                                                        | TAD D                                                        | TAD D                                                        | TAD D                                                        | TAD D                                                        | TAD D                                                        | TAD D                                                        | TAD D                                                        |
| D     | Tourbes – Bellavalia ⥋ Cazouls-d'Hérault – Place Saint-Jean |                                                              |                                                              |                                                              |                                                              |                                                              |                                                              |                                                              |                                                              |
| D     | Ouverture / Fermeture 1er mars 2018 / — | Longueur —                                                   | Durée 15 min                                                 | Nb. d’arrêts 11                                              | Matériel Minibus                                             | Jours de fonctionnement L, Ma, Me, J, V, S, D                | Jour / Soir / Nuit / Fêtes O / N / N / O                     | Voy. / an —                                                  | Exploitant Keolis Agde                                       |
| D     | Desserte : - Communes et lieux desservis : Tourbes, Pézenas, Lézignan-la-Cèbe, Cazouls-d'Hérault, - Gares desservies : Aucune                                      |                                                              |                                                              |                                                              |                                                              |                                                              |                                                              |                                                              |                                                              |
| D     | Autre : - Amplitude horaire et fréquence : - Du Lundi au Dimanche et jours fériés : La ligne fonctionne de 8h50 à 17h20, à raison de 5 allers-retours par jours.   |                                                              |                                                              |                                                              |                                                              |                                                              |                                                              |                                                              |                                                              |
| D     | Dernière actualisation : 27 juillet 2025 |                                                              |                                                              |                                                              |                                                              |                                                              |                                                              |                                                              |                                                              |
| E     | TAD E | TAD E                                                        | TAD E                                                        | TAD E                                                        | TAD E                                                        | TAD E                                                        | TAD E                                                        | TAD E                                                        | TAD E                                                        |
| E     | Adissan – Clairette ⥋ Pézenas – Arnet |                                                              |                                                              |                                                              |                                                              |                                                              |                                                              |                                                              |                                                              |
| E     | Ouverture / Fermeture 1er mars 2018 / — | Longueur —                                                   | Durée 15 min                                                 | Nb. d’arrêts 15                                              | Matériel Minibus                                             | Jours de fonctionnement L, Ma, Me, J, V, S, D                | Jour / Soir / Nuit / Fêtes O / N / N / O                     | Voy. / an —                                                  | Exploitant Keolis Agde                                       |
| E     | Desserte : - Communes et lieux desservis : Adissan, Nizas, Caux, Pézenas - Gares desservies : Aucune                                                               |                                                              |                                                              |                                                              |                                                              |                                                              |                                                              |                                                              |                                                              |
| E     | Autre : - Amplitude horaire et fréquence : - Du Lundi au Dimanche et jours fériés : La ligne fonctionne de 8h15 à 18h45, à raison de 6 allers-retours par jours.   |                                                              |                                                              |                                                              |                                                              |                                                              |                                                              |                                                              |                                                              |
| E     | Dernière actualisation : 27 juillet 2025 |                                                              |                                                              |                                                              |                                                              |                                                              |                                                              |                                                              |                                                              |

### Interconnexion avec les autres réseaux

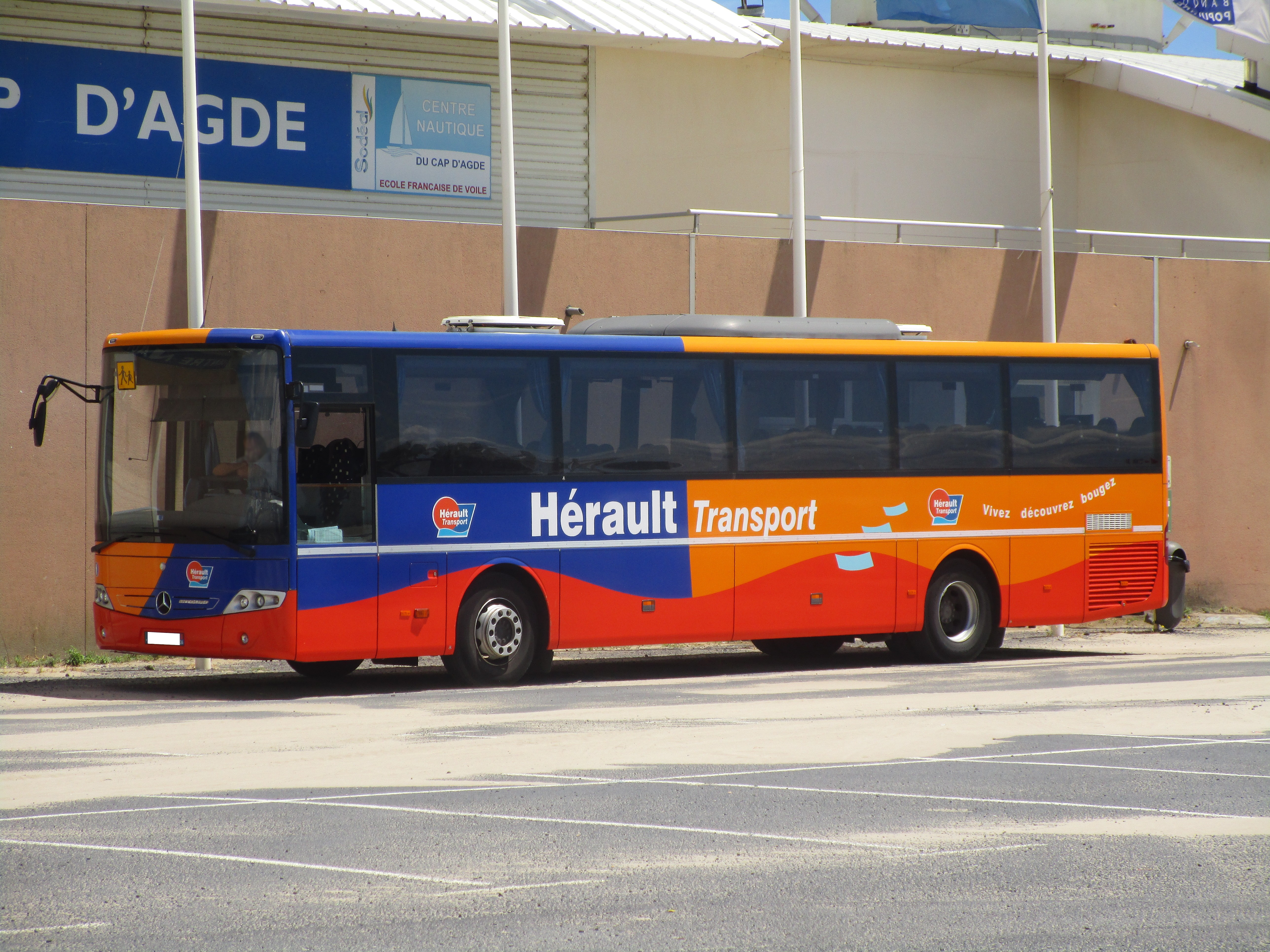
Un car du réseau départemental Hérault Transport au Cap d’Agde en 6 2017.

#### liO Hérault Transport
Le réseau Cap’bus rencontre, dans plusieurs des communes qu’il dessert, une ou plusieurs lignes du réseau départemental Hérault Transport. Il s’agit des lignes :
- 603, qui relie la gare routière de Pézenas à Saint-Jean-de-Védas via Montagnac, rencontrant ainsi les lignes Cap’bus 5, TAD B, C, D et E ;
- 604, qui relie la gare routière de Pézenas à Montpellier via Montagnac, rencontrant ainsi les lignes Cap’bus 5, TAD B, C, D et E ;
- 648, qui relie la gare routière de Béziers à Saint-Thibéry, rencontrant ainsi la ligne Cap’Bus 5 ;
- 649, qui relie la gare routière de Béziers à Pinet via Bessan, Florensac et Pomérols, rencontrant ainsi les lignes Cap’bus 5 et TAD B ;
- 650, qui relie la gare routière de Béziers à Marseillan via Portiragnes, Vias et Agde, rencontrant ainsi les lignes Cap’bus 1, 2, 3, 4, 5, TAD A et B ;
- 651, qui relie la gare routière de Béziers à Portiragnes Plage, rencontrant ainsi la ligne Cap’bus TAD A ;
- 656, qui relie la gare routière de Béziers à celle de Pézenas via Tourbes, rencontrant ainsi les lignes Cap’bus 5, TAD B, C, D et E ;
- 659, qui relie Sète à Pinet via Florensac et Pomérols, rencontrant ainsi la ligne Cap’Bus TAD B ;
- 660, qui relie la gare routière de Béziers à Marseillan via Portiragnes, Vias et Agde en desservant l'Aéroport de Béziers-Cap d'Agde, rencontrant ainsi les lignes Cap’bus 1, 2, 3, 4, 5, TAD A et B ;
- 664, qui relie la gare routière de Pézenas à celle de Clermont l’Hérault via Lézignan-la-Cèbe, rencontrant ainsi les lignes Cap’bus 5, TAD B, C, D et E ;
- 669, qui relie la gare routière de Pézenas à Gabian, rencontrant ainsi les lignes Cap’bus 5, TAD B, C, D et E ;
- 670, qui relie la gare routière de Pézenas à Neffiès via Caux, rencontrant ainsi les lignes Cap’bus 5, TAD B, C, D et E ;
- 671, qui relie la gare routière de Pézenas à Fontès via Lézignan-la-Cèbe, Nizas et Adissan, rencontrant ainsi les lignes Cap’bus 5, TAD B, C, D et E ;
- 672, qui relie Gigean à Adissan, rencontrant ainsi la ligne Cap’bus TAD E ;
- 680, qui relie la gare routière de Pézenas à celle de Lodève via Lézignan-la-Cèbe, rencontrant ainsi les lignes Cap’bus 5, TAD B, C, D et E.
- 684 (ligne estivale), qui relie Agde à Marseillan Plage, rencontrant ainsi les lignes Cap’bus 1, 2, 3, 4, 5, TAD A et B ;

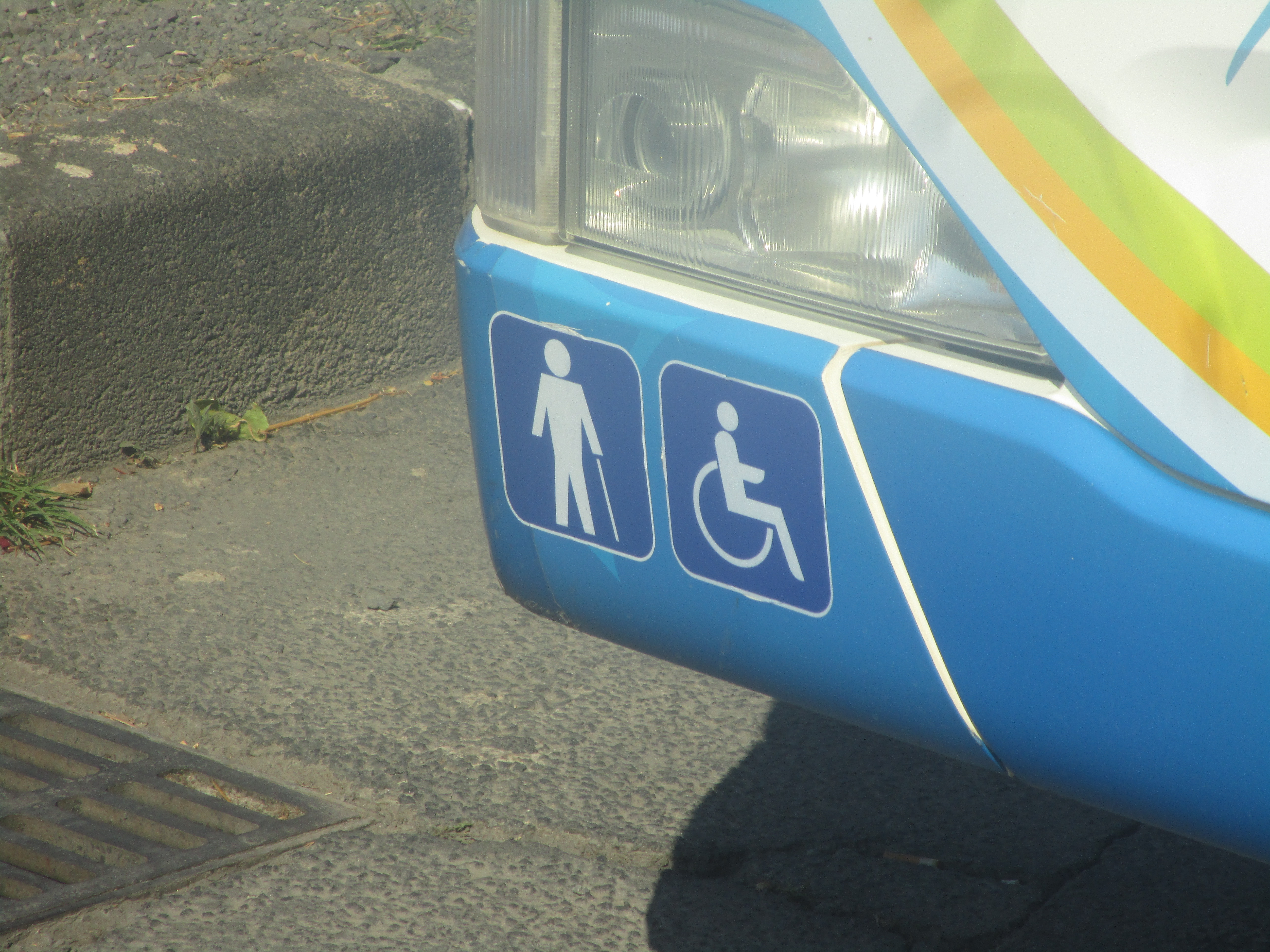
Les logos signalant la présence d’aménagement pour les PMR sur le pare-chocs avant d’un véhicule du réseau.

### Accessibilité aux personnes à mobilité réduite
Depuis la reprise du contrat par CarPostal Agde en mars 2010, la quasi-totalité du parc a été rendu accessible aux PMR. En effet, à l’exception de l’Heuliez GX 107 utilisé uniquement en réserve, tous les bus sont équipés de planchers surbaissés et de rampes d’accès rétractables situées sous la porte centrale, tandis que les deux cars du réseau disposent d’un élévateur PMR au niveau de la porte arrière. Les véhicules équipés d’aménagements pour les PMR sont repérables par la présence d’une étiquette bleue avec une personne en fauteuil roulant sur l’avant et/ou au niveau de la porte centrale.
L’ensemble des véhicules disposent d’emplacements réservés aux utilisateurs de fauteuil roulant (UFR) et aux personnes à mobilité réduite (PMR), le plus souvent situés en face de la porte centrale, avec un bouton à proximité pour demander l’arrêt, ce qui permet de signaler au conducteur qu’il devra s’adapter pour faciliter la descente de l’usager handicapé lors du prochain arrêt.
Lors de l’arrêt, le conducteur peut effectuer, si l’emplacement le permet, une manœuvre appelée agenouillement destinée à faciliter la montée/descente de l’usager. Au cours de cette manœuvre, le véhicule est amené au plus près du trottoir et incliné sur le côté droit afin de réduire au maximum la différence de hauteur entre le plancher du bus et le sol, puis la rampe d’accès située sous la porte est déployée et les portes sont ouvertes afin de permettre l’entrée/sortie du passager.
Les véhicules sont également rendus accessibles aux malentendants et malvoyants par la mise en place d’une information sonore et visuelle, notamment par la présence de bandeaux lumineux sur lesquels sont indiqués le numéro de la ligne et des arrêts suivants, par l’annonce sonore de ces mêmes informations à l’intérieur des véhicules (ainsi qu’à l’extérieur sur les plus récents) et par des inscriptions en braille sur les boutons de demande d’arrêts à bord de certains véhicules.

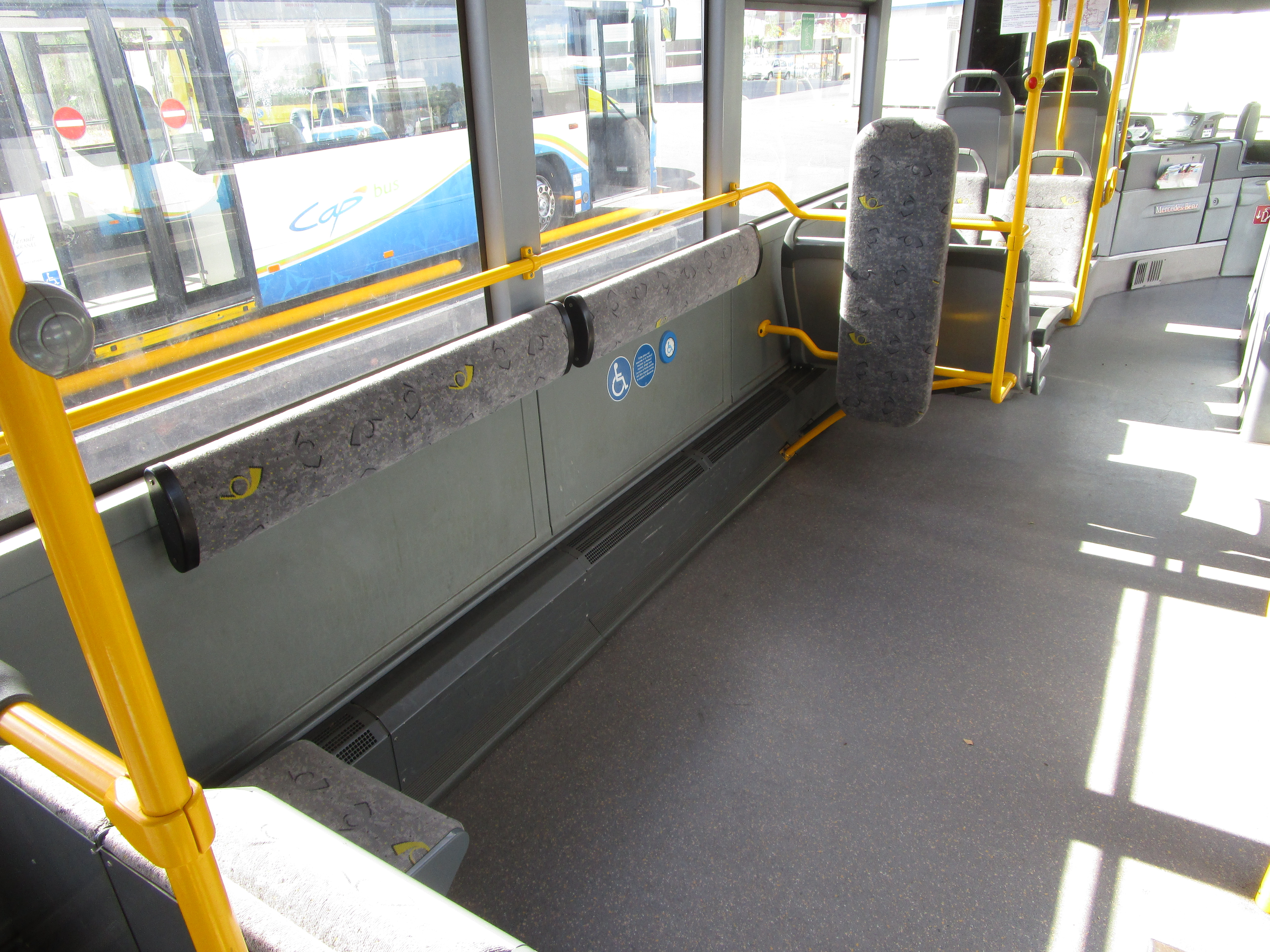
L’emplacement réservé aux PMR.
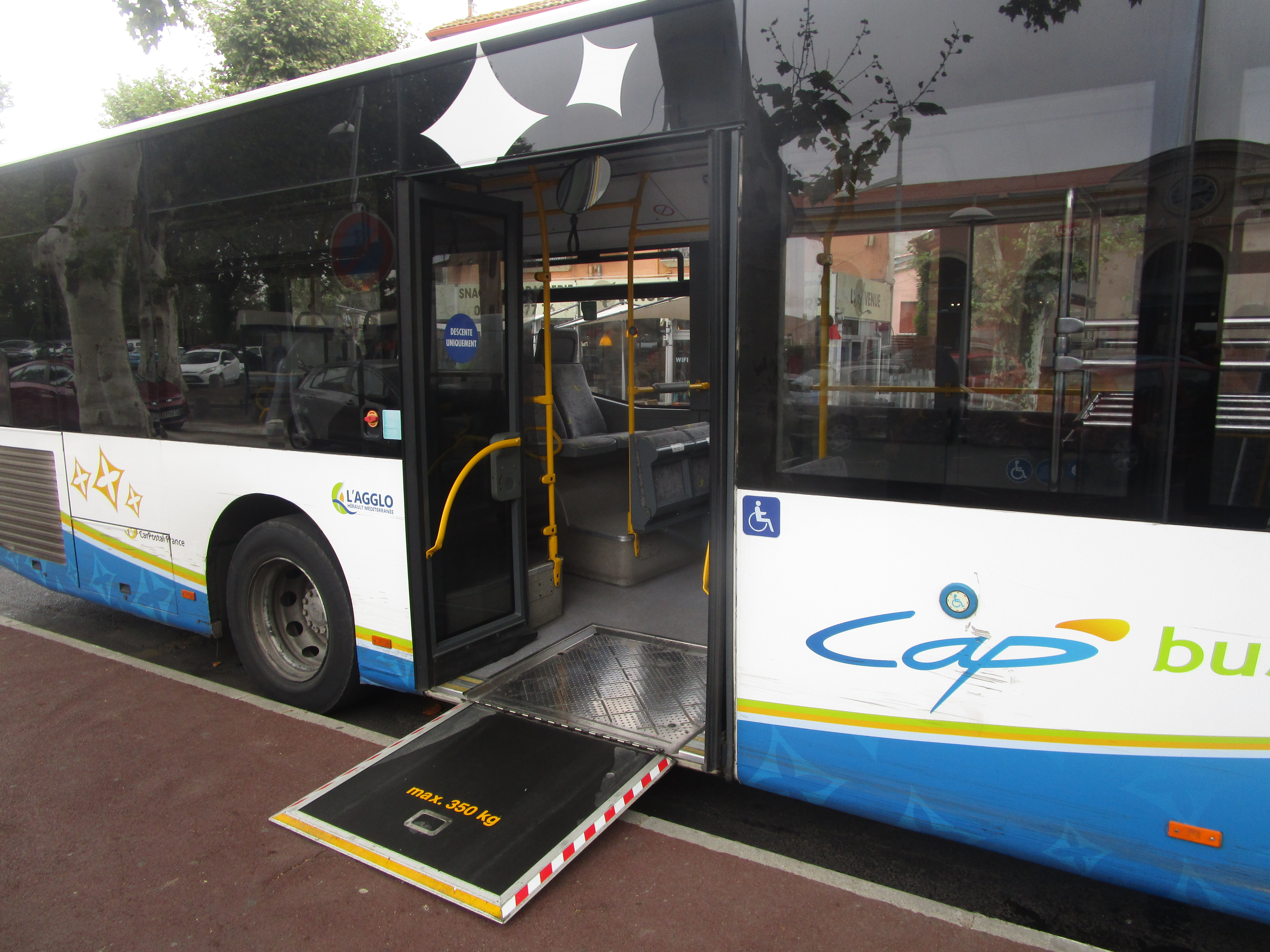
La rampe d’accès pour les PMR sortie.
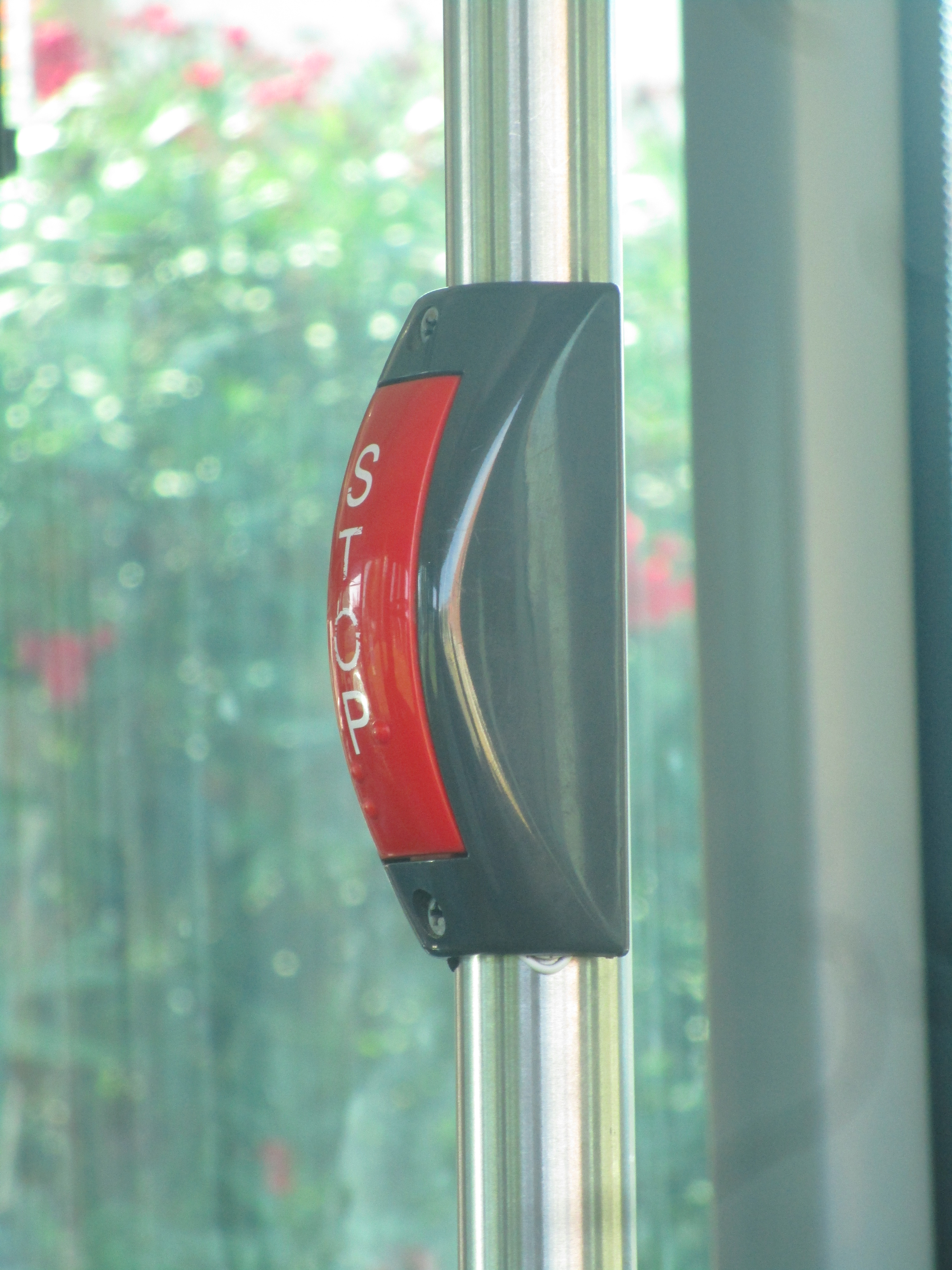
Un bouton de demande d’arrêt avec l’inscription en braille (en bas).

La communauté d’agglomération a également lancé une politique de mise en accessibilité des arrêts du réseau aux PMR. Celle-ci consiste à élargir les trottoirs et aménager un accès sécurisé pour permettre aux PMR de rejoindre l’arrêt, mais également à surélever la bordure de celui-ci à 21 cm afin de faciliter la manœuvre d’agenouillement.

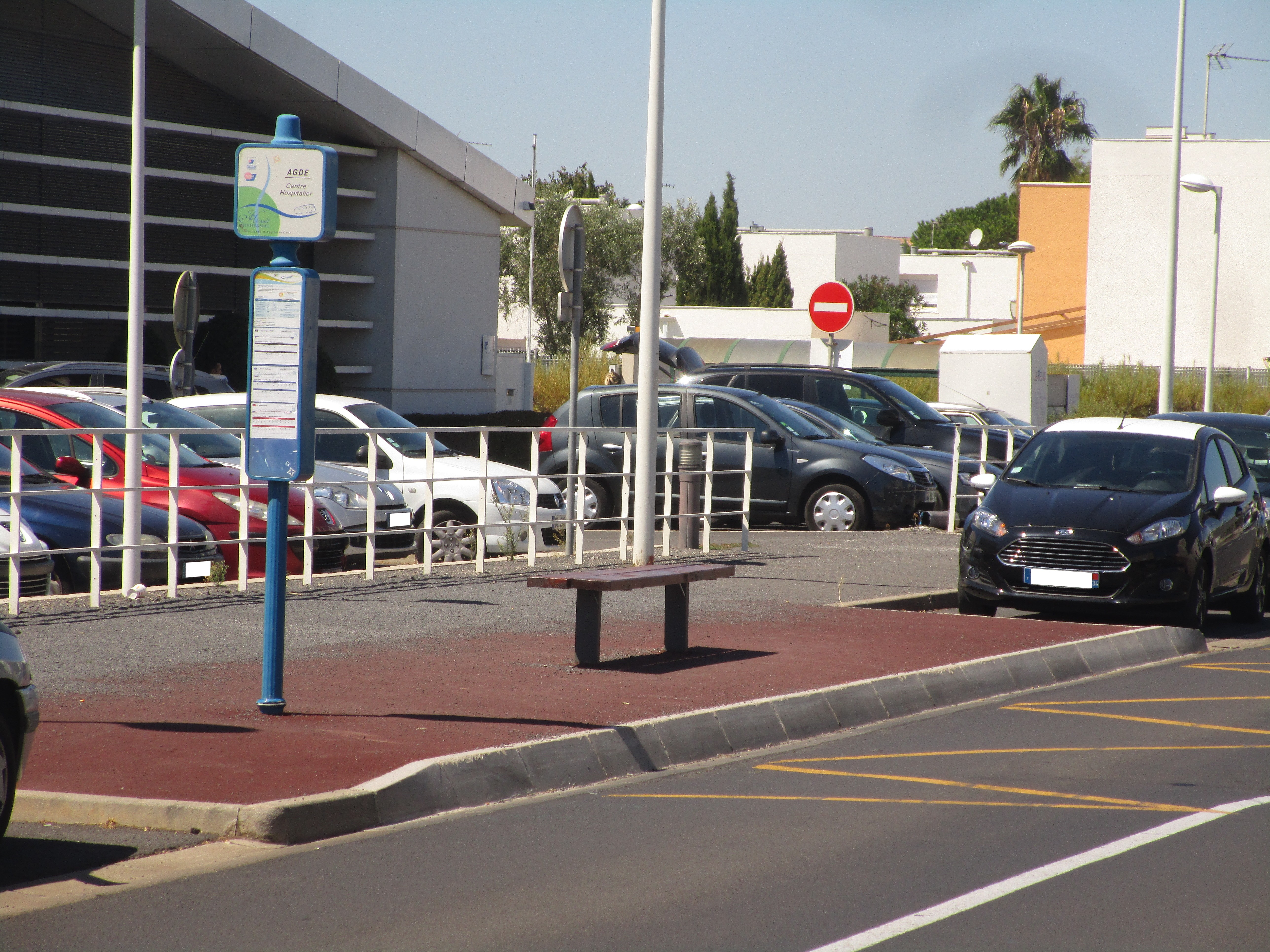
Un arrêt de bus accessible aux PMR.

### Service aux voyageurs
Bagages
Les horaires du réseau étant en partie calés sur les départs et arrivées des trains en gare d’Agde, plusieurs bus du réseau sont équipés de supports pour les valises afin de permettre aux voyageurs de se rendre de la gare à leur lieu de résidence/vacances (ou inversement) sans avoir à garder leurs bagages au pied de leurs sièges, où ils pourraient être encombrants et dangereux en cas de freinage brutal. Cet aménagement, qui nécessite le retrait de trois sièges, est disponible sur les cinq Mercedes-Benz Citaro C1 Facelit, où les supports à bagages sont situés sur le côté gauche, entre la porte avant et la porte centrale.

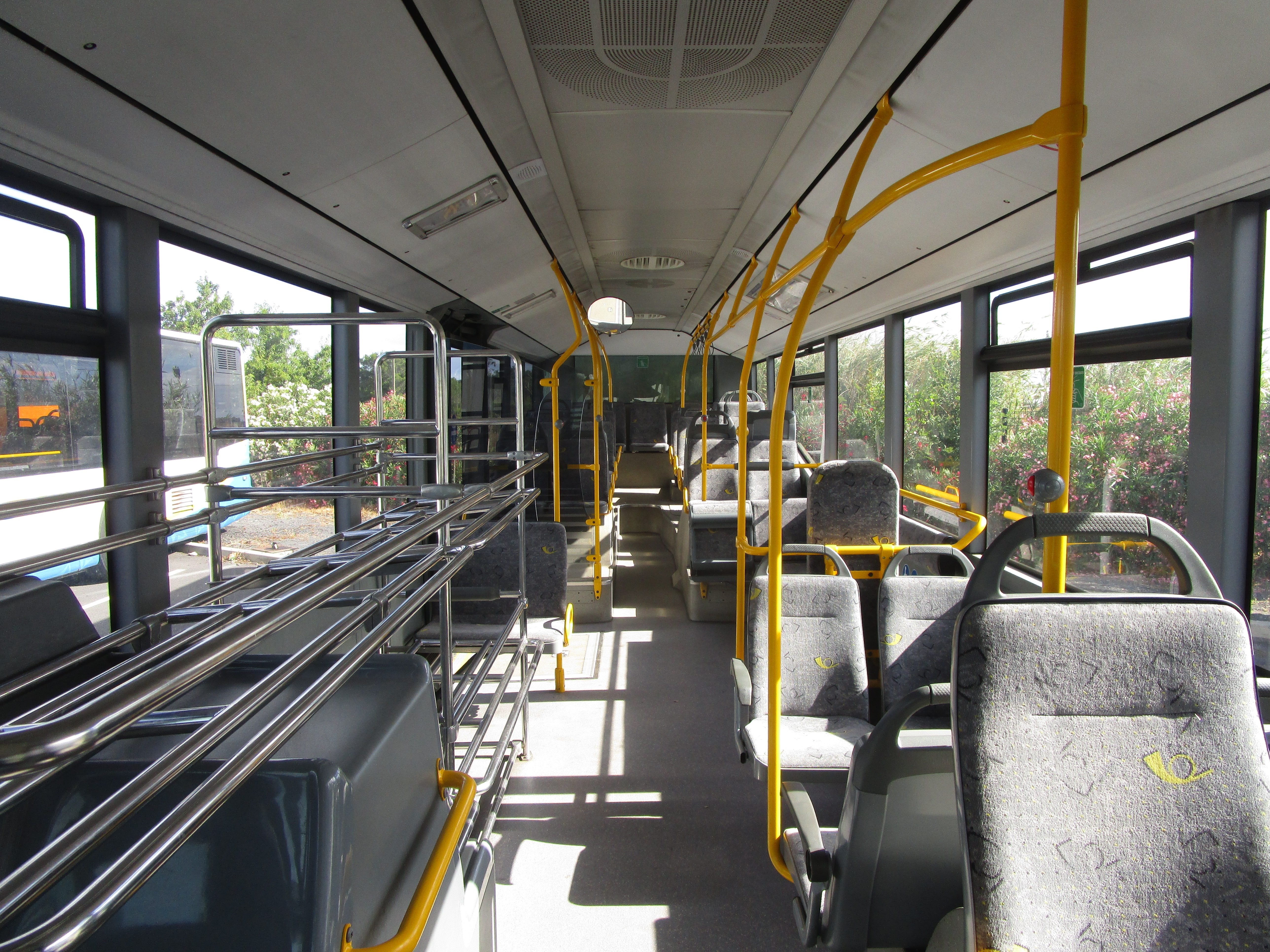
L’intérieur d’un Citaro C1 Facelift du réseau.
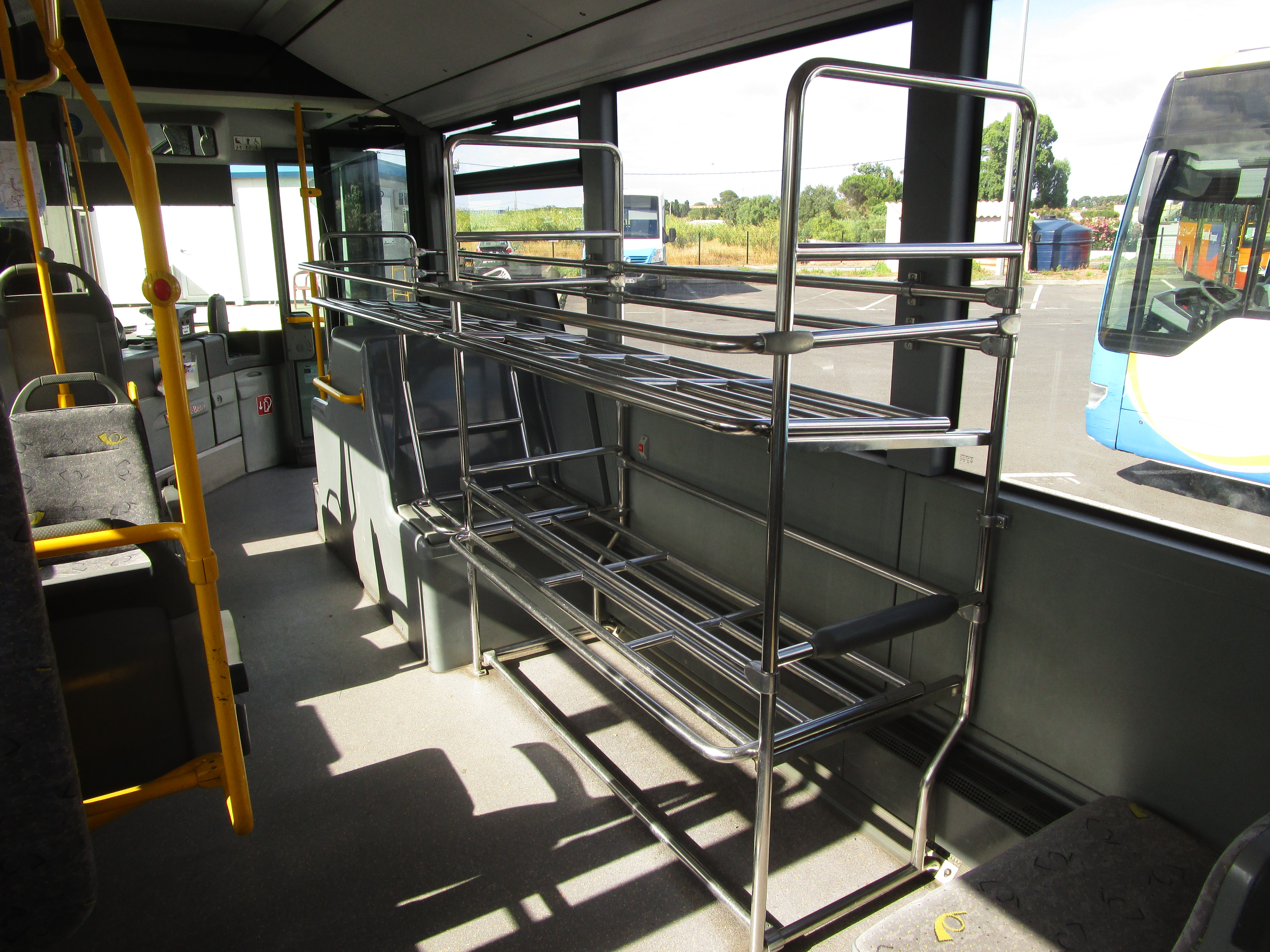
Le support à bagages aménagé à bord des bus.

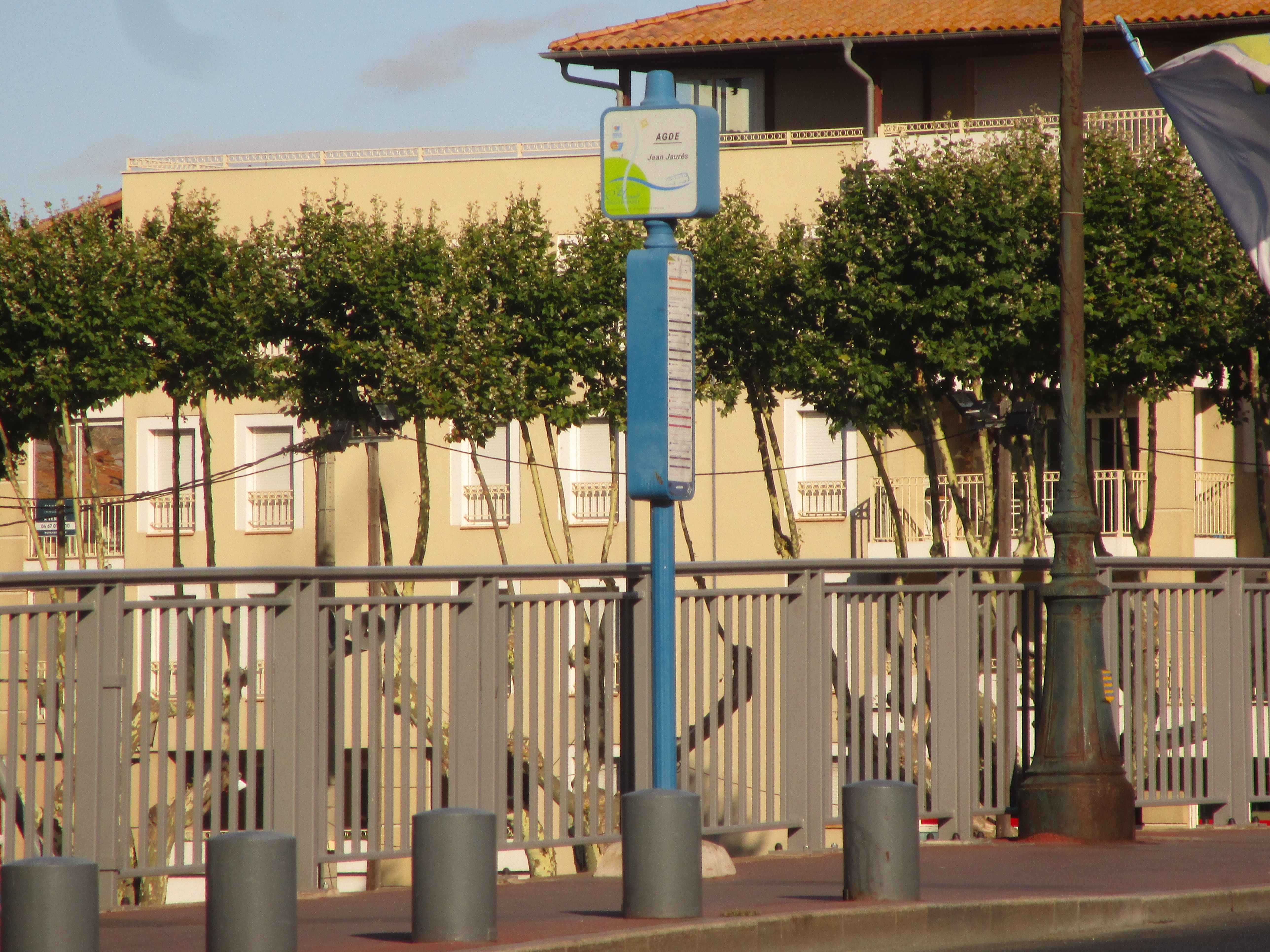
L’arrêt de bus Jean Jaurès, du réseau Cap’Bus, à Agde en 7 2017.

### Arrêts
En 2017, le réseau est composé d’environ 285 arrêts de bus, dont 252 desservis dans les deux sens.
Les arrêts se présentent sous la forme de poteaux bleu clair composés de deux parties, tournées perpendiculairement par rapport à un axe central. Dans la partie supérieure, on trouve le nom de la ville et de l’arrêt ainsi que le logo de la communauté d’agglomération, tandis que la partie inférieure est réservée aux fiches horaires et éventuellement à un plan. Dans certains cas, les poteaux sont doublés par une ou plusieurs aubettes. Dans le cas des arrêts desservis uniquement par les lignes estivales, ceux-ci sont matérialisés par des arrêts provisoires qui sont retirés en hors saison.

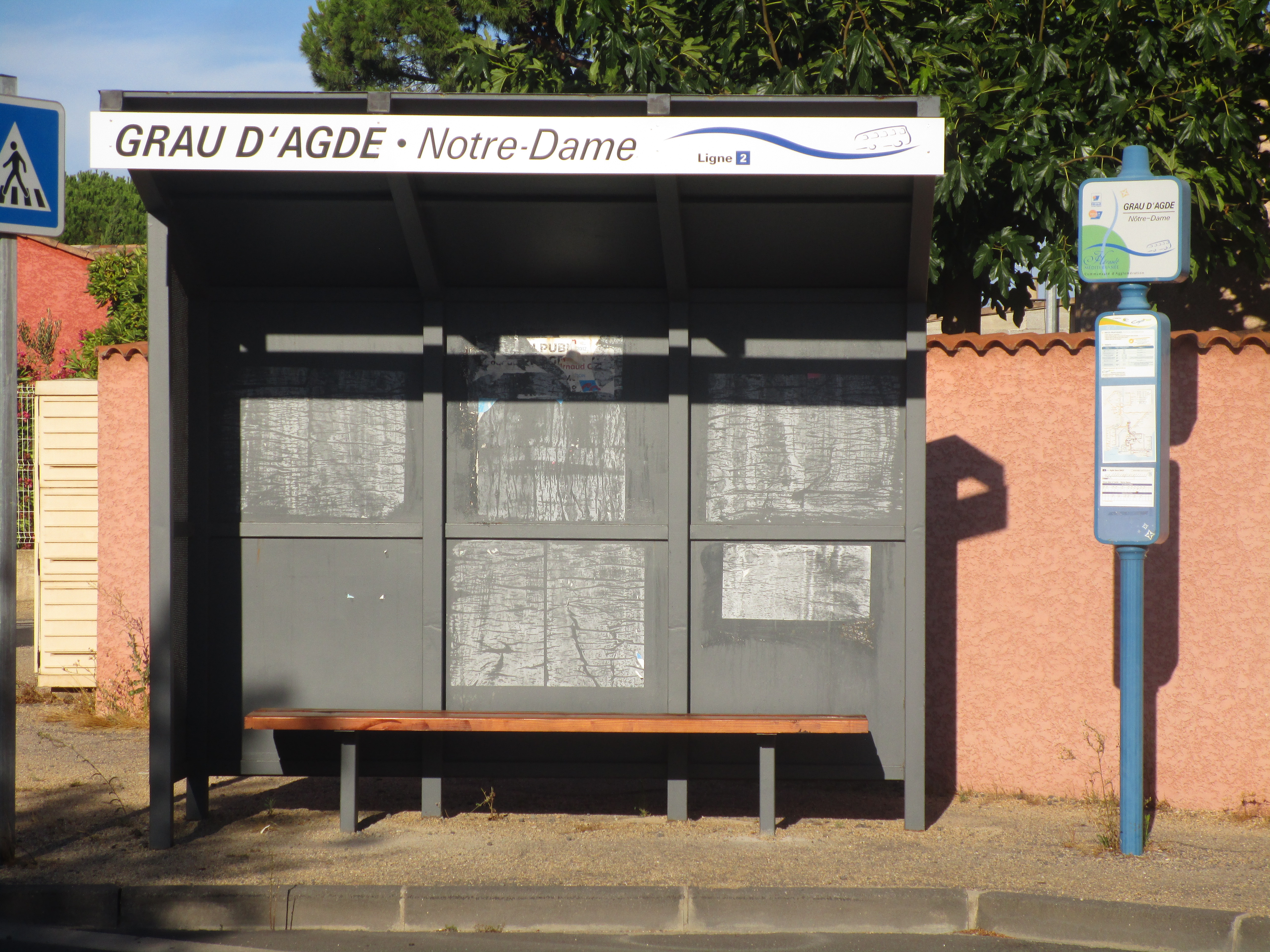
Un arrêt de bus (à droite) doublé d’une aubette.
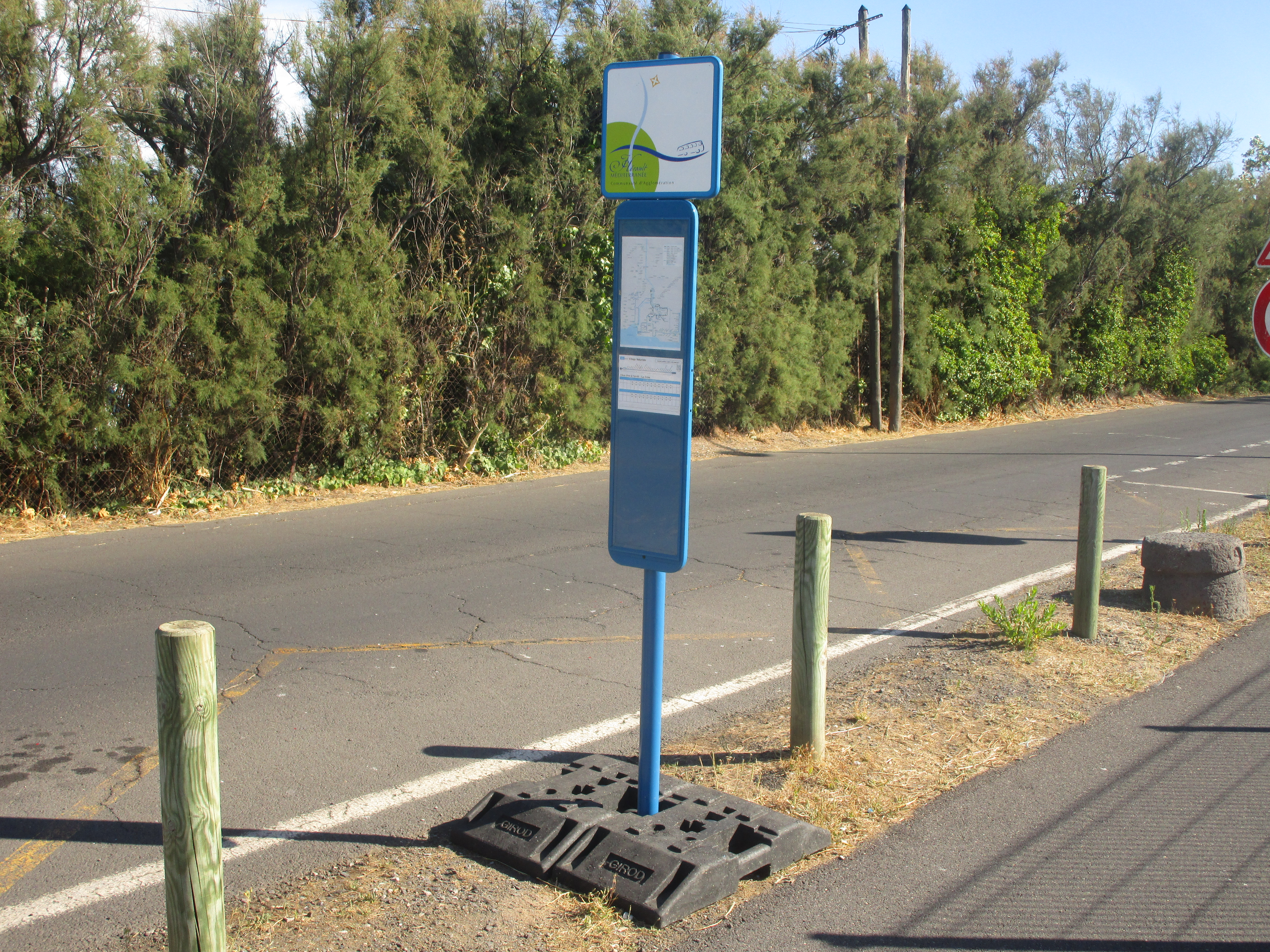
Un arrêt provisoire.

Certains arrêts sont aménagés afin d’être accessibles aux PMR, le plus souvent par la surélévation du bord afin de limiter l’écart entre le bord du véhicule et le sol.

## Identité visuelle

### Logos
En 2010, le réseau — jusqu’alors représenté par le même logo que la communauté d’agglomération — est doté d’un logo qui lui est propre. Celui-ci se constitue de trois parties rappelant vraisemblablement la nature : à gauche, le mot Cap, écrit en bleu, qui semble rappeler la couleur de la mer. Au dessus du P, un demi-cercle jaune évoque le soleil, puis le mot bus, écrit en vert pour rappeler la terre, est inscrit à droite. Le logo est en diagonale, avec la partie gauche plus importante que la partie droite, comme pour évoquer l’horizon.

Le logo du réseau.
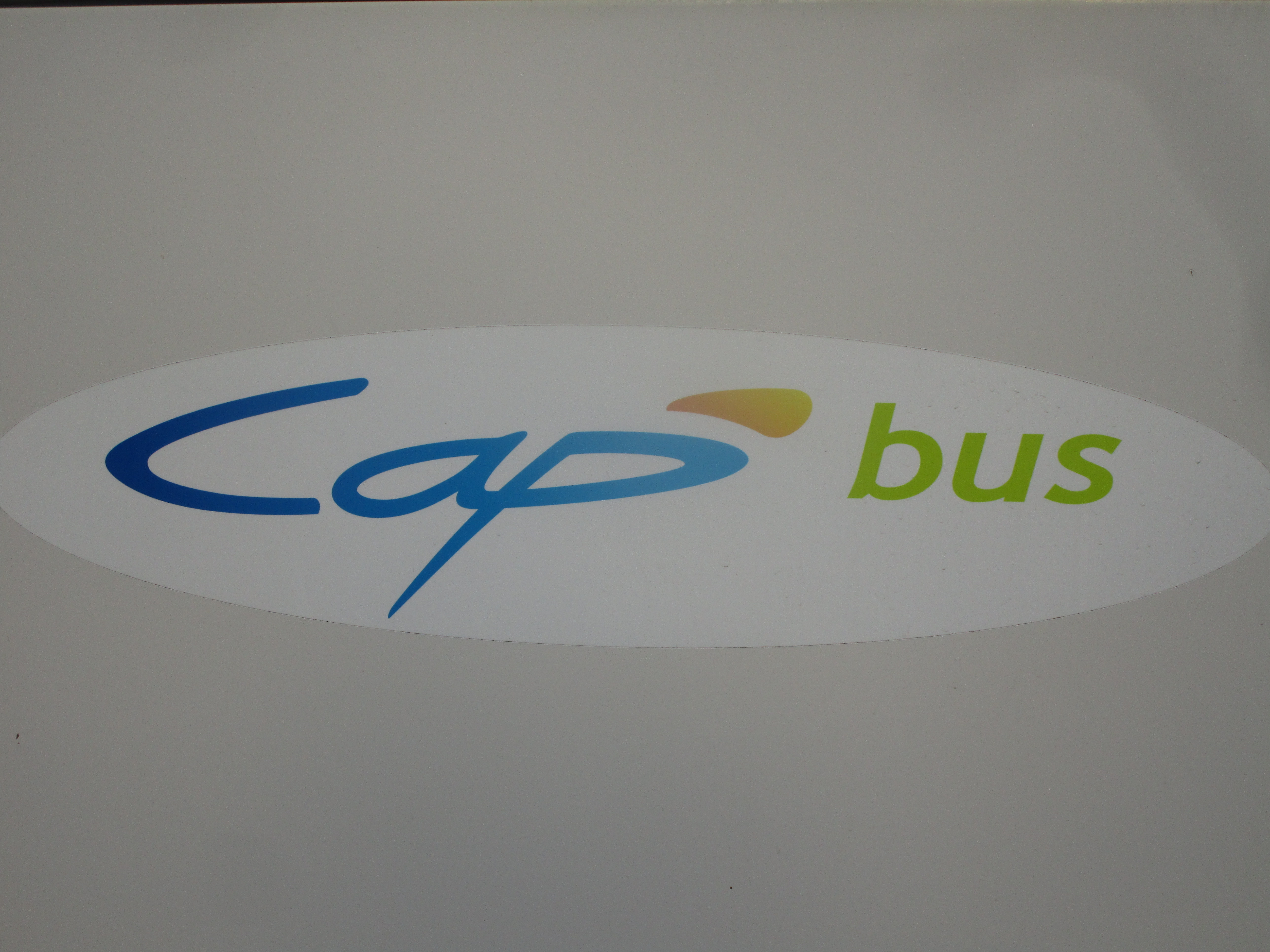
Le logo sur l’Heuliez GX 107 no 199 en août 2017.

### Livrée des véhicules
Lors de la création du réseau en 2003, les véhicules mis en service arborent dans un premier temps une livrée entièrement blanche, puis sont dotés d’une livrée propre au réseau. Celle-ci est composée uniquement des couleurs du logo de la communauté d’agglomération Hérault Méditerranée, qui est lui-même présent sur les faces latérales des véhicules, entre l’essieu arrière et le moteur. La partie située entre les deux portes est composée d’un trait vert foncé qui s’étend entre le sommet du bas de caisse, qui est blanc, et le bas des fenêtres. Ce trait est coupé par une ligne jaune juste avant la porte arrière. La face avant est composée d’un rectangle divisé en deux triangles, l’un jaune et l’autre bleu clair, et le nom de la communauté d’agglomération est inscrit au centre. La face arrière est de couleur vert clair.

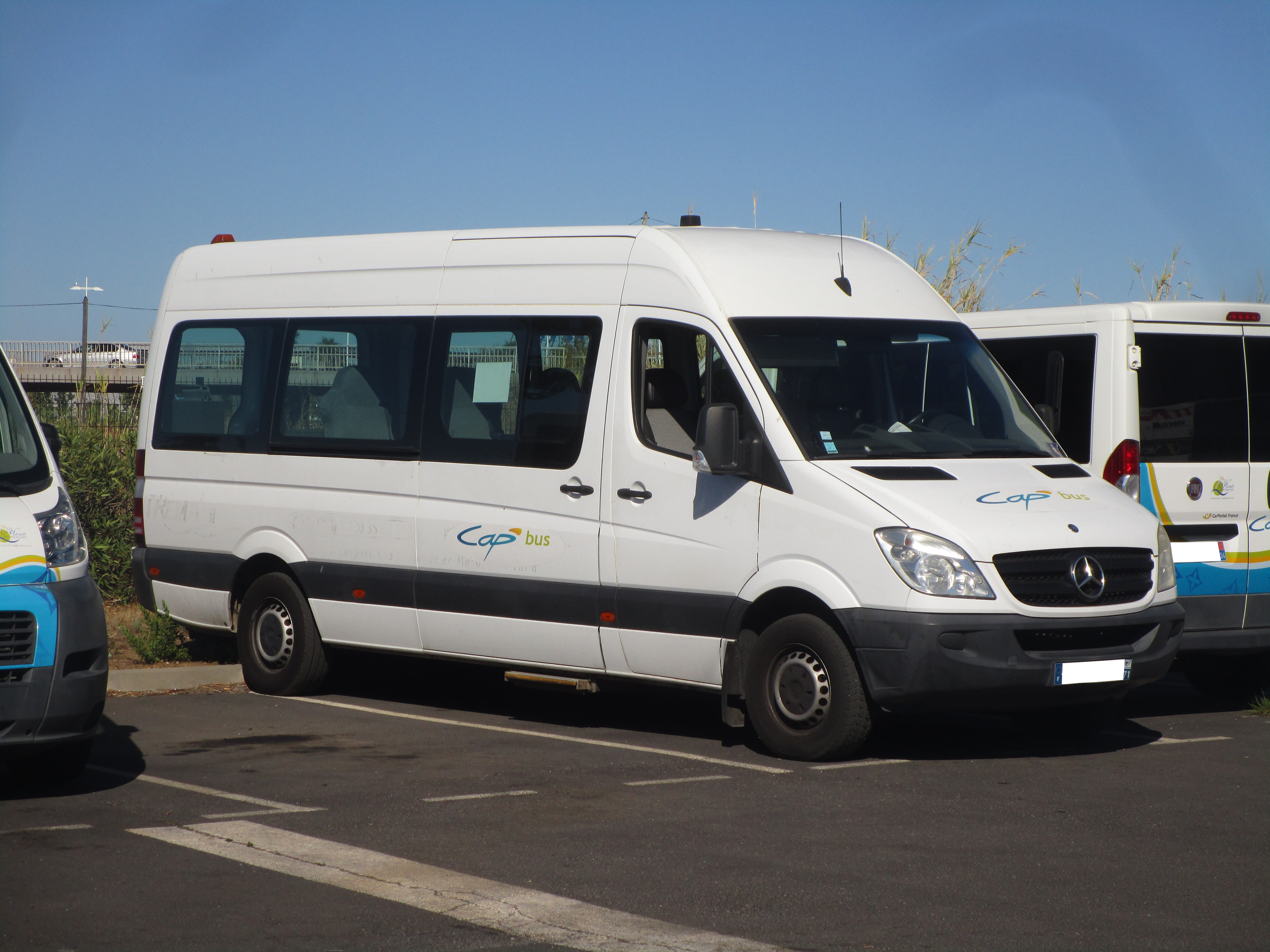
Vue sur l’avant droit.
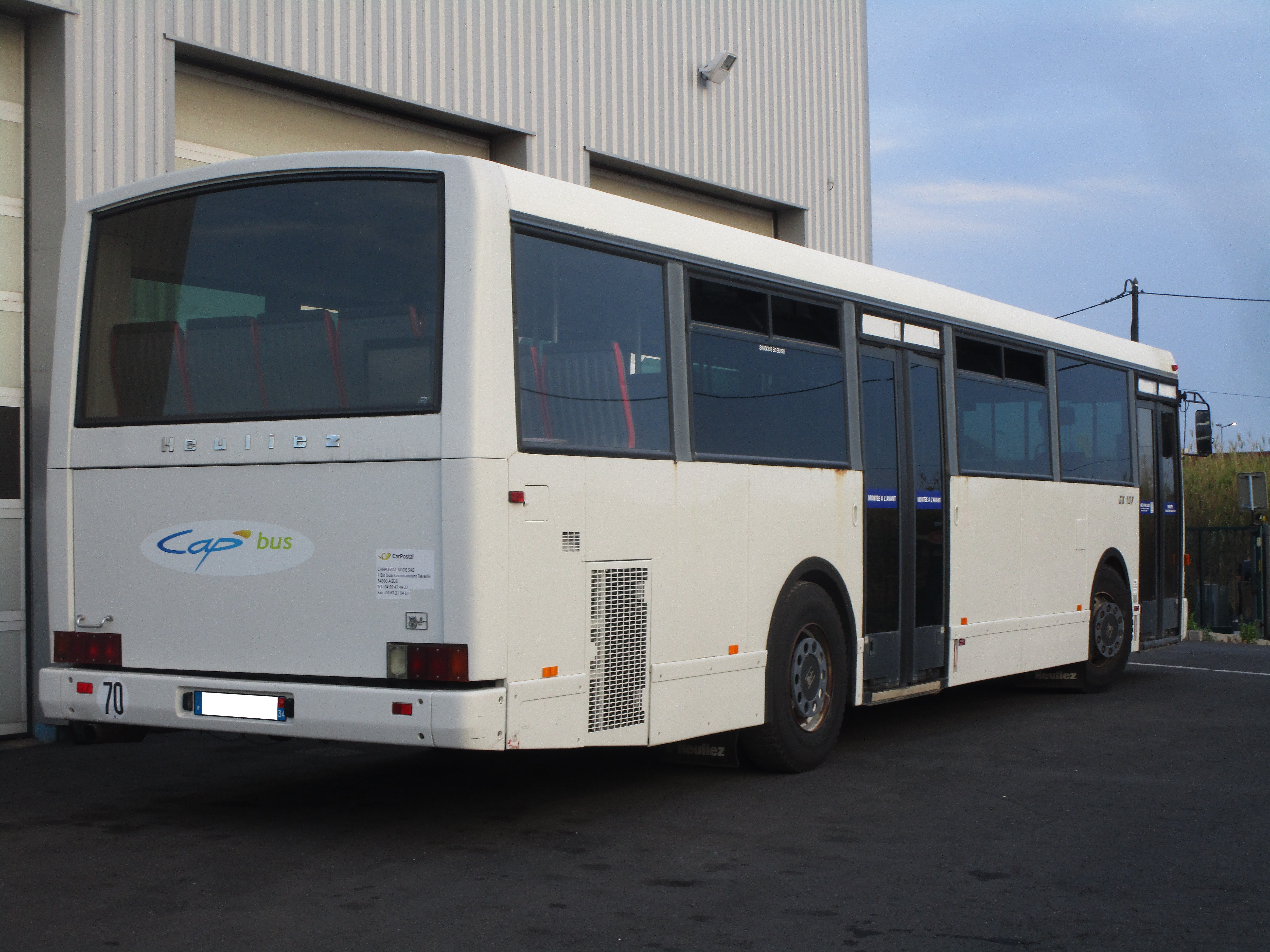
Vue sur l’avant.
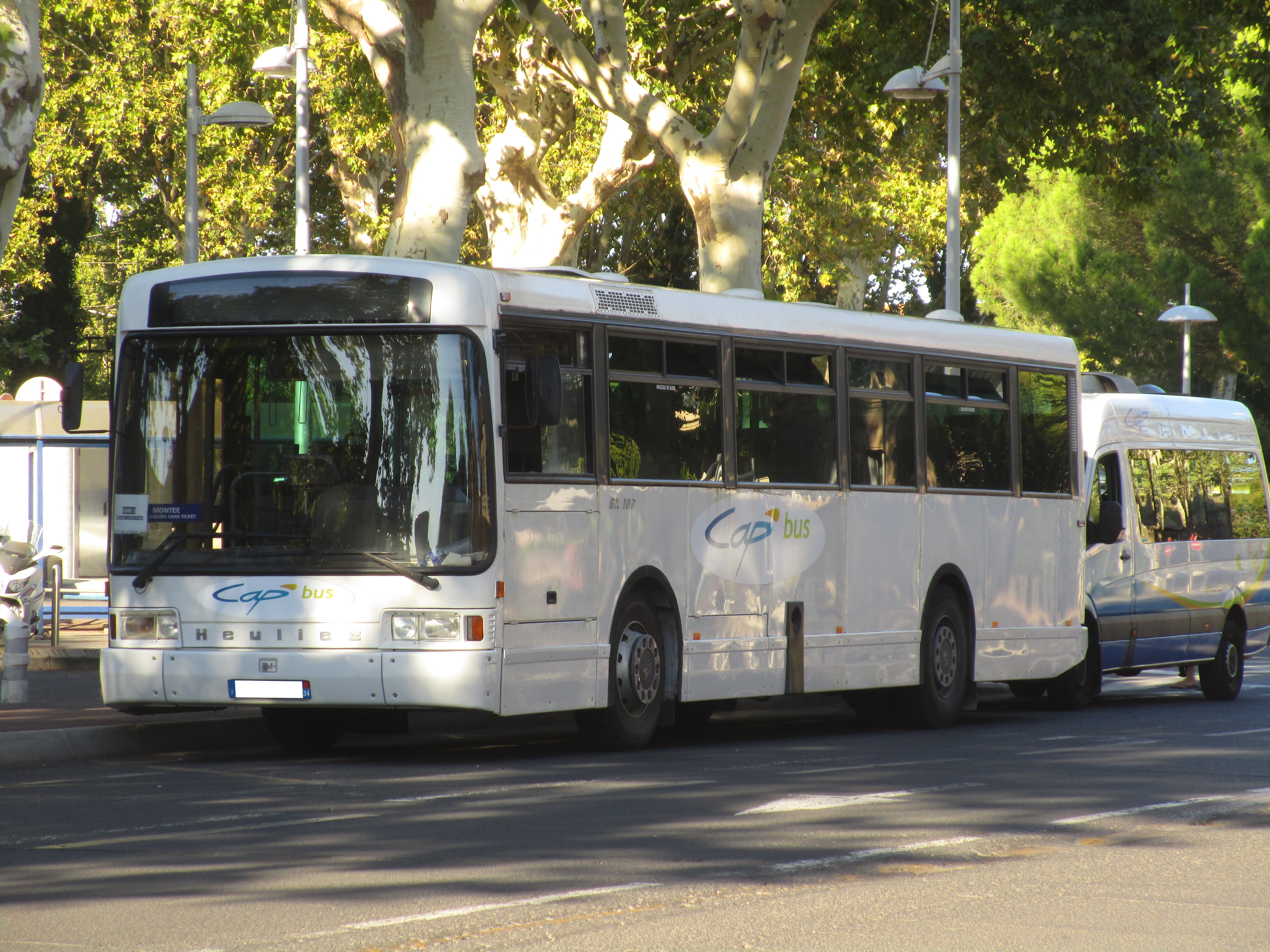
Vue sur l’arrière.
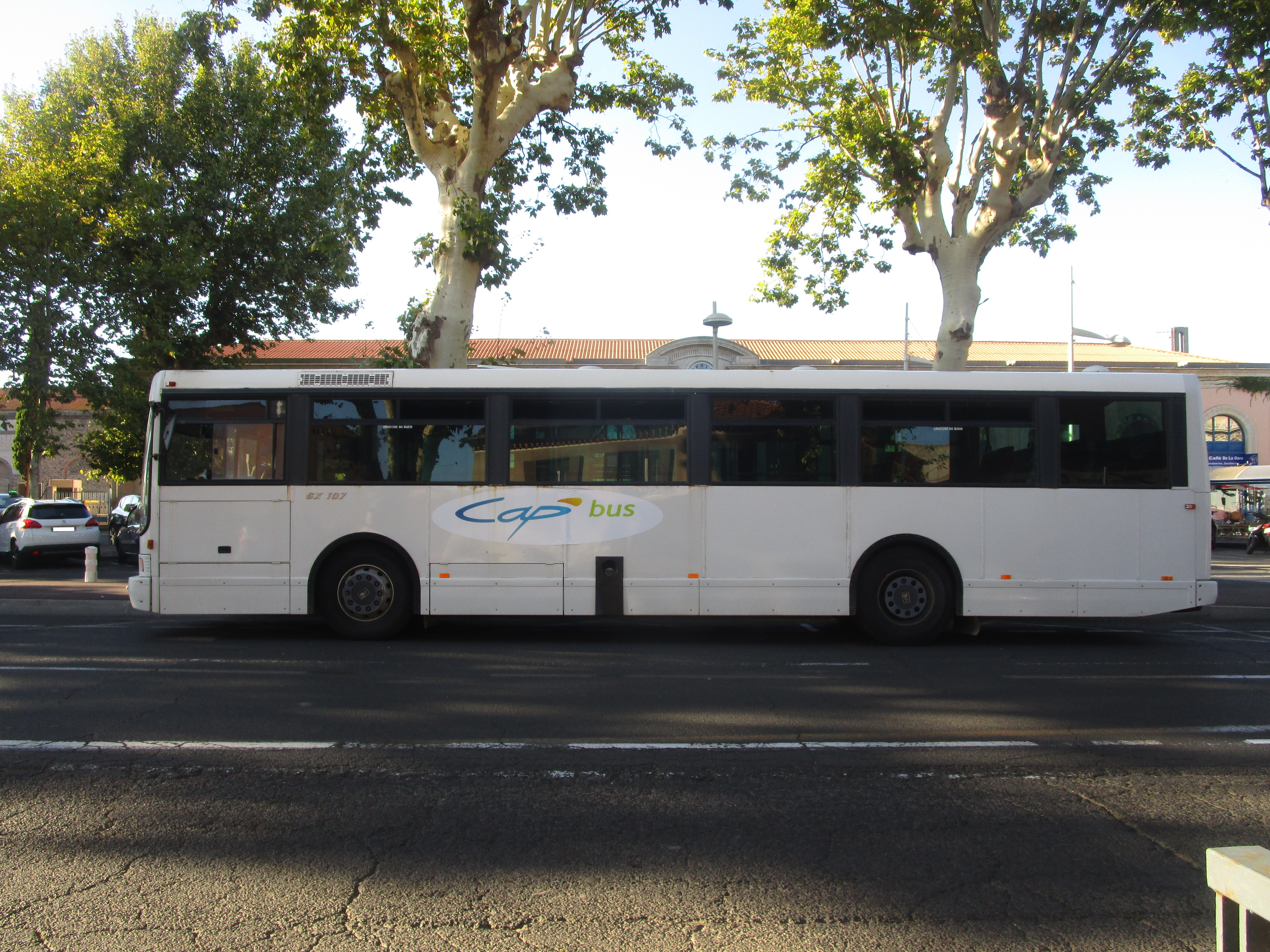
Vue sur le côté gauche.
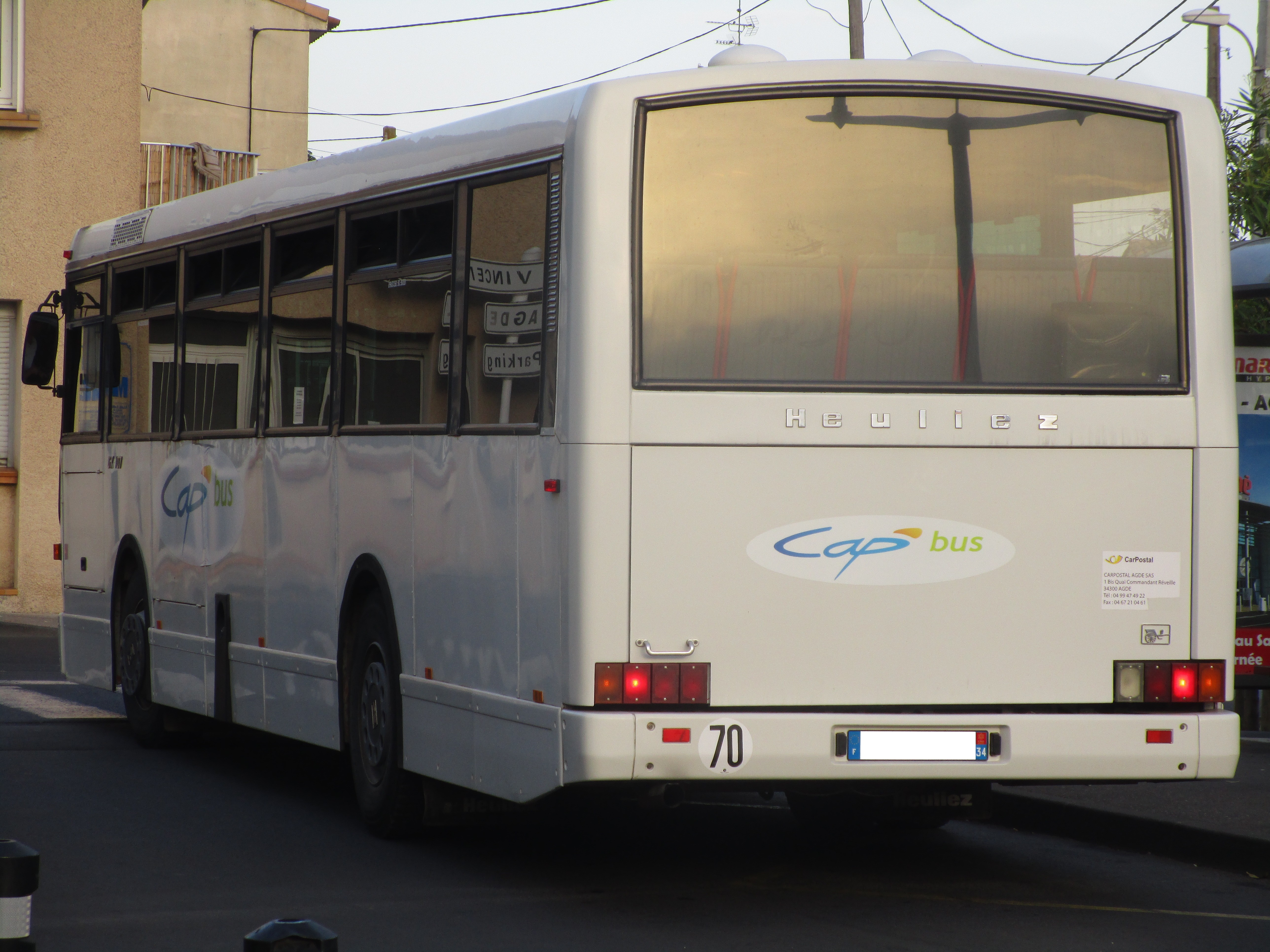
Vue sur l’arrière gauche.

En mars 2010, lorsque CarPostal Agde prend officiellement en charge l’exploitation du réseau, l’identité visuelle de celui-ci est revue et la livrée est modifiée. Elle se compose de deux couleurs principales : le bleu, qui forme des vagues sur le bas de caisse et remonte jusqu’au sommet des pare-brises avant et arrière des véhicules, et le blanc, qui est présent sur le reste de la carrosserie. Ces deux couleurs sont séparées par une ligne jaune/verte qui longe le sommet de la zone bleue. Des étoiles sont présentes dans les deux zones : dans la partie bleue, on en compte plusieurs de couleur bleu clair et trois jaunes à l’avant et à l’arrière, tandis qu’il n’y en a que trois jaunes sur les côtés dans la partie blanche. Les logos du réseau, de la communauté d’agglomération et de CarPostal France sont apposés sur les quatre côtés des véhicules.

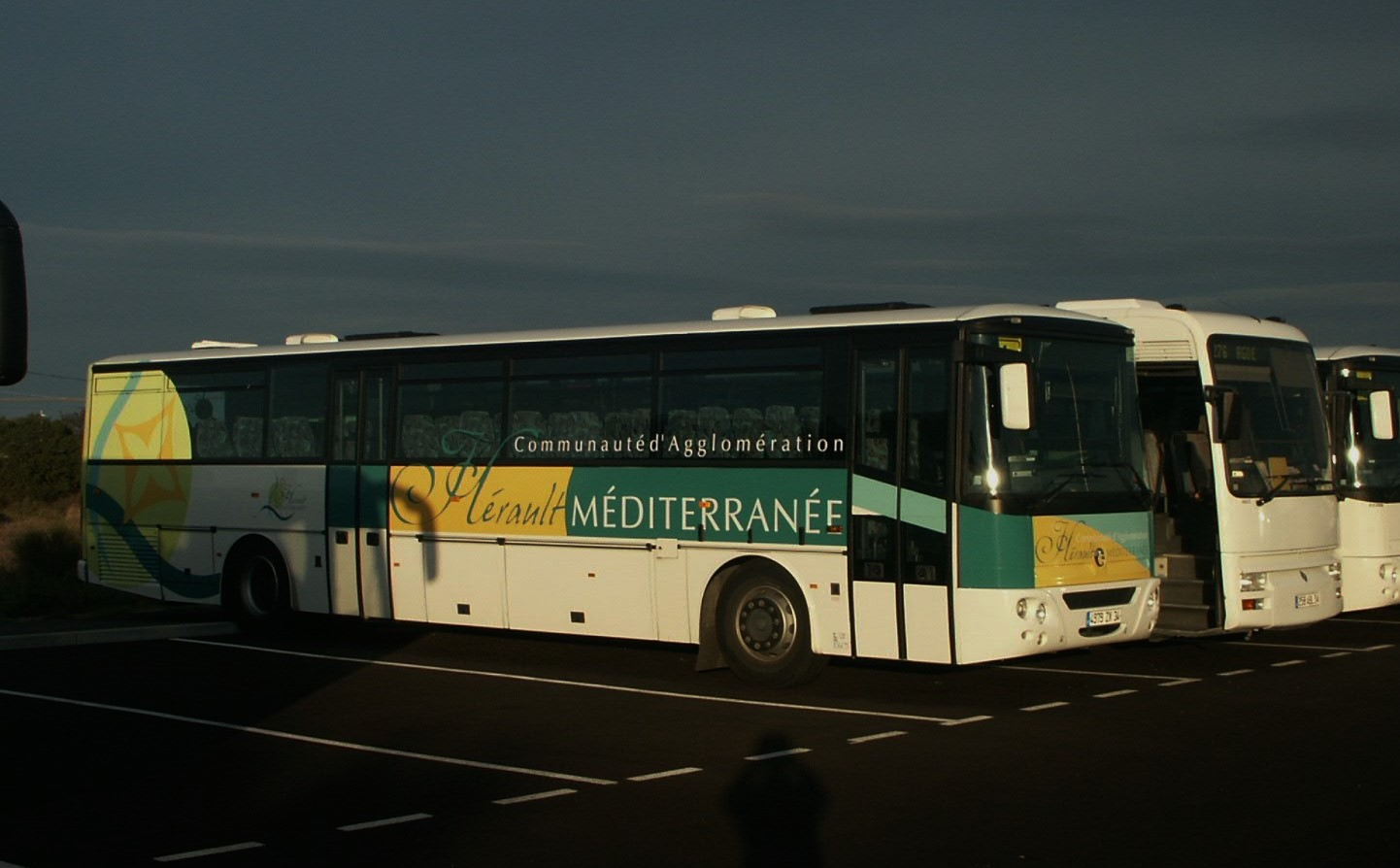
Vue sur l’avant droit.
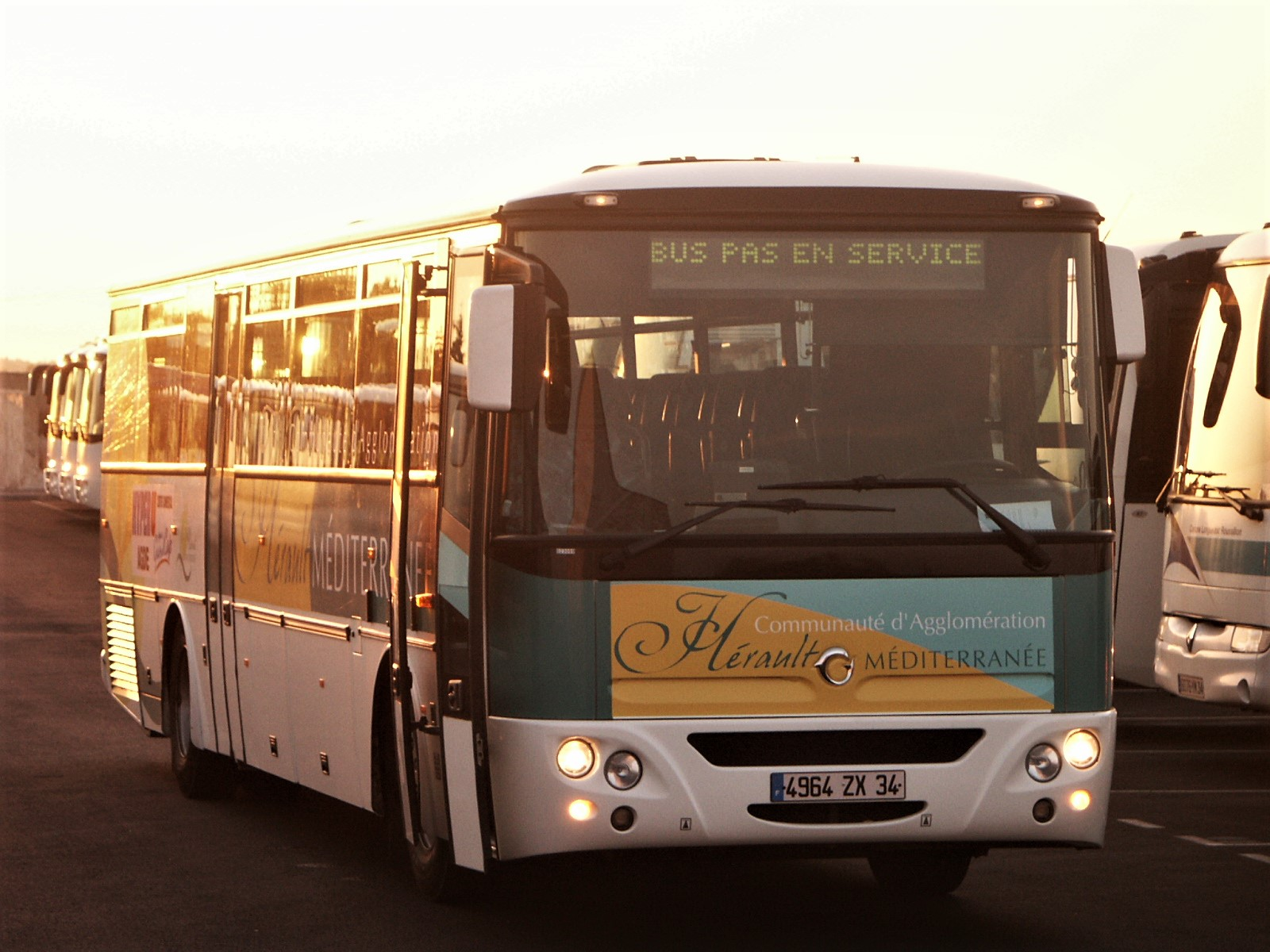
Vue sur l’arrière droit.
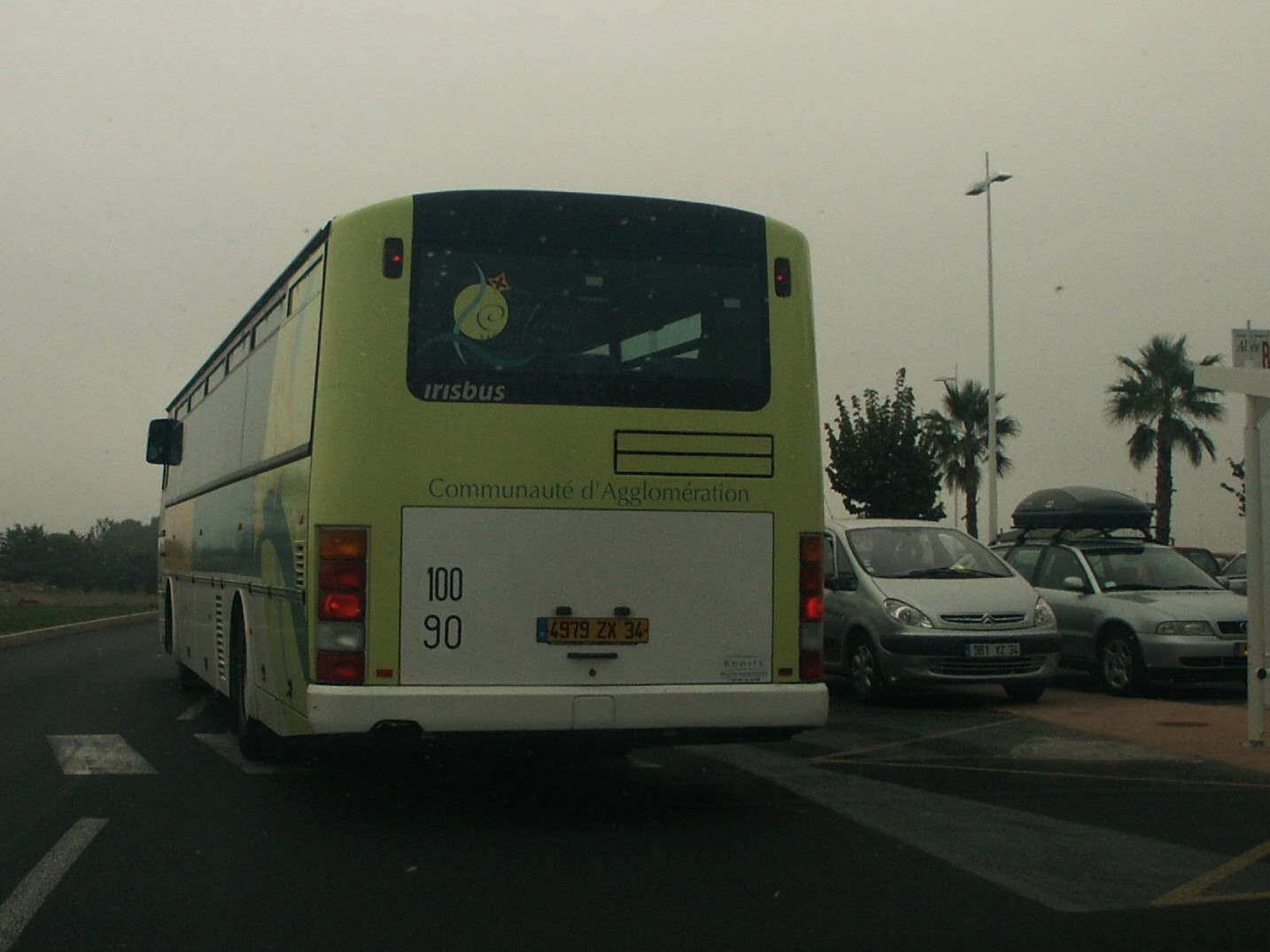
Vue sur l’avant gauche.
- Vue sur le côté gauche.
- Vue sur l’arrière gauche.

Certains véhicules arborent une livrée entièrement blanche, composée uniquement des logos du réseau sur les quatre faces.

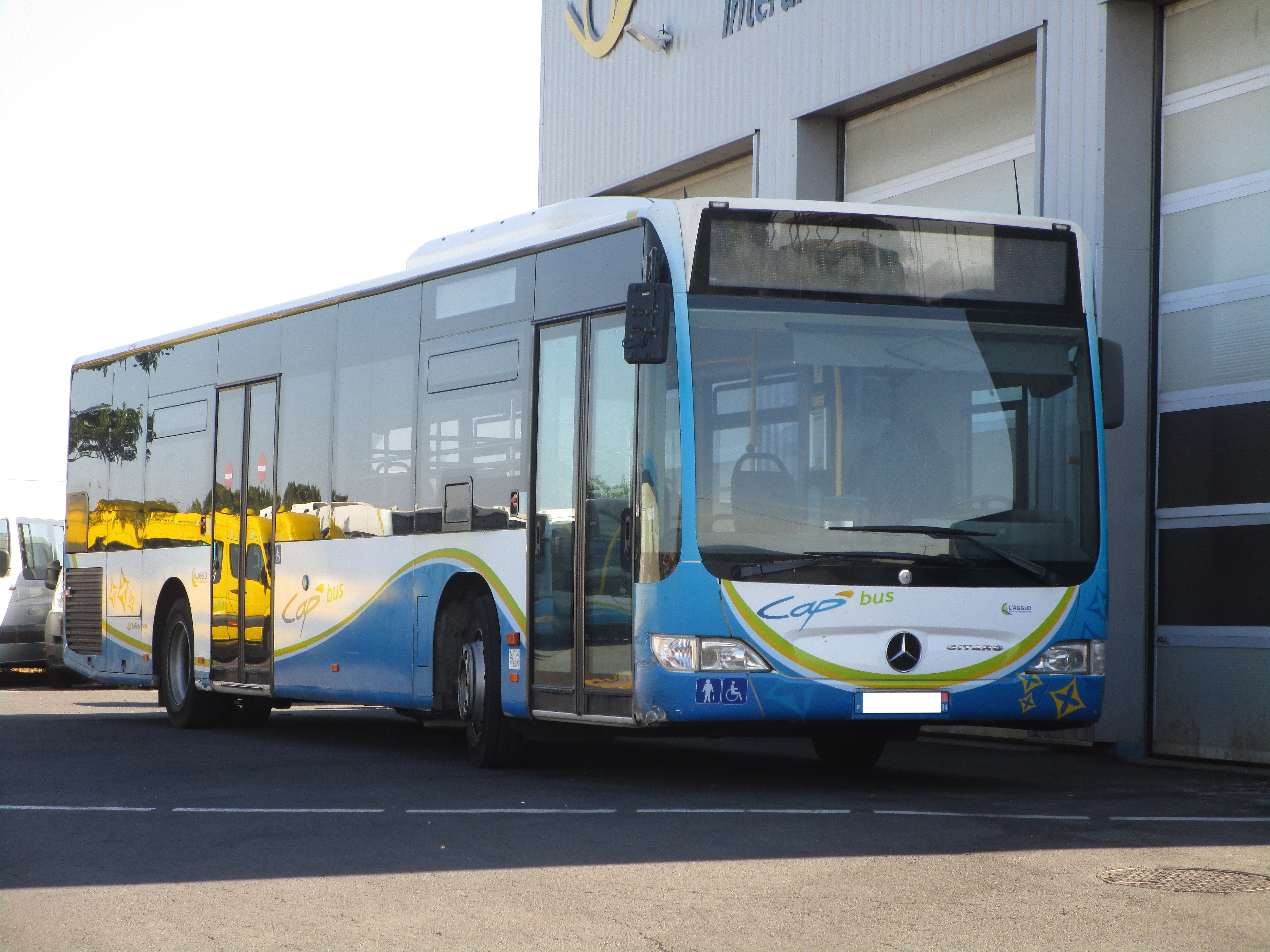
Vue sur l’avant droit.
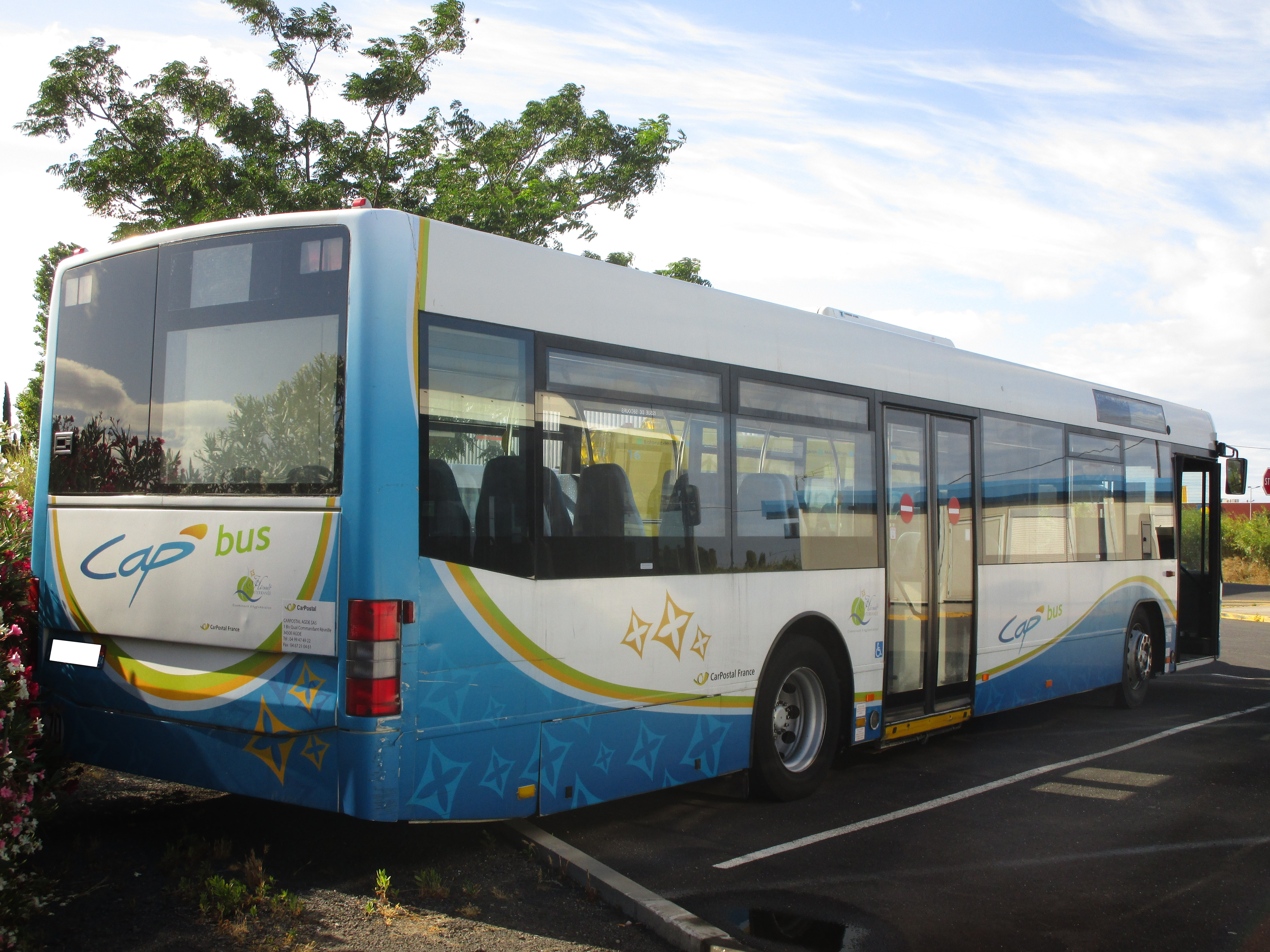
Vue sur l’arrière droit.
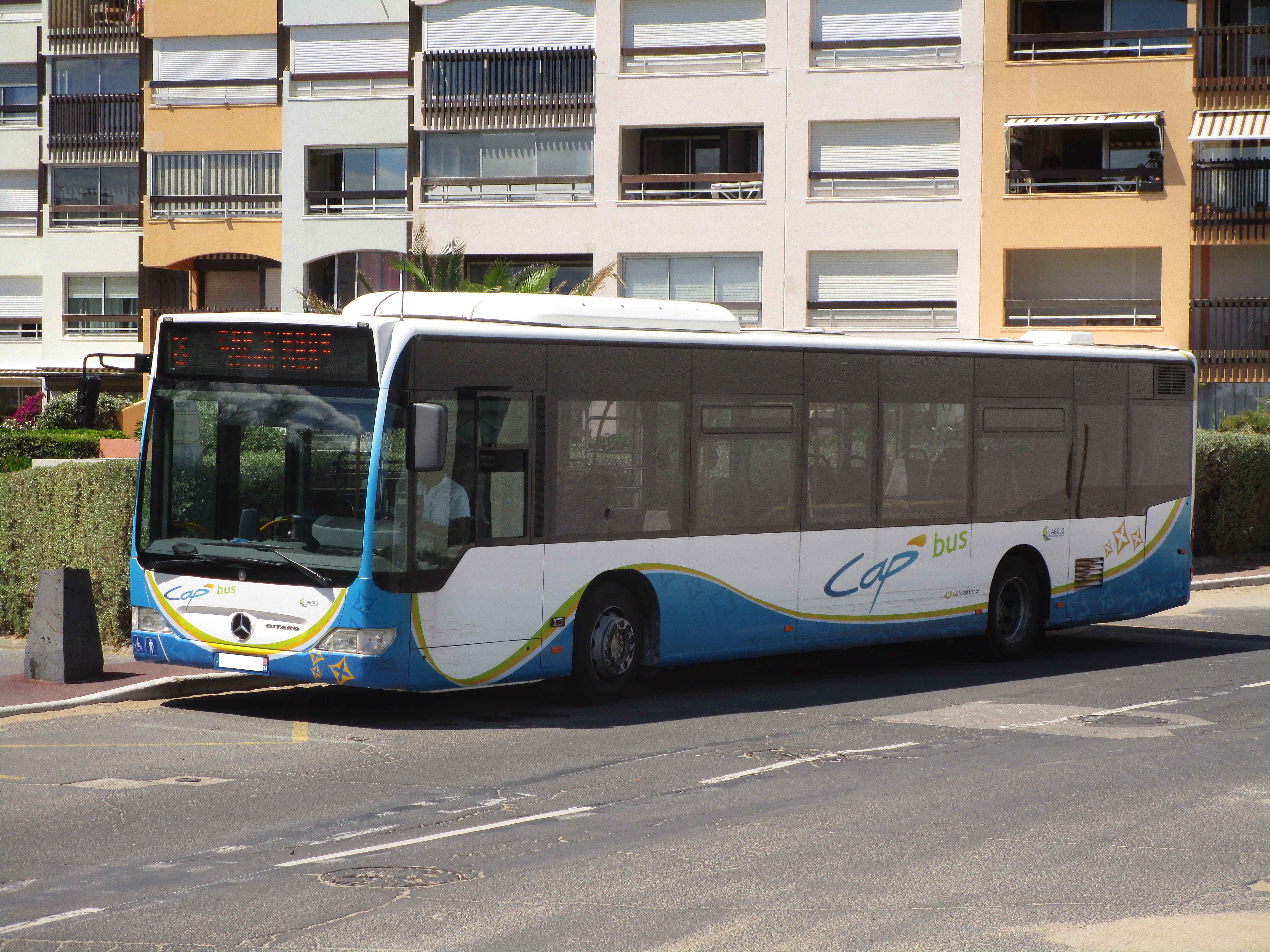
Vue sur l’avant gauche.
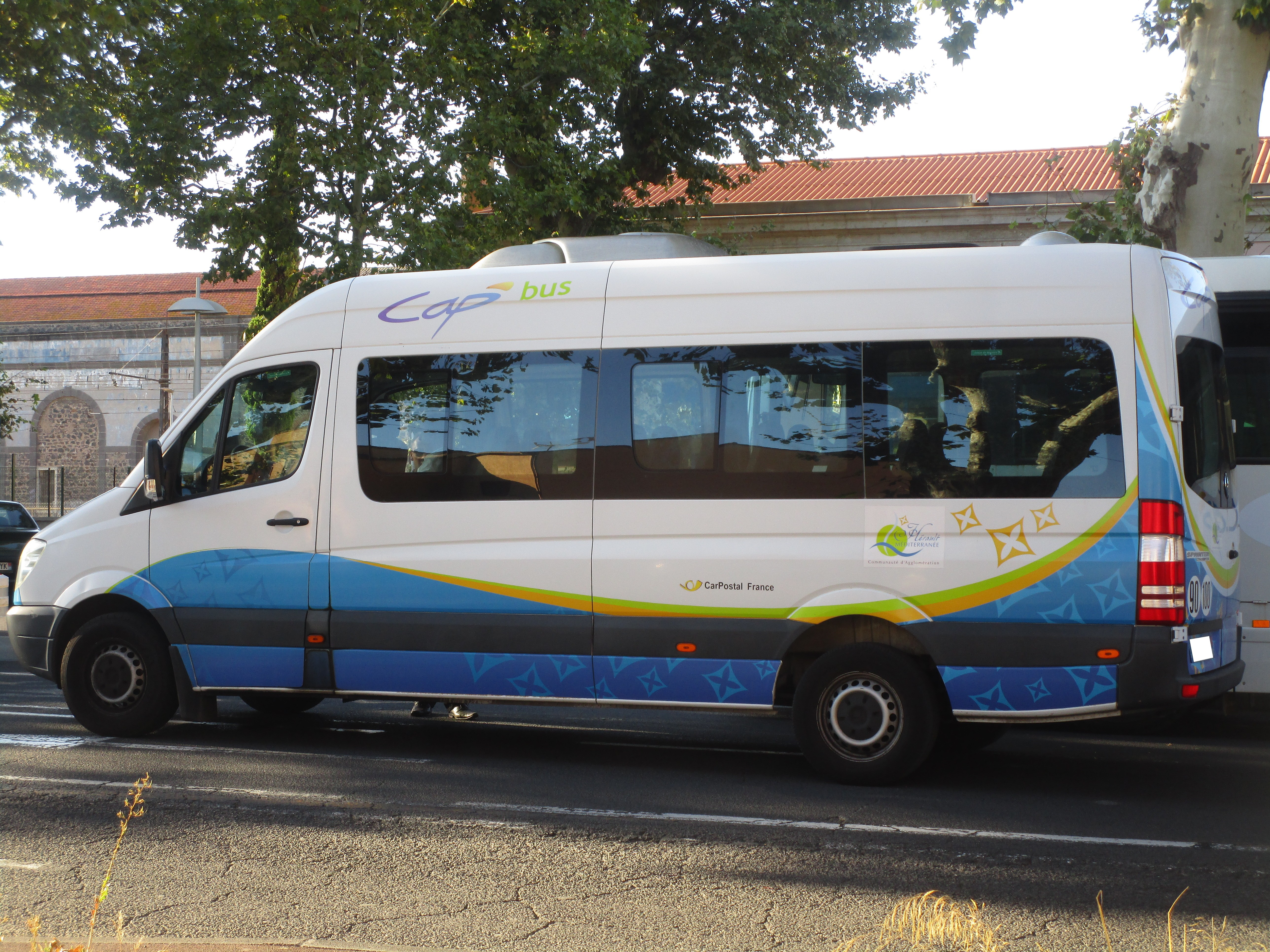
Vue sur le côté gauche.
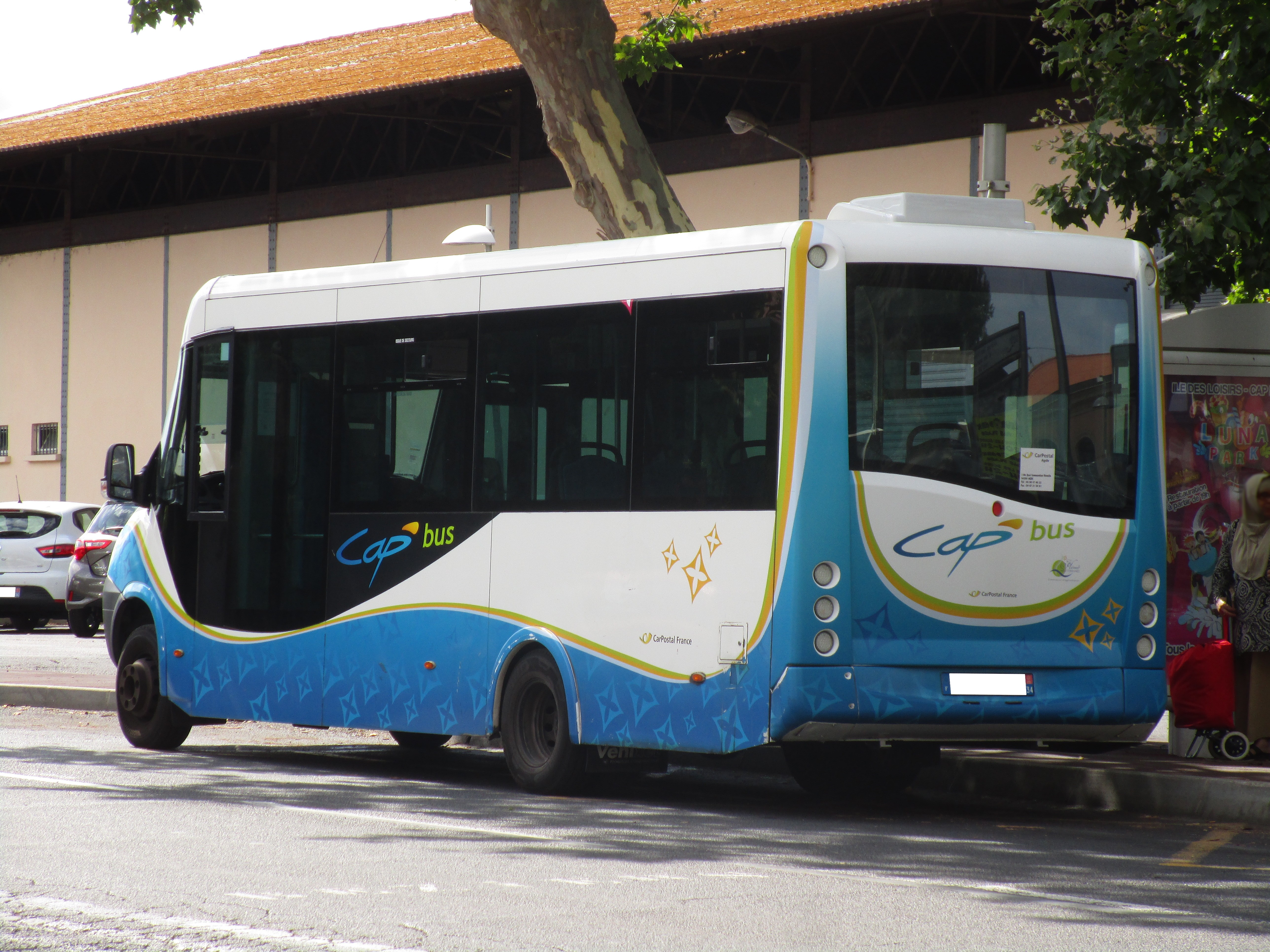
Vue sur l’arrière gauche.

Livrées particulières
À quelques occasions, les bus peuvent arborer une livrée différente de celles décrites ci-dessus. Ainsi, on remarque :
- entre 2003 et 2010, trois Irisbus Axer circulant sur le réseau arborent les couleurs du réseau départemental Hérault Transport, dont l’exploitation est également confiée à la société Keolis Val d’Hérault.
- entre 2003 et 2010, deux Van Hool T815 circulant sur le réseau arborent une livrée blanche composée uniquement du mot Cariane, l’ancien nom de Keolis Val d’Hérault sur les différentes faces.
- en 2015, un Heuliez GX 127L prêté par le réseau Ritmo d’Haguenau arbore la livrée de son réseau d’origine avec le logo de Cap’Bus sur les côtés.
- en 2017, un Mercedes-Benz Sprinter Transfer prêté pour remplacer un autre véhicule arbore une livrée blanche avec le logo de Cap’Bus sur les côtés, encerclé par des traits jaunes et bleus.

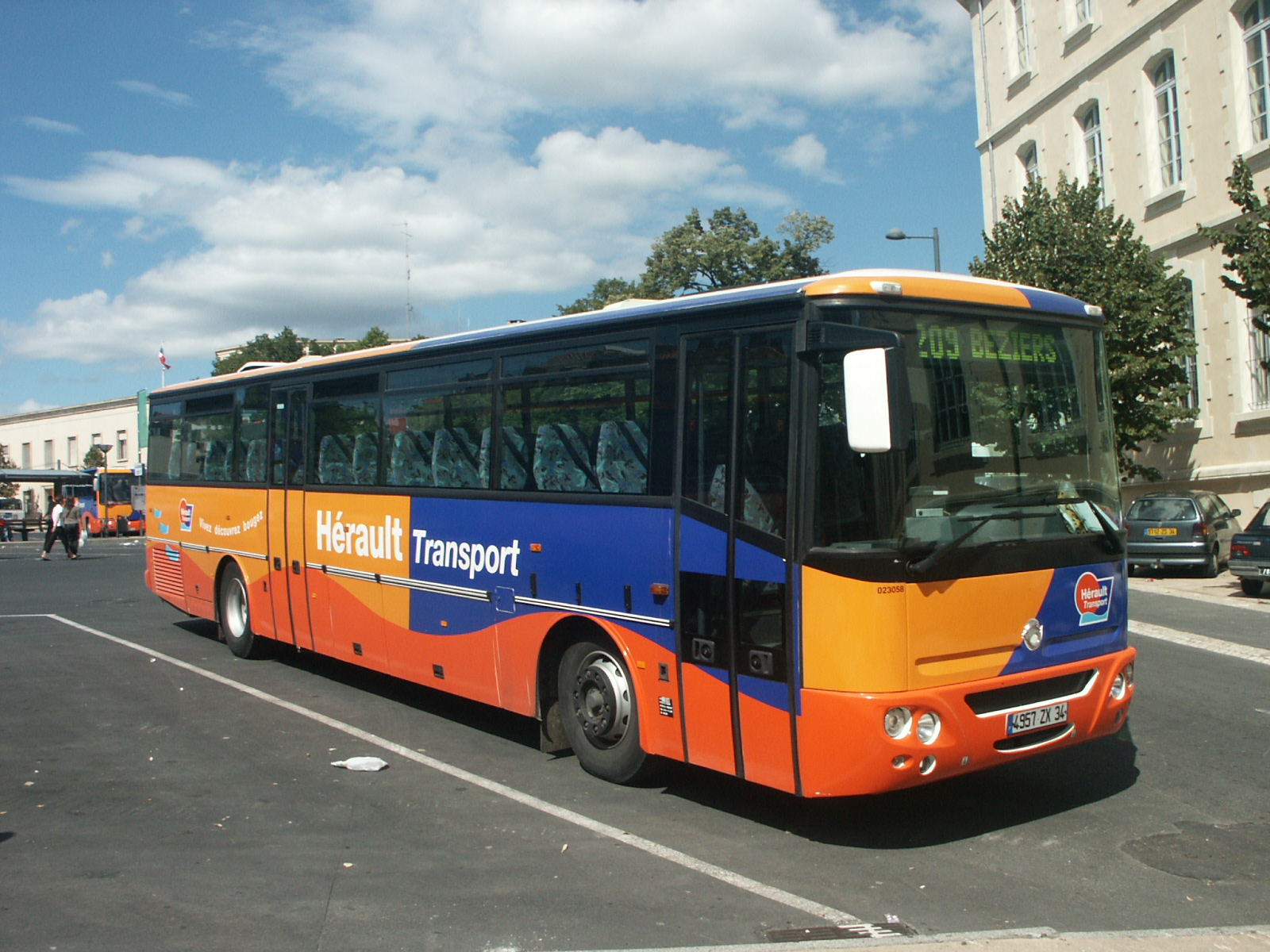
L’un des trois Irisbus Axer arborant la livrée d’Hérault Transport.
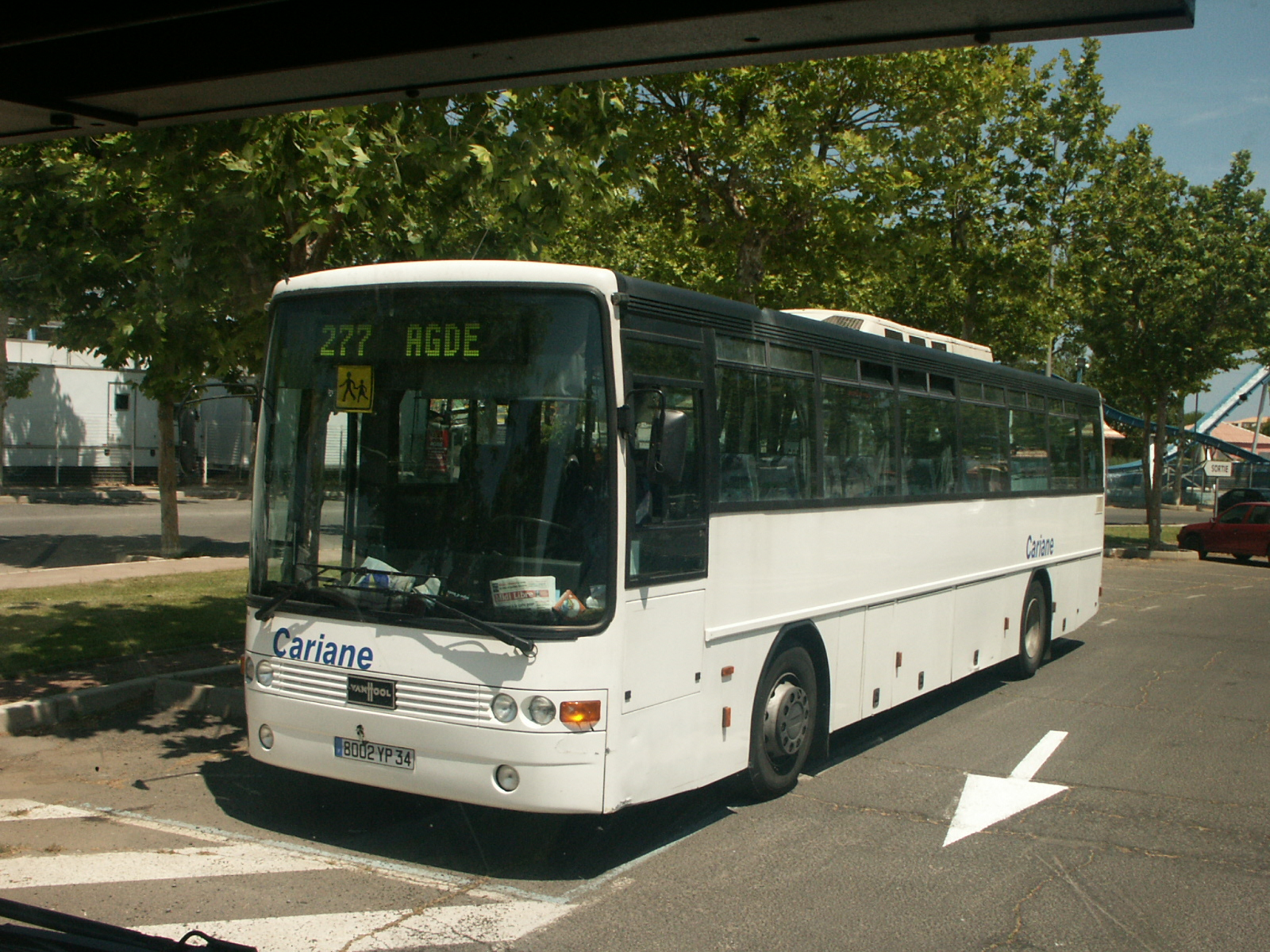
L’un des deux Van Hool T815 arborant la livrée blanche Cariane.
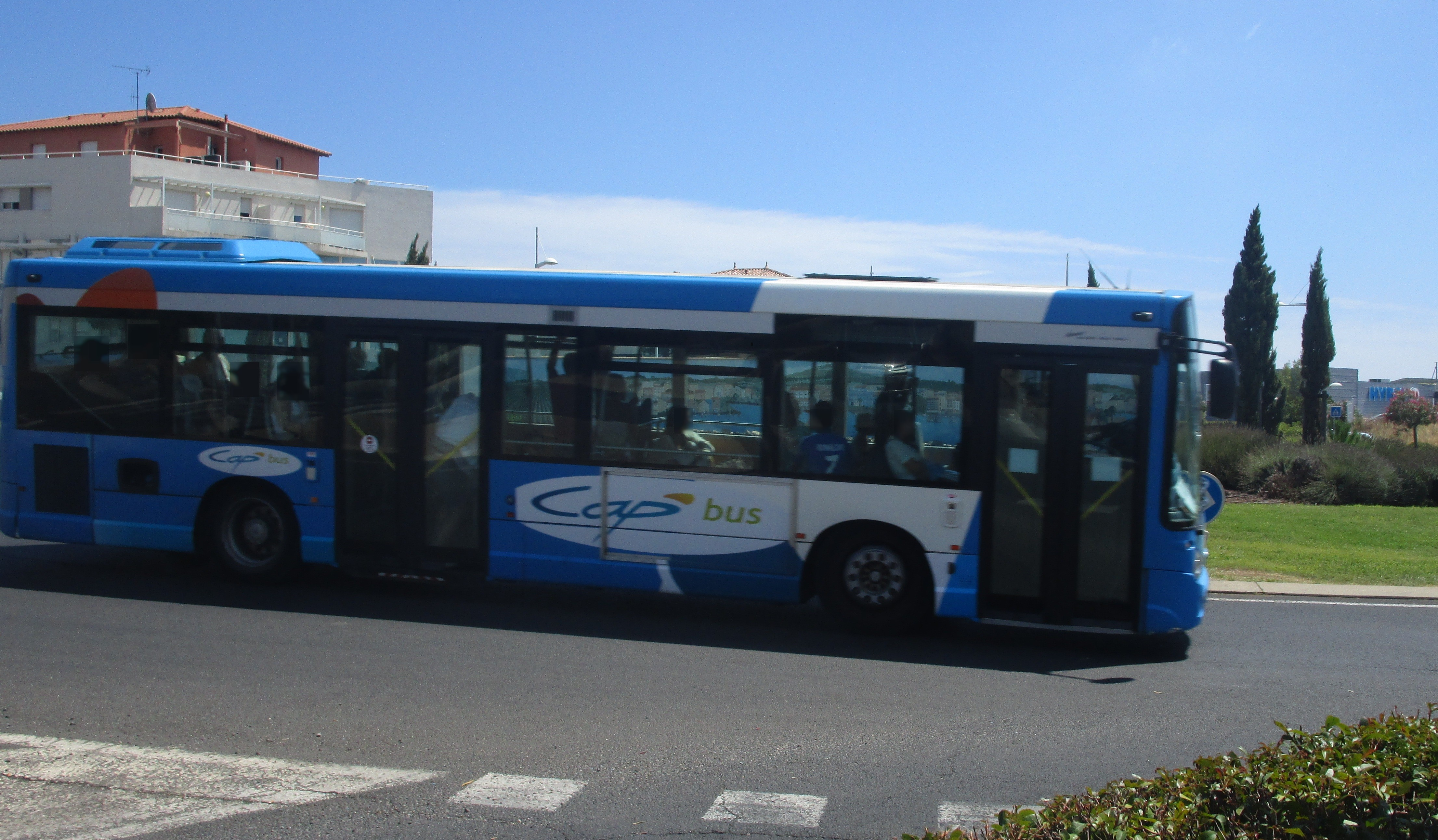
L’Heuliez GX 127L prêté par le réseau Ritmo d’Haguenau.
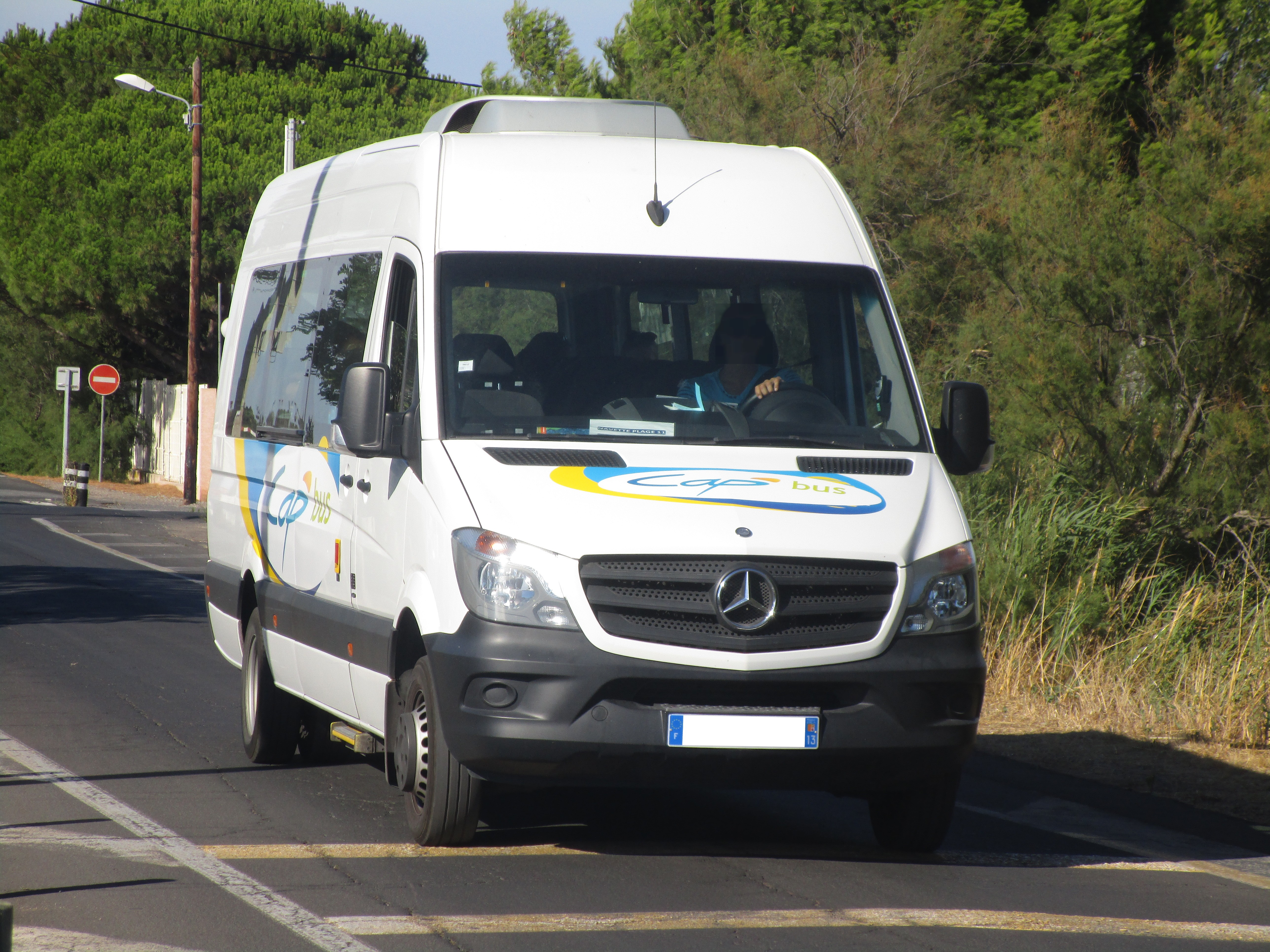
Le Mercedes-Benz Sprinter Transfer en prêt à l’été 2017.

## Intermodalité

### Arrêts de correspondances
Le réseau est composé de quatre arrêts de correspondances, où plusieurs lignes de bus se rencontrent afin de faciliter les échanges pour les usagers.

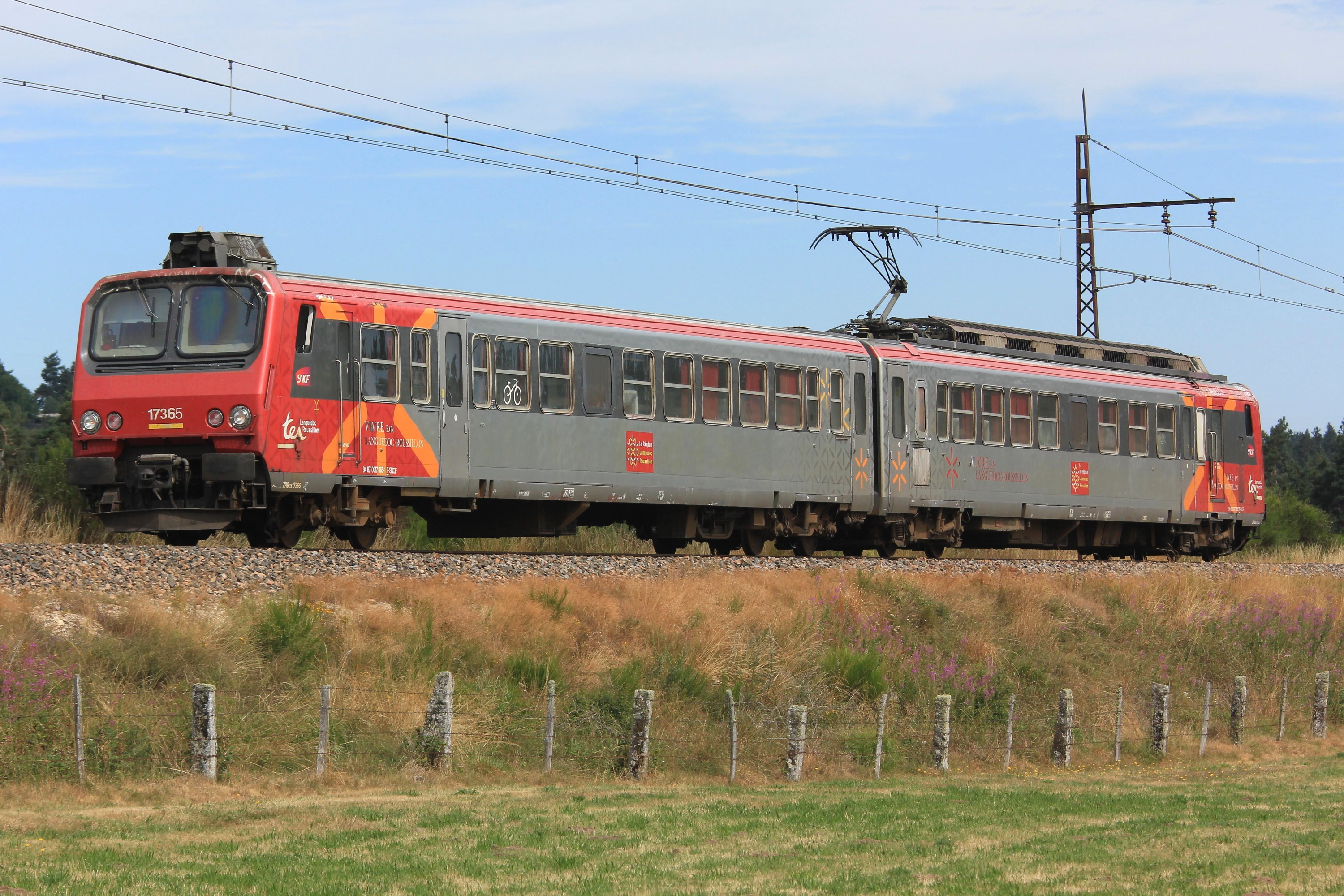
Un TER de la région Languedoc-Roussillon.

| Nom de l’arrêt   | Adresse                                  | Lignes desservant l’arrêt | Image |
| ---------------- | ---------------------------------------- | ------------------------- | ----- |
| Cave Coopérative | Boulevard Georges Pompidou Agde          | 2 3                       |       |
| Centre Aquatique | Chemin de Notre-Dame à Saint-Martin Agde | 2 3 6 7                   |       |
| Espace Grand Cap | Rue Grand Cap Agde                       | 1 2 3 6                   |       |
| Gare             | Rue de la Digue Agde                     | 1 2 3 4 5 6 7             |       |
| Musée Centre Cap | Cours des Gentilshommes Le Cap d’Agde    | 3 4                       |       |

### Gares SNCF
La plupart des lignes — plus précisément les lignes régulières 1, 2, 3, 4 et 5 ainsi que les lignes en transport à la demande A et B — du réseau Cap’Bus desservent quotidiennement la gare d’Agde, qui est le point central du réseau, et trois lignes (la ligne régulière 5, la ligne en transport à la demande 6 et la ligne estivale 12) desservent également celle de Vias. Les deux sont situées sur l’itinéraire des TER de la région Languedoc-Roussillon reliant Béziers à Montpellier, deux gares de correspondance d’où plusieurs destinations, en Languedoc-Roussillon ou dans les régions voisines, sont proposées. La gare d’Agde est également desservi par des TGV provenant de la capitale, Paris, mais également des capitales d’autres pays européens, dont la capitale belge Bruxelles.

## Exploitation

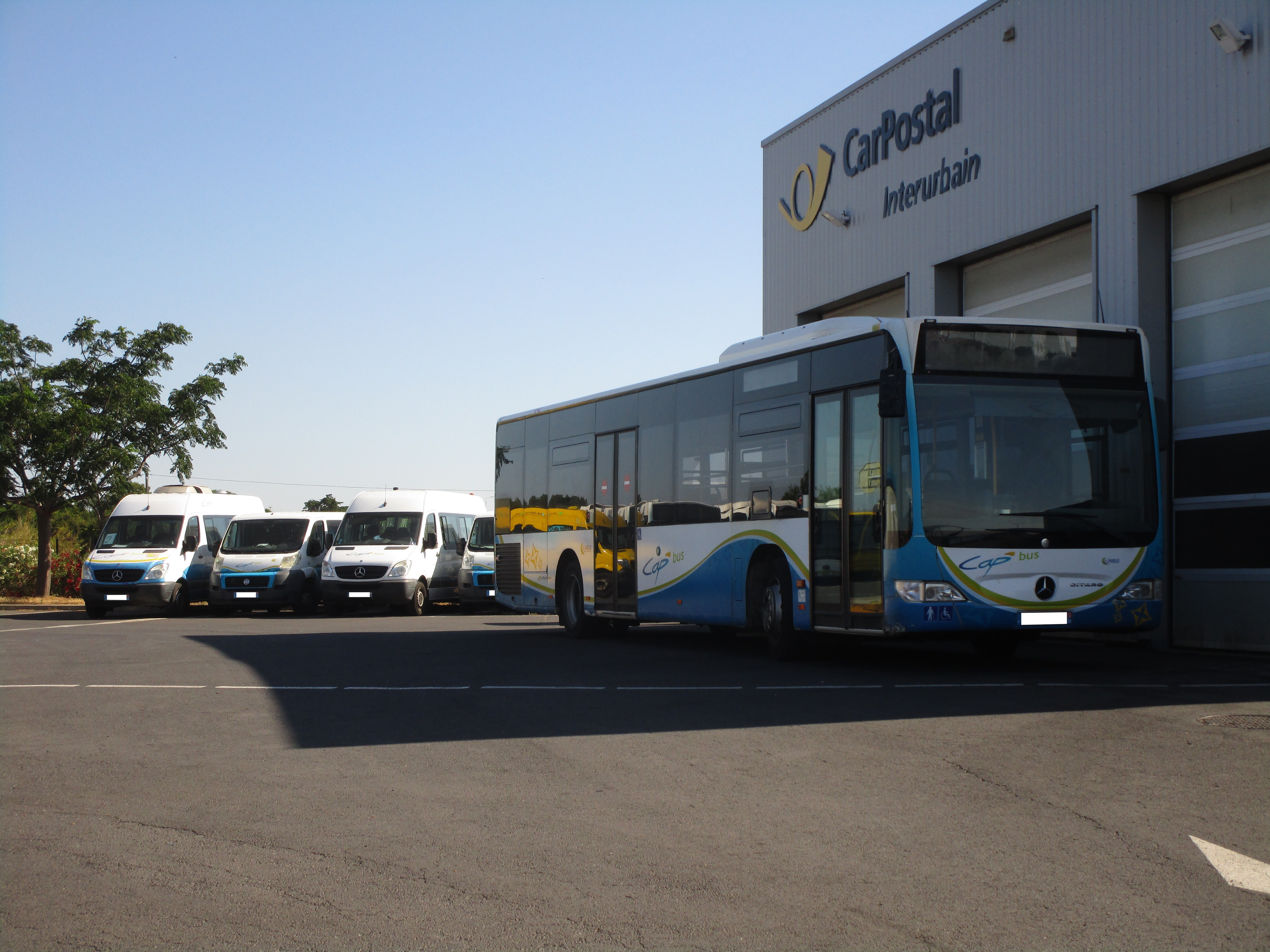
Différents véhicules exploités sur le réseau en juin 2017.

### État du parc
Le parc a été entièrement renouvelé au 1er mars 2010, lorsque CarPostal Agde est devenue la société délégataire de Cap’Bus. En effet, les 11 véhicules (9 Irisbus Axer et 2 Van Hool T815) exploités par la société précédente, Keolis Val d’Hérault, étant propriété de cette dernière, ils sont retirés du service à la fin de la délégation de service public liant la filiale de Keolis à la communauté d’agglomération Hérault Méditerranée. Ils sont remplacés par 17 minibus, bus standards et cars accessible aux PMR et équipés de la climatisation. Appartenant au groupe CarPostal France et répondant à la norme Euro 5 sur les émissions polluantes, trois d’entre eux sont en service depuis moins de huit mois lors de leur arrivée sur le réseau, tandis que les autres sont neufs.
En 2020, au moins 17 bus et cars de différentes tailles (8 minibus, 2 midibus et 7 standards) sont affectés aux lignes du réseau Cap’bus, dont deux en réserve qui ne fonctionnement qu’en cas d’avarie sur d’autres véhicules ou si des départs doivent être ajoutés, notamment en période estivale. Ils appartiennent tous à la société Keolis Agde, à l’exception des deux MAN Lion’s Regio affectés uniquement à la ligne 5 et qui sont la propriété du sous-traitant Keolis Méditerranée.
Ils arborent tous une livrée similaire, à l’exception de deux bus qui ont une livrée blanche. Ils ne disposent pas de numéro de parc visible mais sont désignés, en interne, par les trois chiffres de la plaque d’immatriculation (par exemple, un véhicule immatriculé AA-225-AA est désigné sous le no 225).

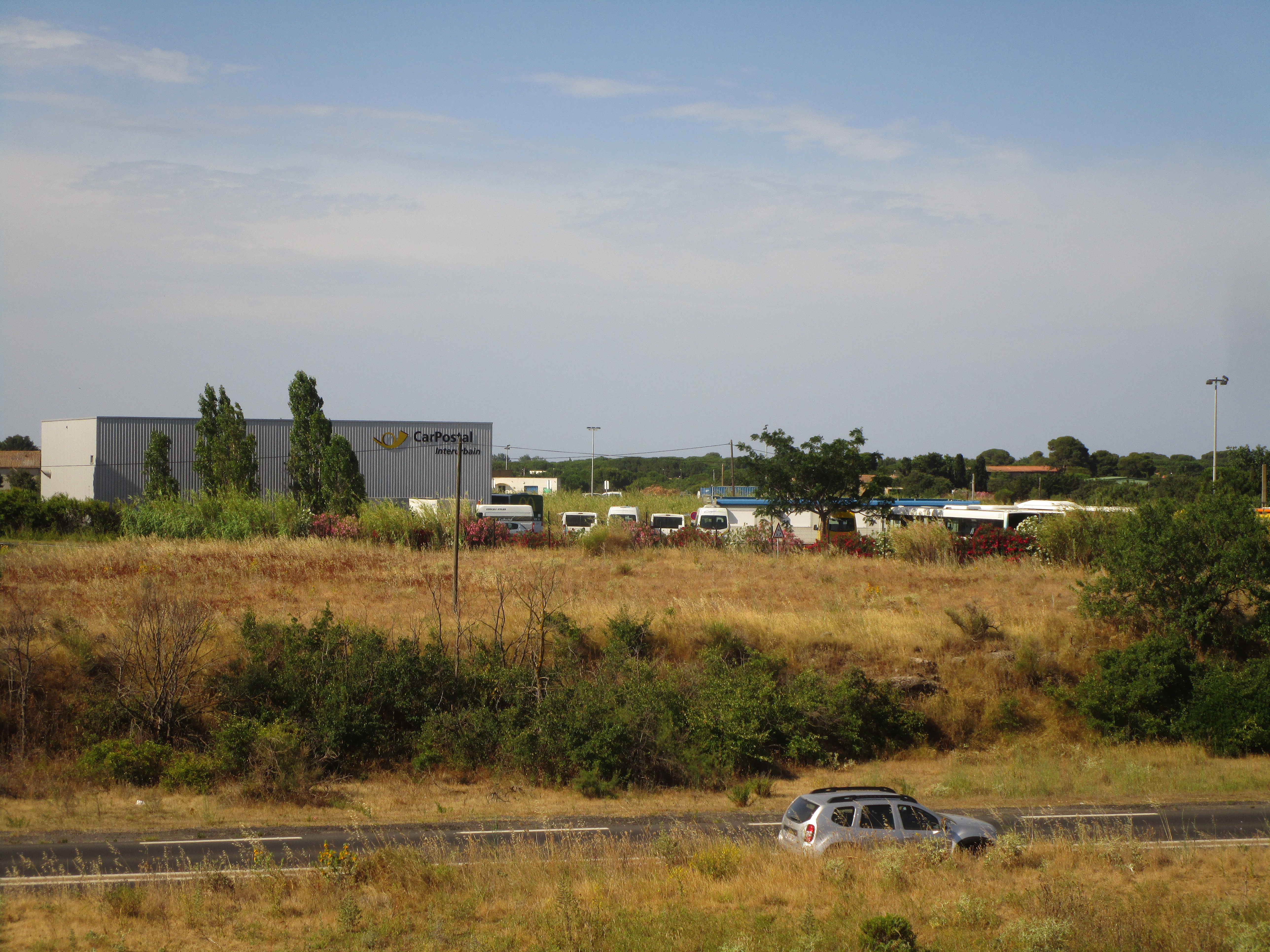
Le dépôt de CarPostal Mediterranée (maintenant Keolis Mediterranée) à Agde en 6 2017.

### Dépôts
Les bus du réseau sont entreposés dans un dépôt de Keolis Méditerranée avec des véhicules affectés à d’autres réseaux, dont le réseau départemental liO Hérault Transport et le réseau sétois Sète Agglopôle Mobilité. Visible depuis la RD 612 (sur la droite en direction de Montpellier), le dépôt est situé au 92 Chemin de Guiraudette, à Agde (43° 17′ 48″ N, 3° 28′ 08″ E). Capable d’accueillir une soixante-dizaine d’autocars, il dispose d’un atelier technique pouvant abriter jusqu’à trois véhicules articulés simultanément pour l’entretien et la réparation des bus, d’une station de lavage et d’une station service.
Les bureaux de la société chargée de l’exploitation du réseau Cap’bus, Keolis Agde, sont également présents dans l’enceinte du dépôt. Ils sont installés dans un préfabriqué qui se situe à gauche en entrant, face à l’atelier technique.
Le réseau s’étendant au-delà d’Agde, quelques véhicules Cap’bus affectés à des lignes éloignées (telle que la ligne 5, dont le départ se situe à la gare routière de Pézenas) ou au TAD sont stationnés dans un autre dépôt de Keolis situé à Pézenas afin de faciliter les prises de service.

### Sécurité
Conformément à la législation en vigueur, l’ensemble du parc est soumis à un contrôle technique, effectué par un centre indépendant et reconnu, valable 6 mois. Au cours de cette visite, tous les éléments de sécurité ainsi que l’arrimage des sièges et la motorisation sont vérifiés.
La position des véhicules est retransmise par GPS, grâce au Système d’Aide à l’Exploitation et à l’Information Voyageurs (SAEIV), au centre d’exploitation où une équipe est chargé de s’assurer de l’absence de problèmes sur le réseau. Les véhicules sont également équipés d’émetteur-récepteur permettant aux conducteurs d’être informés des perturbations sur le réseau et de communiquer avec le centre d’exploitation.
Les portes sont dotées de nombreuses sécurités. En effet, chacune d’elles est dotée de bords sensibles, capable de remarquer la présence d’un corps étranger entre les battants et d’entraîner un phénomène de réversion, c’est-à-dire la réouverture des portes. Les véhicules sont également équipés d’un détecteur, situé au-dessus des portes, capable de déceler une présence par infrarouge et destiné à vérifier la présence d’un individu trop près des portes au moment de leur ouverture/fermeture. En cas d’anomalie, le système enclenche la réouverture des portes. Des capteurs sont également installés afin de vérifier la bonne fermeture des portes arrière : si l’une d’elles est mal fermée, le véhicule ne peut pas démarrer. L’ouverture de la porte avant n’empêche pas de faire partir le bus, mais elle est programmée pour se fermer automatiquement après 5 secondes. Enfin, en cas de problème empêchant l’ouverture des battants depuis l’intérieur, deux mécanismes, l’un à l’extérieur et l’autre à l’intérieur, sont installés à proximité de chaque portes et permettent de déclencher la décompression, c’est-à-dire le fait de vider les réserves d’air comprimé, rendant ainsi les battants inertes.
Tous les bus sont équipés de marteaux brise-vitre et, conformément à la législation en vigueur, au moins cinq vitres latérales et le pare-brise arrière, sur lesquelles il est inscrit « Issue de secours », peuvent être brisés afin d’être utilisés pour évacuer le véhicule.

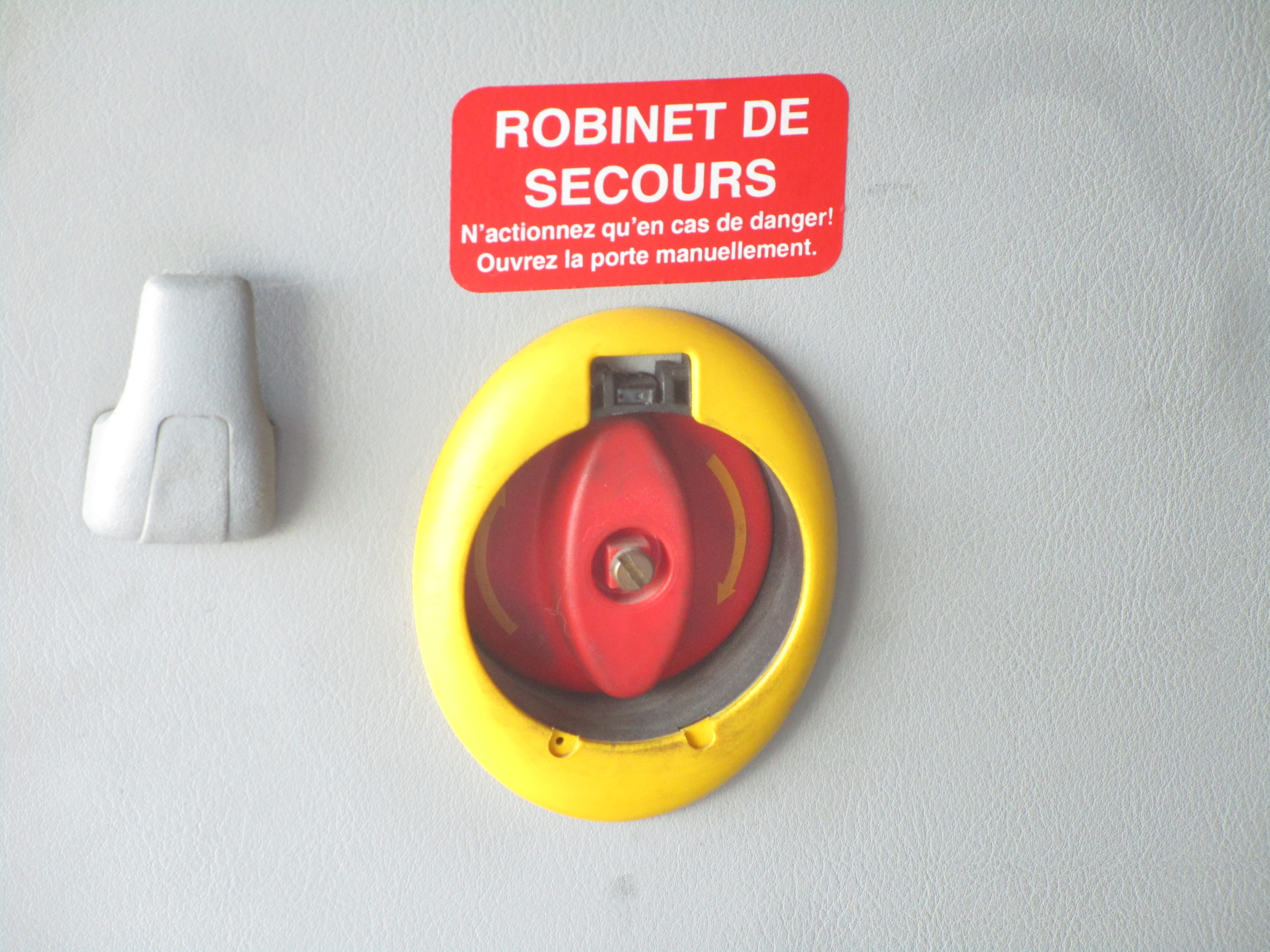
Le système d’ouverture de secours des portes (intérieur).
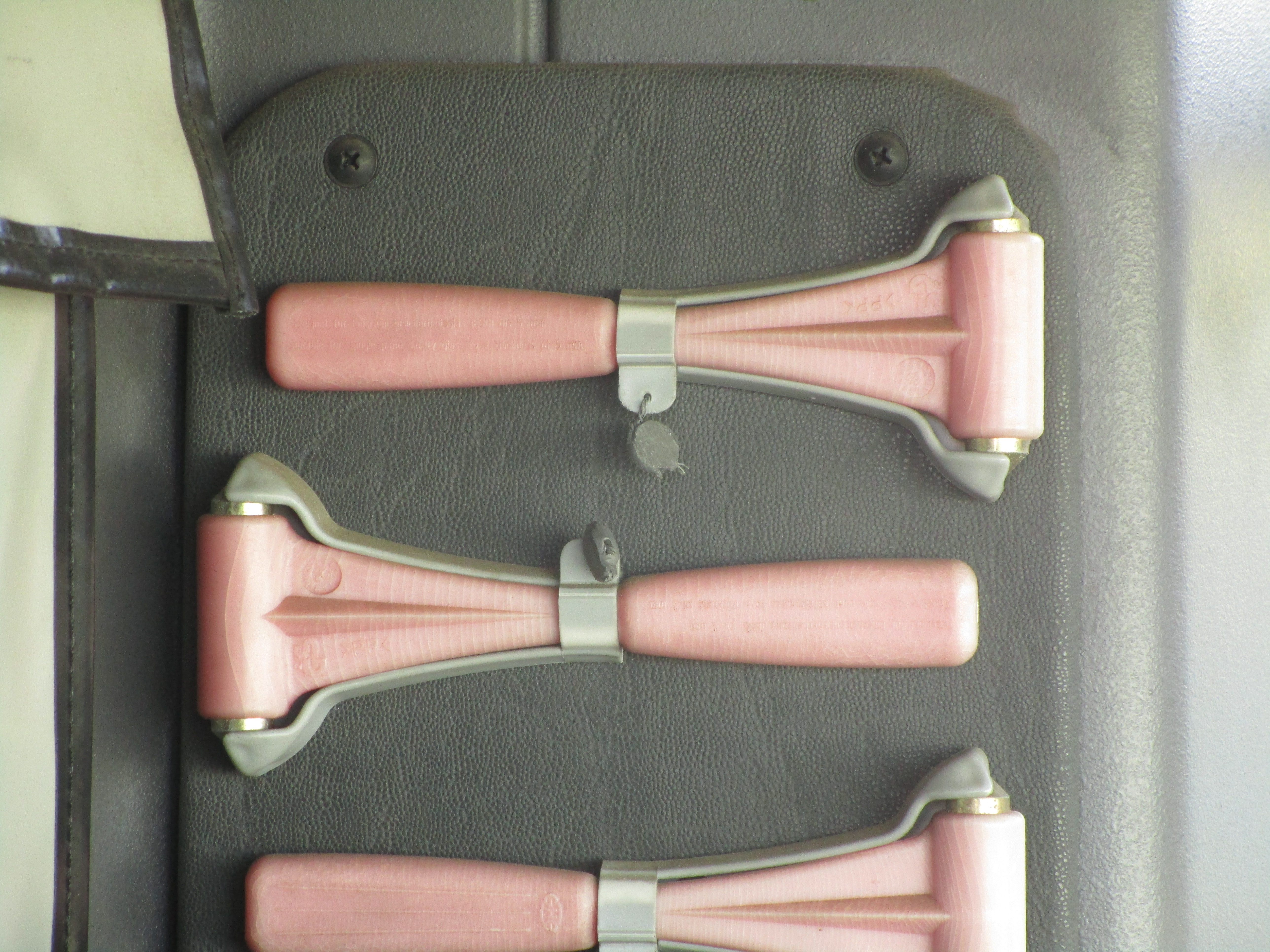
Un marteau brise-vitre.

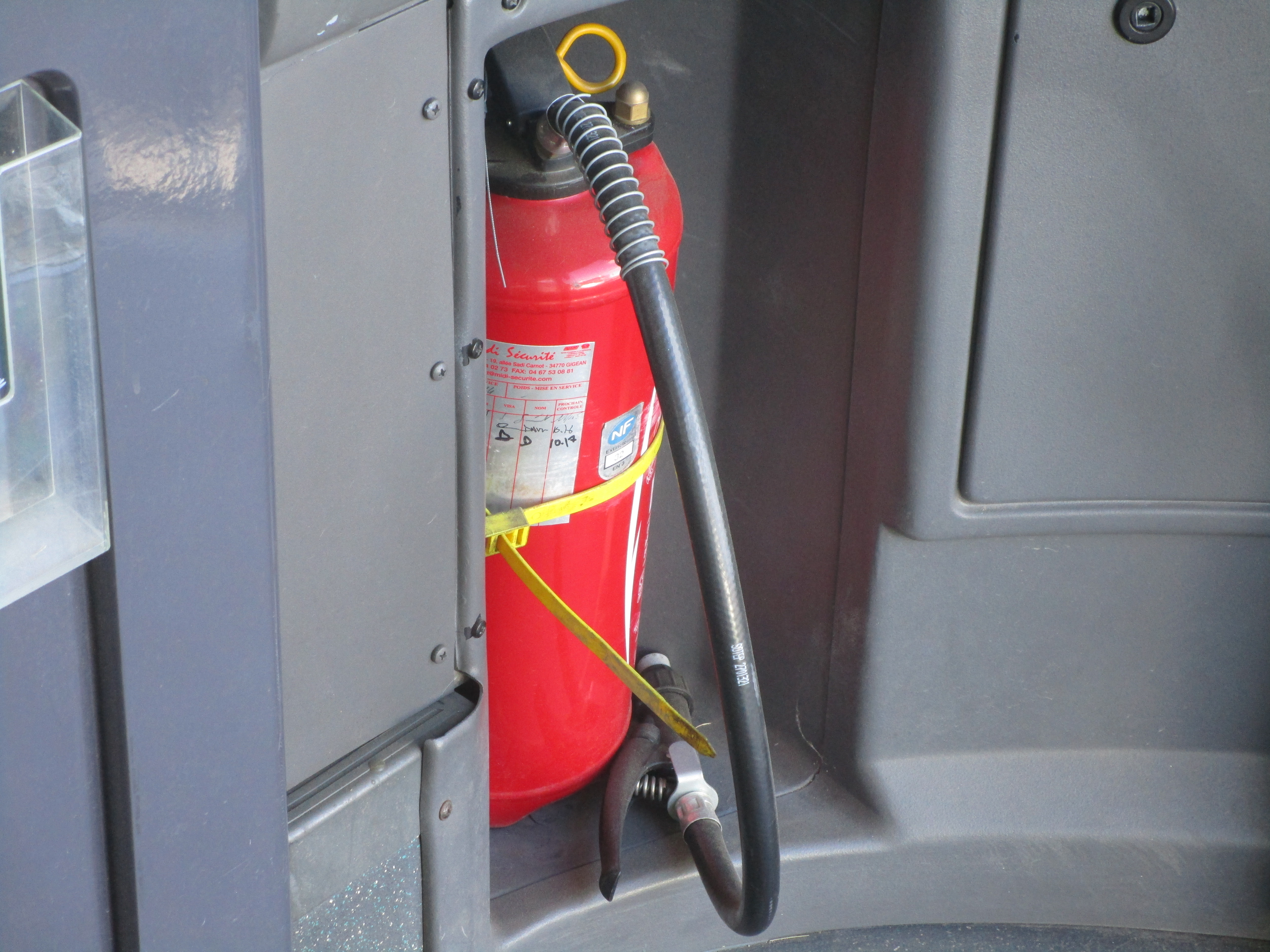
Un extincteur.

Ils sont également dotés de moyens de lutte contre l’incendie, notamment un extincteur, qui est situé au niveau de la porte avant.
Les portillons sont dotés d’une alarme, qui sonne si celui-ci n’est pas ou mal fermé.

### Personnel d’exploitation

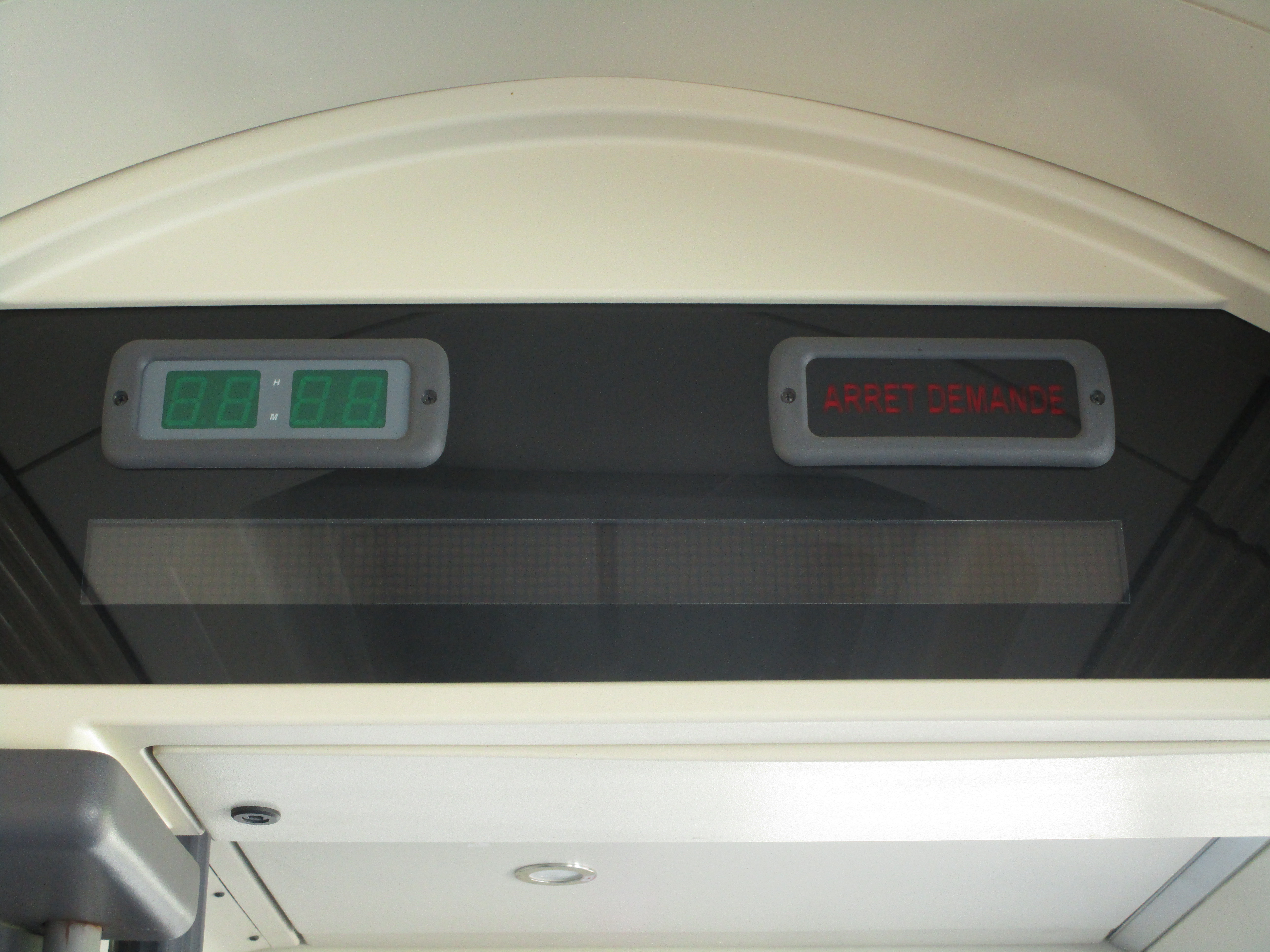
Le bandeau lumineux installé à bord du Volvo 7000 du réseau Cap’Bus.

### Informations aux voyageurs
À l’exception de l’Heuliez GX 107, tous les bus du réseau sont équipés d’un bandeau lumineux à l’avant. Celui-ci fournit aux voyageurs des informations sur la ligne — le numéro, la destination et le nom de l’arrêt suivant —, mais également la date et l’heure.
Les instructions à respecter à bord des véhicules ainsi que le plan du réseau sont présents dans les voussoirs latéraux. En montant dans le véhicule, une boîte accrochée sur le portillon permet aux usagers de prendre la fiche horaire de la ligne empruntée.
Le réseau dispose de son propre site web, capbus.fr, disponible en français et en anglais. Sur celui-ci, l’usager trouve de nombreuses informations concernant le réseau : fiches horaires, plans du réseau, tarifs, points de vente, règlement, infos trafic, actualités et présentation de la communauté d’agglomération et du groupe Keolis (groupe international, filiale française et filiale locale). Le site propose également une boutique en ligne pour acheter ou recharger un titre de transport ainsi que deux formulaires de contact : un pour contacter le réseau et un pour réserver un départ sur le TAD.

### Tarification et financement

#### Tickets et abonnements
La gratuité s’applique, sous conditions, aux enfants de moins de 5 ans accompagnés par un parent.

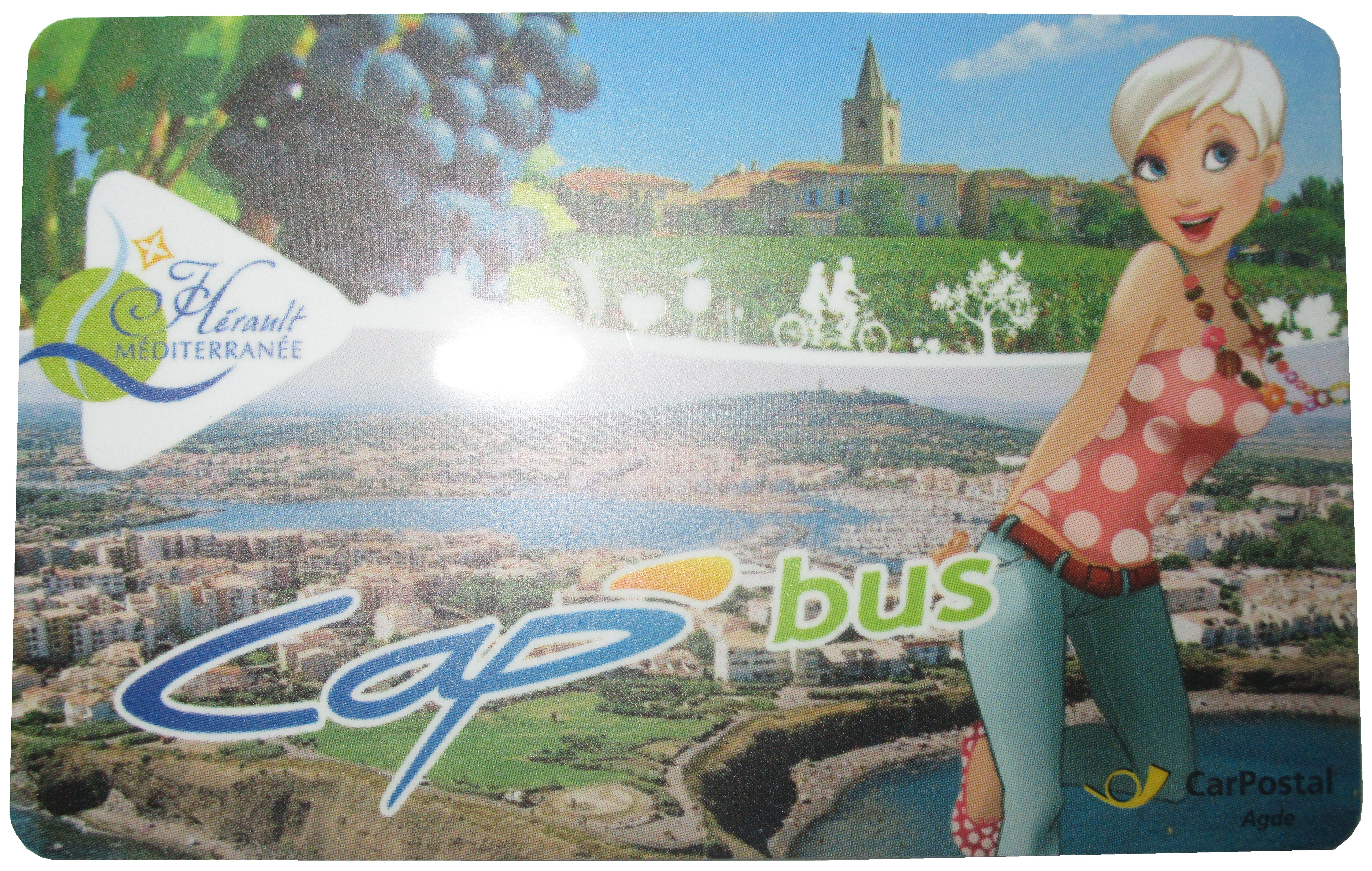
Une carte du réseau Cap’Bus.

Tickets

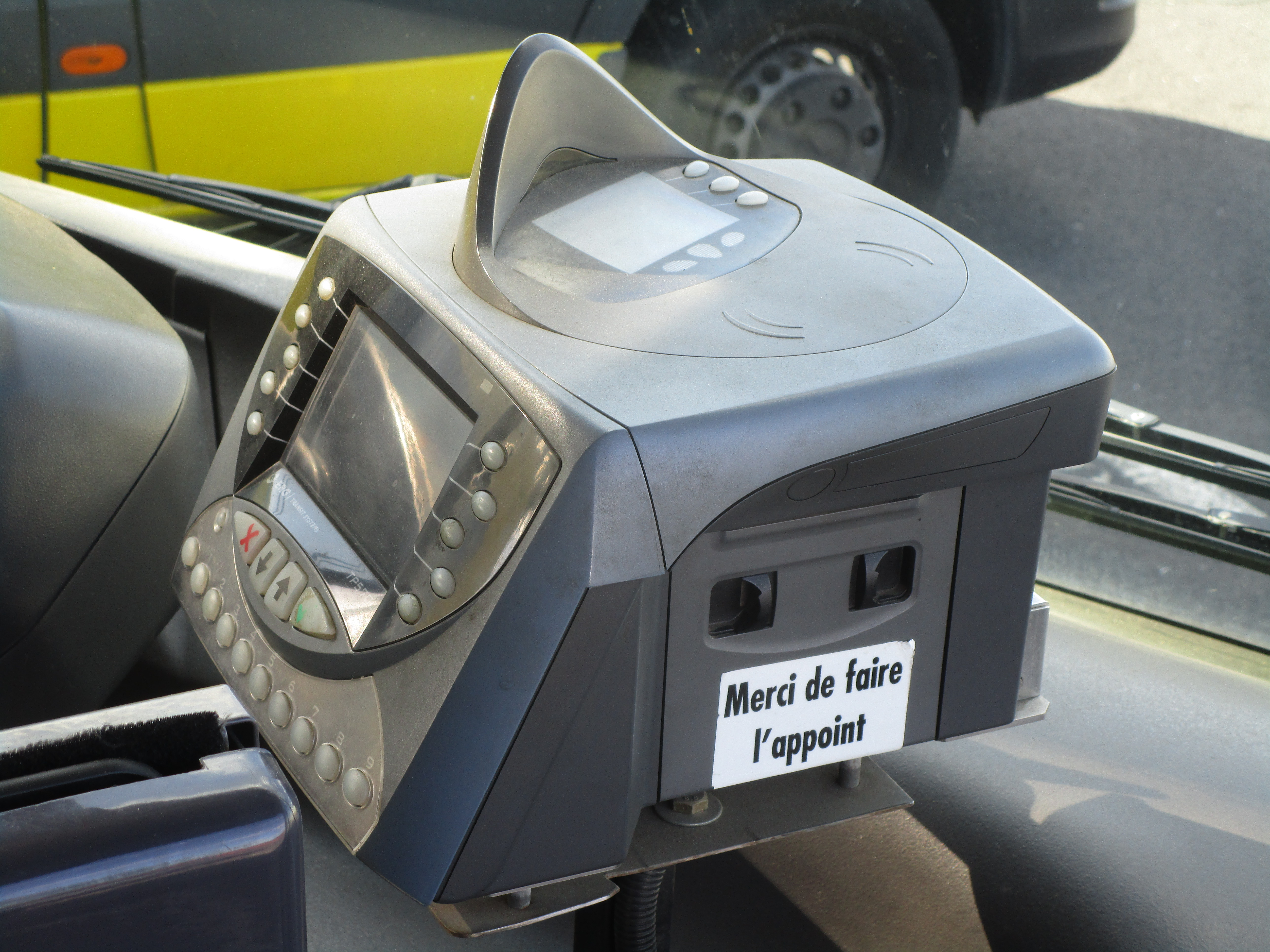
Un valideur à bord d’un bus du réseau Cap’Bus.

Les tickets Unité, vendu au prix de 1 €, ou son équivalent ajouté par dix sur une carte électronique, permet dans la limite d’une heure après la date de première validation de se déplacer pour un trajet aller, les correspondances étant autorisées. Les tickets Journée sont valables pour une durée de 24 heures à compter de la première validation, et permettent de se déplacer de façon illimitée sur tout le réseau.

#### Points de vente

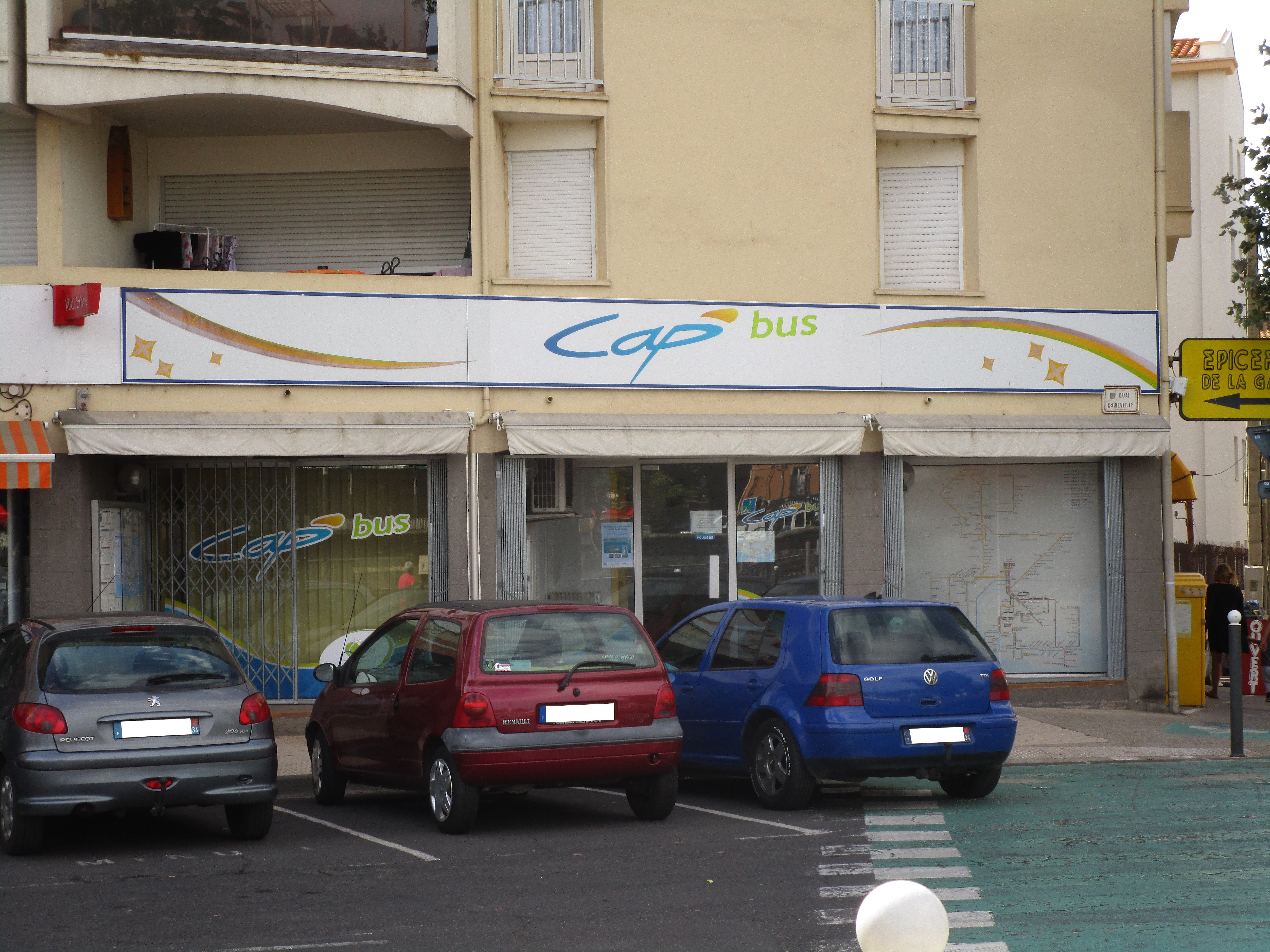
L’agence commerciale à Agde en 6 2017.

L’unique point de vente est l’agence commerciale, située au 1 bis Quai du Commandant Réveille à Agde (43° 18′ 55″ N, 3° 28′ 06″ E), ouvert du lundi au samedi. Elle est accessible en bus avec les lignes 1, 2, 3 et 4 en descendant à l’arrêt Château Laurens, situé à une dizaine de mètres.
Les usagers peuvent y acheter leurs titres de transports (tickets par lot de 10 ou abonnements) et y demander des renseignements sur les services proposés (TAD). Ils y trouvent également le plan général du réseau et les fiches horaires de toutes les lignes.

## Impact socio-économique

### Véhicule sauvegardé

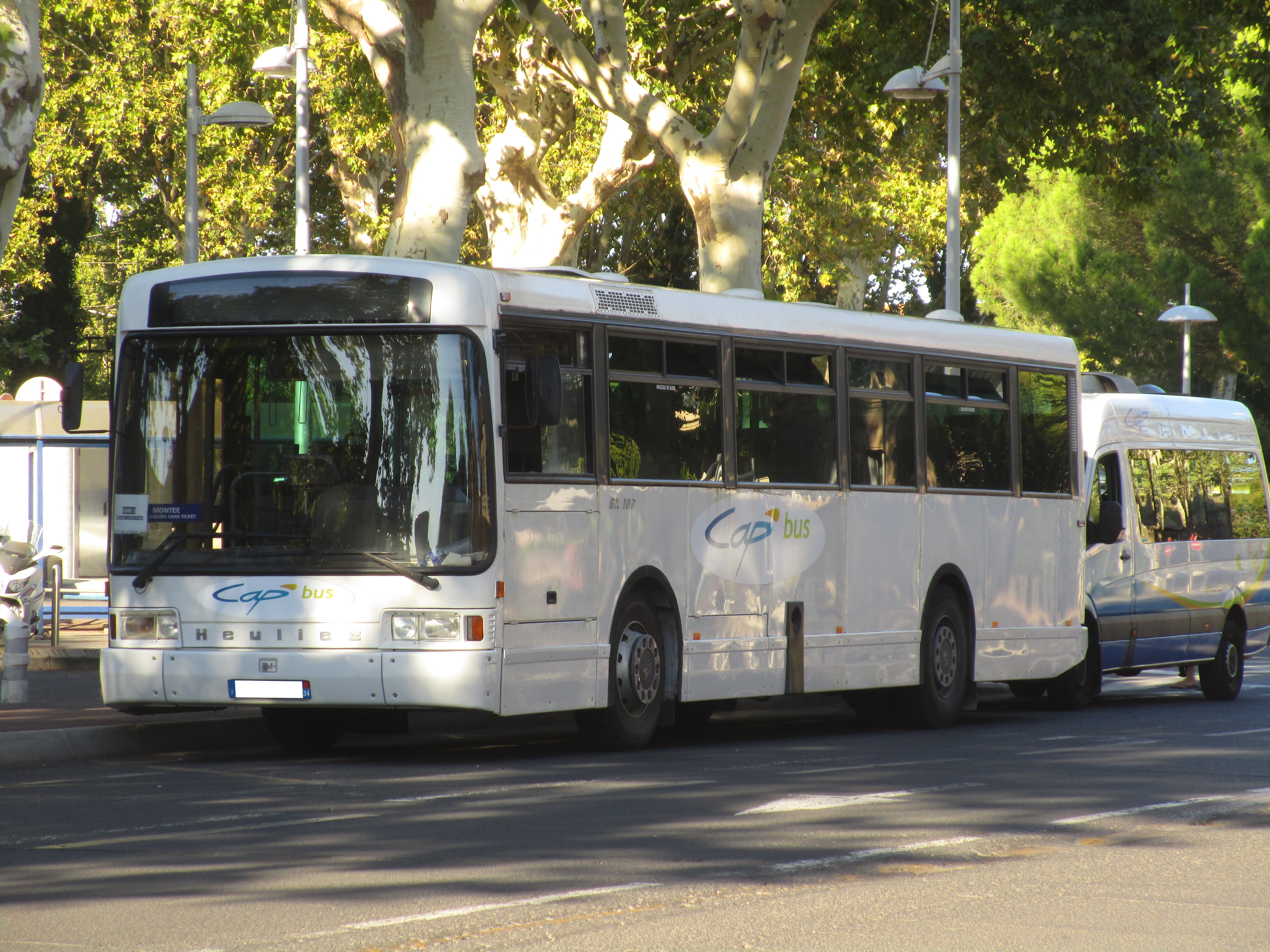
Cet Heuliez GX 107 du réseau Cap’Bus (ici sur la ligne 2) est aujourd’hui préservé par l’association Tram & Bus de la Côte d’Azur.

Un véhicule du réseau Cap’Bus a été sauvegardé après sa réforme. Il s’agit d’un Heuliez GX 107, mis en service le 25 février 1992. D’abord propriété de la SEMVAT sous le numéro 9222, il est entièrement rénové après avoir été endommagé par l’explosion de l’usine AZF, située en face de son dépôt, le 21 septembre 2001. Repris par Irisbus après sa réforme du réseau toulousain, il est revendu à CarPostal en septembre 2009. D’abord affecté à la filiale mâconnaise pour le réseau TRémA, il est transféré à Agde, où il sert de réserve sur la ligne 2 de juin 2010 à sa réforme en 2018. Il est repris en décembre de cette même année par l’association Tram & Bus de la Côte d’Azur et rapatrié à Nice, puis à l’Écomusée du haut-pays et des transports, où il est aujourd’hui exposé, en février 2019.